# Notre-Dame-St-Christophe (Saint-Christol d’Albion)
Die ehemalige Priorats- und heutige Pfarrkirche Notre-Dame-St-Christophe liegt in der französischen Gemeinde Saint-Christol auf dem Plateau-d’Albion, etwa zehn Kilometer nördlich von Apt im Département Vaucluse in der Région Provence-Alpes-Côte d’Azur und in der Diözese Apt, an den Grenzen der Diözesen Sisteron und Carpentras.
Es verdankt sein Entstehen und seine Entwicklung den Benediktinermönchen der Abtei Saint-André de Villeneuve-lés-Avignon und dem Hause d’Agoul, vor allem dem bedeutenden Bischof Laugier d’Agoult.
Die Kirche war ursprünglich allein Saint Christoph geweiht. Wann das Notre-Dame-Patronat hinzukam, geht aus den bekannten Quellen nicht hervor.

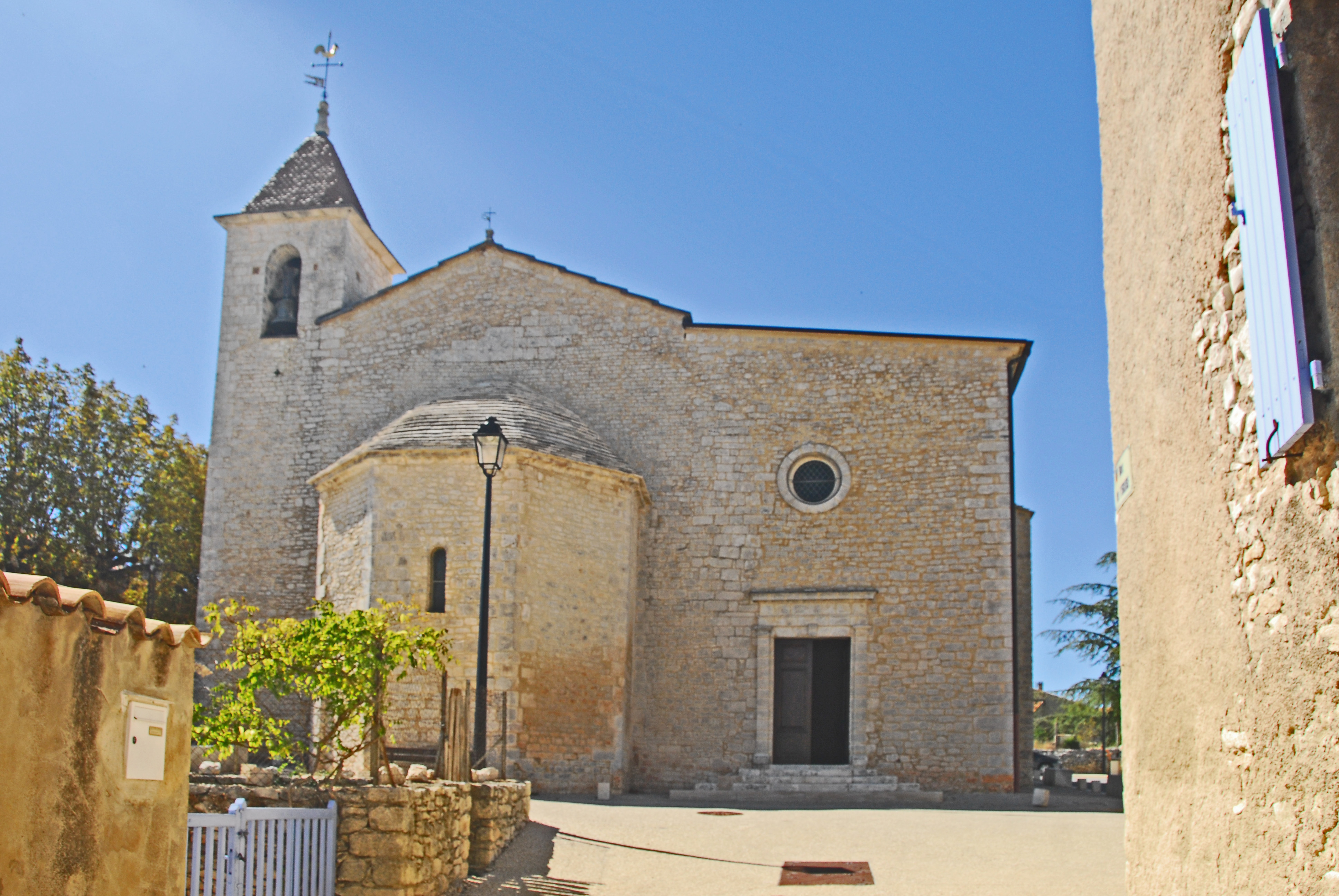
Ostseite

## Geschichte
Bereits im Jahr 1118 bestätigte Papst Gelasius II. der Rhone-Abtei „die Kirche Saint-Christophe mit ihrem Dorf und ihrem Territorium“, wahrscheinlich die Vorgängerin der heutigen Kirche. Doch 1160 ergänzte Bischof Guillaume von Apt, bei der Aufzählung der Priorate dieser Abtei in seiner Diözese, dass die Schenkung von Saint-Christol durch seinen Vorgänger Laugier erfolgt sei. Laugier, einer der bedeutendsten Bischöfe von Apt, der diesen Bischofssitz von 1103 bis ungefähr 1130 innehatte, war ein berühmtes Mitglied der oben genannten Familie d’Agoult, die außer einem Teil des Tales von Apt, das gesamte Plateau d’Albion, den Mont Amaron, die Täler von Sault und von Banon besaß. Laugier d’Agoult überließ der Abtei Saint-André zwischen 1103 und 1118 ein Territorium, das seiner Familie gehörte und auf dem sich schon eine Kirche und eine kleine nicht befestigte Siedlung (villa) befanden. Diese bestanden wohl noch nicht lange, weil der Ort nach einem Heiligen benannt war, dessen Verehrung im Südosten Frankreichs im Allgemeinen nicht vor dem 11. Jahrhundert bekannt war. Das Dorf gab es um 1082 offensichtlich, als Ripert de Mévouillo der Abtei von Cluny alle Güter übertrug, die er auf dem Albion-Plateau besaß, noch nicht. Ansonsten hätte man es damals im Zusammenhang mit diesem umfangreichen Besitz erwähnt, der später den Namen Revest-du-Bion führte, der etwa acht Kilometer nordöstlich von Saint-Christol liegt.
Der romanische Bau des heutigen Hauptschiffs wird auf die Zeit zwischen 1150 und 1175 datiert.
Die Grenzen des Territoriums von Saint-André de Villeneuve-lés-Avignon in Saint-Christol sind durch einen Schiedsspruch von 1270 bekannt. Dieser nennt das eigentliche als castrum bezeichnete, offensichtlich befestigte Dorf mit seinen fruchtbaren Ländereien, mit Ausnahme der weiten unbebauten oder bewaldeten Flächen des Mont-Amaron und des im Besitz der d’Agoult verbliebenen Plateaus. Sie wurden im 13. Jahrhundert nach und nach von den Bauern urbar gemacht und bebaut. Ein Teil wurde der Abtei von Sénanque abgetreten.
Obgleich es bedeutender als das benachbarte Priorat von Saint-Trinit war, dem nur ein bescheidenes ländliches Territorium gehörte, blieb Saint-Christo auch während des Mittelalters und bis zum Ende des 18. Jahrhunderts nur eine bescheidene Filiale der Abtei von Villeneuve-lés-Avignon, mit einem Haus, in dem nur ein oder zwei Ordensleute lebten, die mit dem Dienst an der Ordenskirche betraut waren.
Das Kirchenschiff wurde zwischen 1688 und 1690 wegen der Bevölkerungszunahme der Ortschaft um das nördliche Seitenschiff in nachgotischem Stil mit drei Jochen erweitert. In diesem Jahrhundert entstand auch der Glockenturm, der an die Südwand des romanischen Schiffs an dessen östlicher Kante angebaut wurde. Ferner wurden zu dieser Zeit im Hauptschiff die ehemaligen Tonnengewölbe in gotische Kreuzrippengewölbe umgebaut, die dann noch zusätzliche Strebepfeiler an der Südwand erforderlich machten.
Erst 1763 stellte man nach einer Visitation des Bischofs von Apt den Hauptaltar, der bislang „in einem sehr schmalen und unschönen Altarraum der Kirche stand“ – gemeint war der Chorraum der romanischen Kirche – an die Westwand des Schiffs. Um besser vom Dorf aus in die Kirche zu gelangen, verlegte man zur gleichen Zeit das bei der Kirchenerweiterung angelegte klassizistische Hauptportal von deren Westwand auf ihre Ostwand.
Seit dem 14. Juni 1909 steht die Kirche unter Denkmalschutz.
Im Jahr 1975 brachte man den ursprünglichen Hauptaltar wieder an seinen ehemaligen Standort in der östlichen Chorapsis des romanischen Schiffs.

## Das Kirchengebäude

### Form und Abmessungen

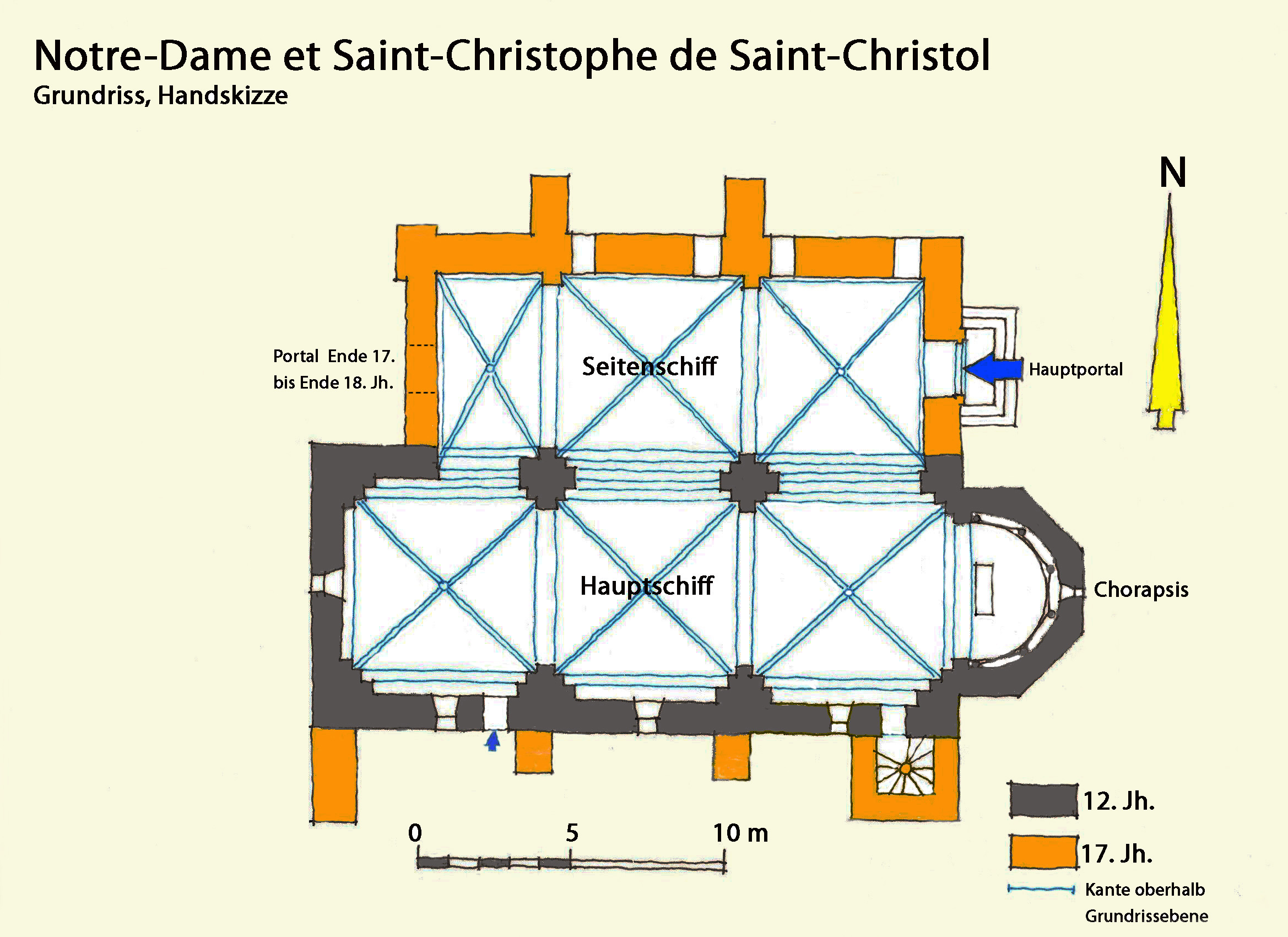
Grundriss der Kirche

Ungefähre Maße, aus der Zeichnung entnommen und hochgerechnet:

#### Außen
- Gesamtlänge Hauptschiff mit Chor: 25,00 m
- Gesamtbreite beider Schiffe (ohne Pfeilervorlagen): 16,25 m
- Breite Hauptschiff (ohne Pfeilervorlagen): 9,25 m
- Breite nördliches Seitenschiff (ohne Pfeilervorlagen): 6,90 m
- Breite Chorapsis: 6,90 m
- Tiefe Chorapsis: 4,00 m
- Breite Glockenturm: 3,35 m
- Ausladung Glockenturm: 2,75 m

#### Innen

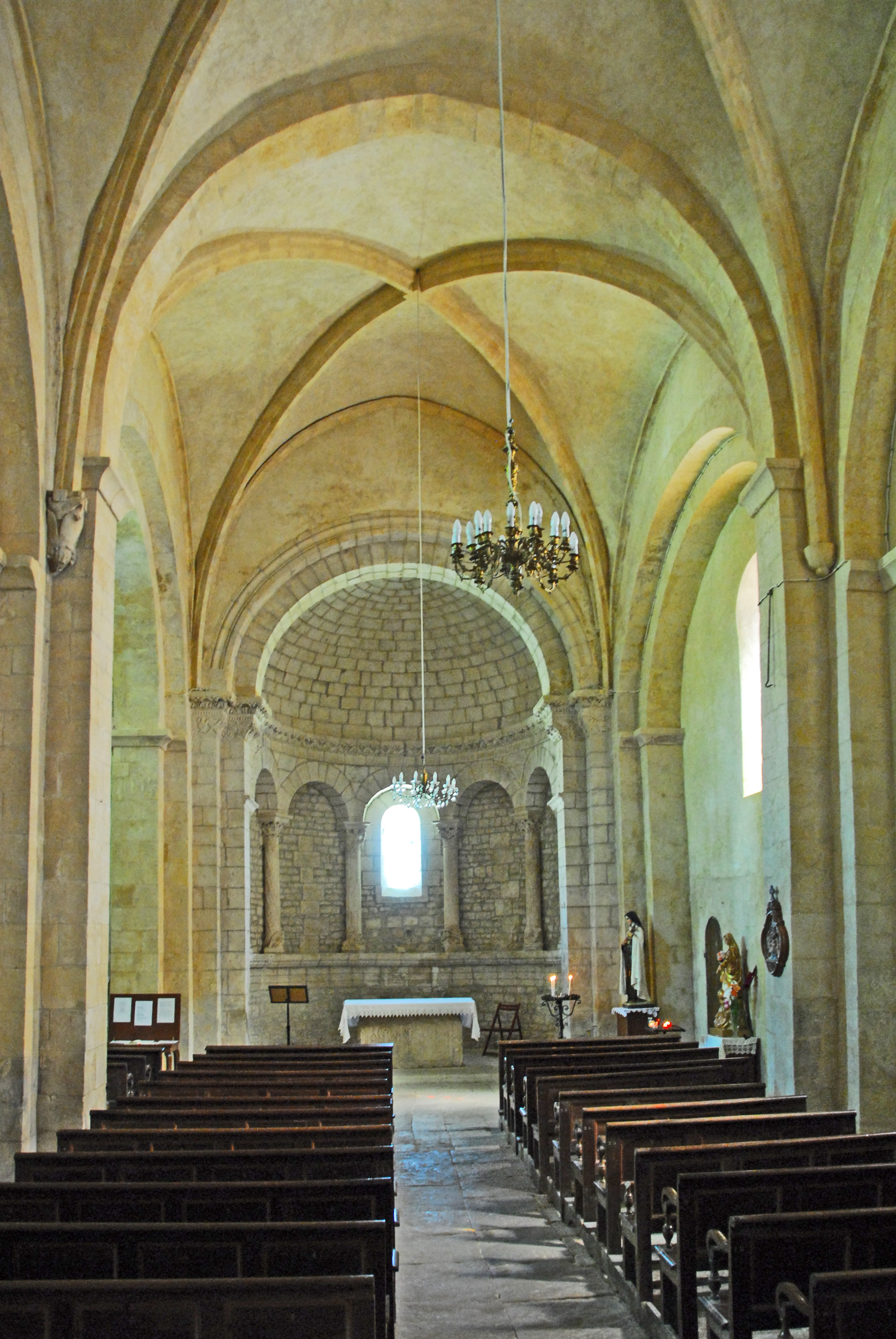
Hauptschiff zum Chor

- Gesamtlänge Hauptschiff mit Chor: 22,90 m
- Gesamtlänge nördliches Seitenschiff: 16,00 m
- Breite Hauptschiff inklusive Arkadennischen: 7,20 m
- Breite nördliches Seitenschiff: 6,00 m
- Breite der Chorapsis (zwischen Pfeilervorlagen): 4,40 m
- Tiefe der Apsis: 3,70 m
- Höhe Brüstung der Arkatur: 1,60 m
- Höhe Arkatur: 2,70 m

### Bauwerk

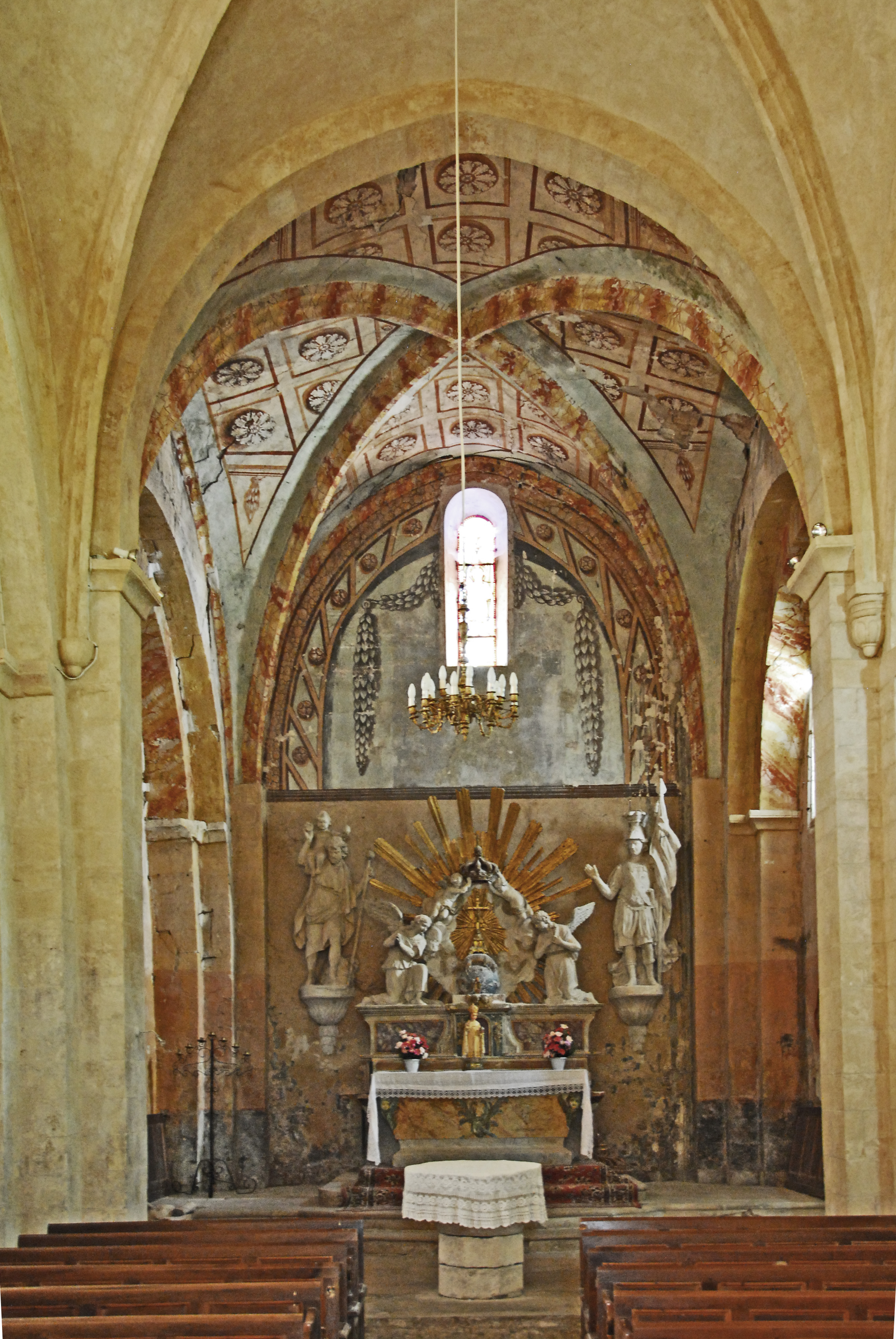
Hauptschiff nach Westen

Die heutige Pfarrkirche im Oberdorf von Saint-Christol besteht aus zwei deutlich unterscheidbaren Bauabschnitten, einem romanischen aus dem 12. Jahrhundert und einem zweiten aus dem 17. Jahrhundert, im Stil der Nachgotik.
Der romanische südliche Abschnitt umfasst das dreijochige Hauptschiff, das von einem Tonnengewölbe überdeckt war, mit einer innenseitig halbrunden Chorapsis auf der Ostseite, die außen aus fünf geraden Seiten polygonal umschlossen wird. Wo sich das ursprüngliche Hauptportal befand, darüber geben die bekannten Quellen keine Auskunft.
Im dritten Joch der Südwand des romanischen Baus gab es ursprünglich einen rundbogigen Nebeneingang, etwa dort, wo sich heute der Zugang zum Glockenturm befindet. Von diesem kann man heute noch Spuren an der östlichen Laibung der Tür und auch außen erkennen. Dieser Eingang dürfte damals zu einem rechteckigen Garten mit einer Zisterne geführt haben, dem Mittelpunkt eines schon lange verschwundenen Kreuzgang Möglicherweise war dieser Eingang auch das Hauptportal für die Gläubigen. Im ersten Joch der Südwand gibt es heute noch eine rundbogige Tür, die zu Räumlichkeiten führt, die dort an das romanische Schiff angebaut sind. Vermutlich sind das Nachfolger älterer Konventsgebäude.
Das ehemalige Tonnengewölbe des Hauptschiffs wurde im Zuge des zweiten Bauabschnitts im nachgotischen Stil des nördlichen Schiffs verändert.
Der zweite nördliche Abschnitt, der gegen Ende des 17. Jahrhunderts an das romanische Hauptschiff angebaut wurde, umfasst ebenfalls drei Joche, das zweite und dritte in gleicher Länge, das erste und westliche Joch ist fast halb so lang, wie die übrigen. Die Breite des Seitenschiffs ist gut einen Meter kleiner als die des Hauptschiffs. Die Westwand des Seitenschiffs tritt gegenüber der des romanischen Abschnitts deutlich zurück und besaß dort ursprünglich eine offene Vorhalle in Ausdehnung des Wandversatzes. In der Achse dieser Wand öffnete sich im Zuge der Erbauung des zweiten Schiffs das Hauptportal der Kirche, das allerdings kaum ein Jahrhundert später wieder zugemauert und in die Ostwand verlegt wurde, wo es sich heute noch befindet. Dies geschah möglicherweise aus Gründen des besseren Wetterschutzes, da die Westfassade sich nach Westen zum nahen Berg Amaron orientierte, von wo aus häufig die kühlen Winde einfielen. Es ist jedenfalls vom Dorf aus leichter erreichbar als von der Westseite.

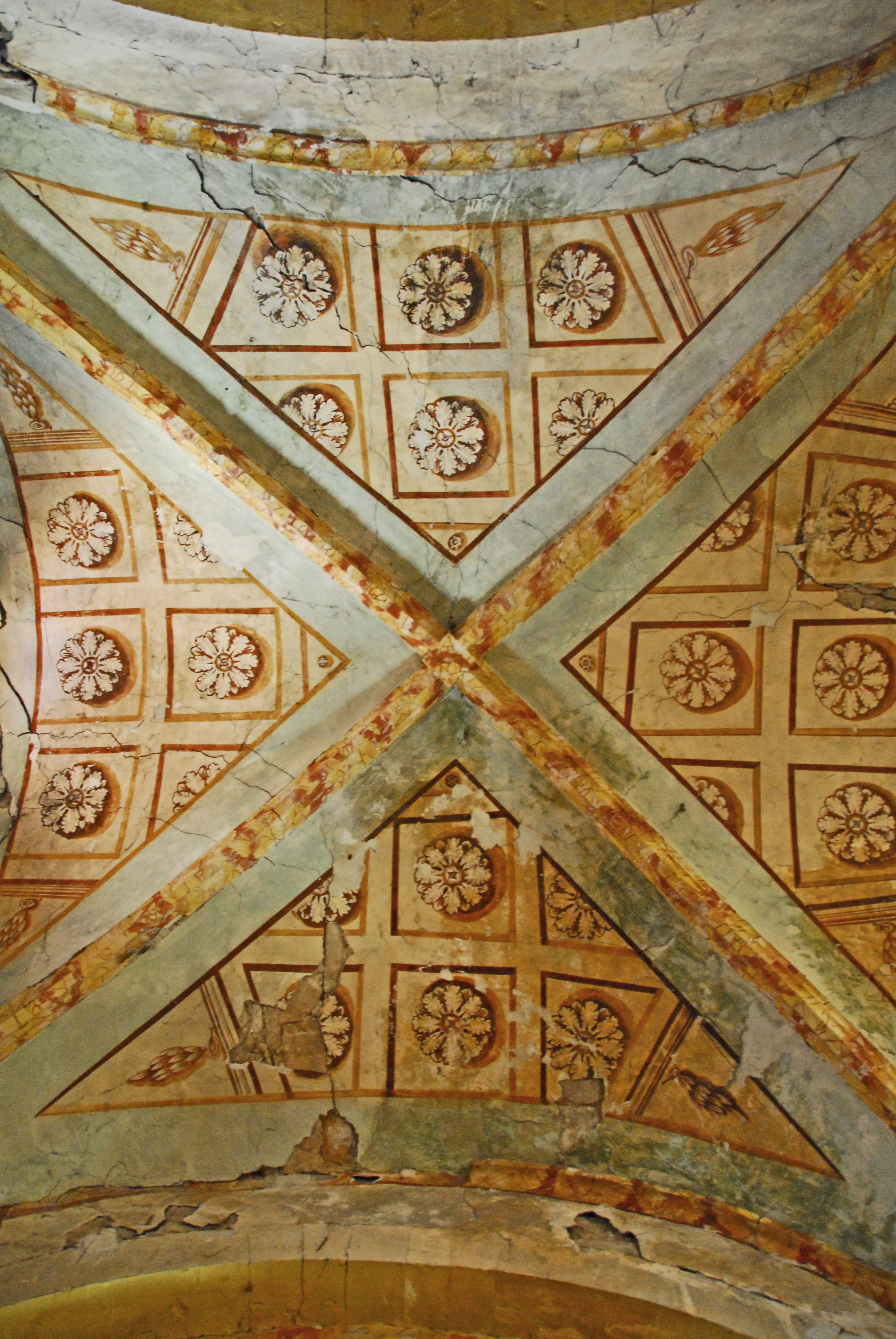
Hauptschiff, Gewölbe Joch 1

Die recht schlichte romanische Kirche St-Christophe war ursprünglich mit einem Tonnengewölbe überdeckt, von dem noch Verzahnungen an den Innen- und Außenseiten der Giebelwände erkennbar sein sollen. Dieses Gewölbe wurde an den Längswänden von rundbogigen Blendarkaturen aus doppelt gestuften kantigen Bögen getragen die auf ebenso gestuften Wandpfeilern ruhen und heute noch so erhalten sind. Vermutlich wurde auch das Tonnengewölbe durch im Querschnitt rechteckige Gurtbögen in die Joche unterteilt, die auf gleich breiten Pfeilervorlagen standen, wie sie etwa heute noch als Unterteilung der nachgotischen Kreuzrippengewölbe zu sehen sind. Die Höhe der Bögen der Blendarkaturen blieben aber deutlich unter denen der Gurtbögen.
Die im Grundriss halbrunde Chorapsis ist mit einer sauber gemauerten halbkuppelförmigen Kalotte eingewölbt, deren Arkade eingangs der Apsis durch einen im Querschnitt rechteckigen Gurtbogen abschließt, der schiffseitig einen deutlichen Rückversatz seiner Vorderkante aufweist und der beidseitig auf entsprechenden Pfeilervorlagen mit dem gleichen Rückversatz steht. Die Apsisarkade ist etwa so hoch wie die Arkaden und Blendarkaden der Längsseiten des Schiffs. Die Höhe der Bogenansätze des Gurtbogens und Rückversatzes werden durch kurze Kapitellfriese mit Akanthusblättern und Weinlaub markiert. Das Kämpferprofil der Kapitellfriese setzt sich um die ganze Apsis herum als zart verziertes Kranzgesims fort.
Die halbrund gebogene Apsiswand wird von einer unter Kunstkennern berühmten recht hohen Blendarkatur auf einer gut eineinhalb Meter hohen Brüstung umgeben, aus fünf rundbogigen Arkadennischen und sechs freistehenden Säulen, aus fein ziselierten Schäften, die mit skulptierten Kapitellen, profilierten Kämpferplatten, skulptierten teils auch profilierten Basen auf kantigen Plinthen ausgestattet sind. Näheres siehe Abschnitt „Dekor“.

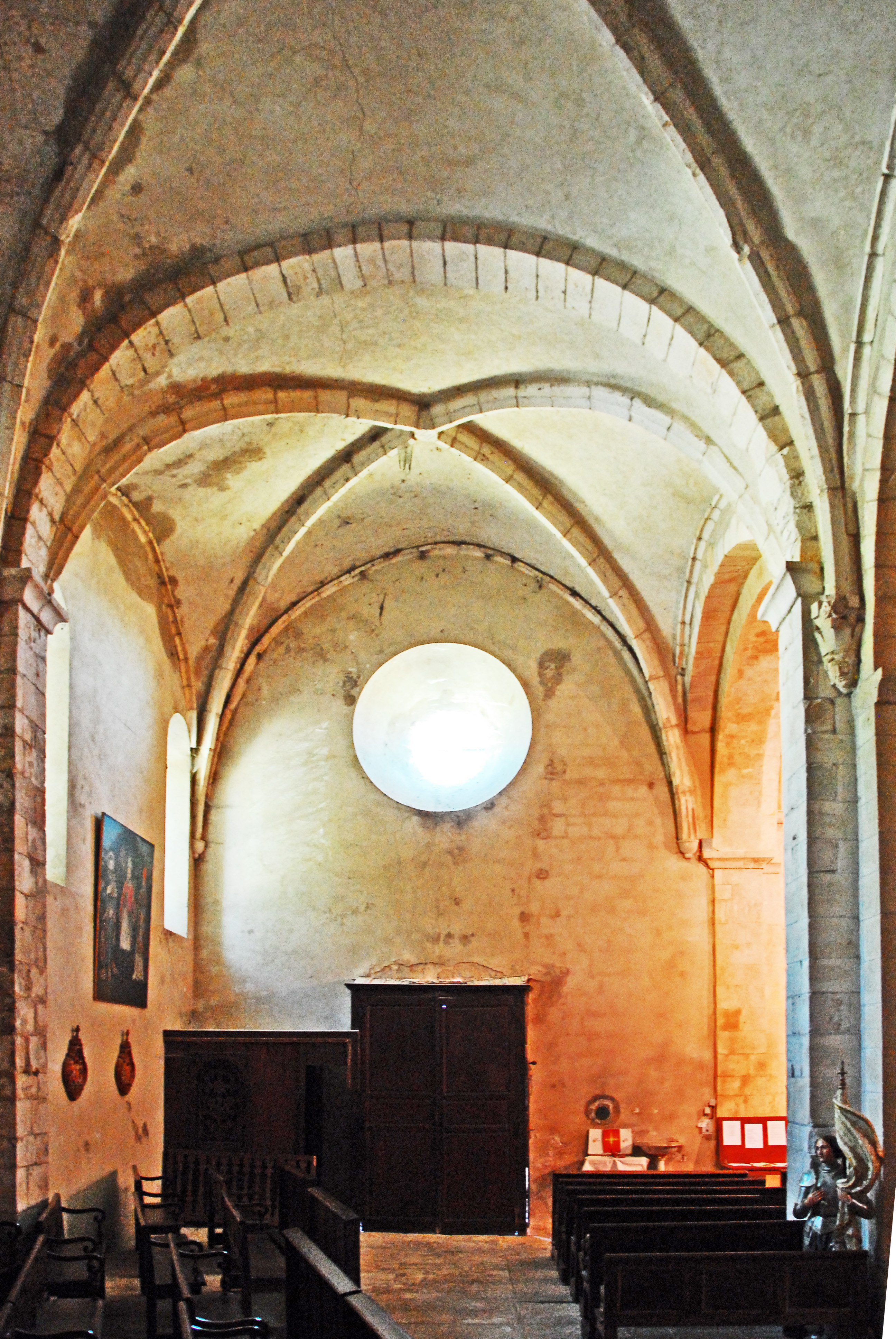
Seitenschiff zum Eingang

Das Tonnengewölbe des Schiffs drohte zu Beginn des 17. Jahrhunderts einzustürzen. Damals stellte man die oberen Teile des romanischen Schiffs in zwei Abschnitten wieder her, jedoch ohne Steinwölbung. Eine 1644 von Notar Montjallard in Saint-Christol ausgestellte Akte zeigt, dass man zunächst den Maurermeister Antonin Jouffraiy aus Saint-Michel beauftragte, „das Gewölbe der Empore niederzulegen[…], über den Pfeilern der erwähnten Kirche drei Querbögen einzuziehen, um das Gewölbe zu stützen, sechs Fenster einzubauen und einen Turm aus behauenem Stein für drei Glocken aufzustellen“. Diese Doppelbögen – nicht die heutigen – trugen lediglich einen hölzernen Dachstuhl, dessen relativ geringes Gewicht keine Gefahr mehr für den Einsturz der Kirche bedeutete. Die früher fensterlose Nordwand erhielt auch in jedem der drei Joche ein Fenster und die ursprünglich kleineren Fenster der Südwand wurden entsprechend denen der Gegenseite vergrößert, so wie sie heute noch erhalten sind.
Nur wenig später, zwischen 1688 und 1690, wurde das nördliche Seitenschiff im nachgotischen Stil angebaut. Dazu musste die ehemalige Nordwand des Hauptschiffs weitgehend geöffnet werden. Aus den Blendarkaturen wurden Arkadenöffnungen, im ersten Joch nur eine halbe. Das neue Schiff erhielt eine Überdeckung mit Kreuzrippengewölben, deren Zwickel auf den Kreuzrippen und im Querschnitt rechteckigen Gurtbögen liegt, die auf ebensolchen Pfeilervorlagen stehen. Die Höhe der Bogenansätze werden von profilierten Kämpfern markiert. An den Wänden liegen die Gewölbezwickel auf Schildbögen aus halben Rippen. Die Querschnitte der Rippen weisen im Groben einen Querschnitt eines zugespitzten gleichschenkligen Dreiecks auf, dessen Spitze gekappt ist und deren Seiten mit je zwei flachen breiten Hohlkehlen dekoriert sind. Sie treffen sich jeweils in Gewölbemitte in einem zylindrischen Schlussstein mit angeformten Rippenstücken und schlichtem Blattdekor. Die Rippen stehen etwa in Höhe der Kämpferprofile der Gurtbögen auf Kapitellen, zwei von ihnen aus Menschenköpfen, die mit einem hohen pflanzlichen Dekor bekrönt sind. Die Gewölbezwickel und Schilde sind glatt verputzt.

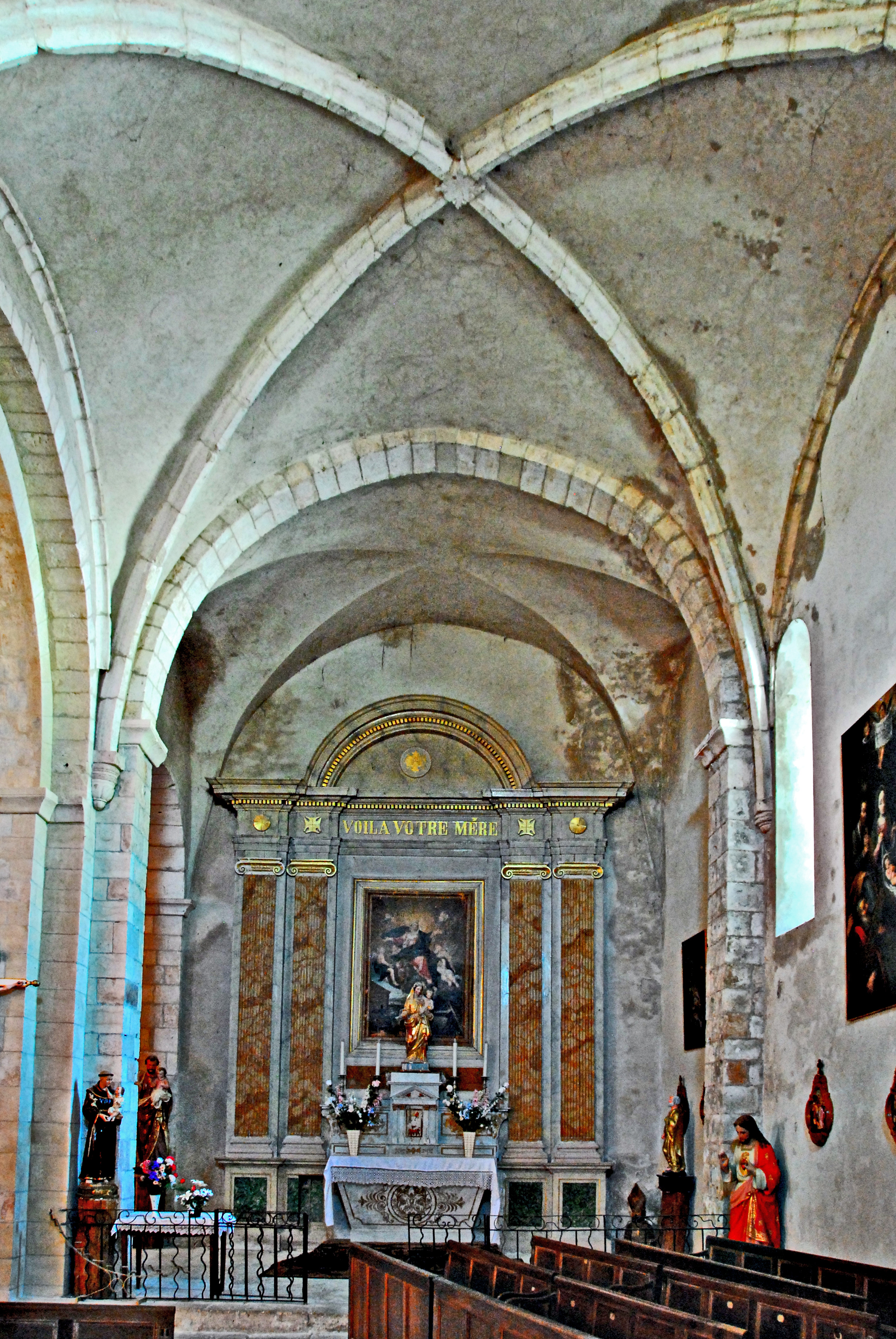
Seitenschiff nach Westen

Zur gleichen Zeit erhielt auch das Hauptschiff wieder eine Einwölbung, aber mit der gleichen wie beim neuen Seitenschiff.

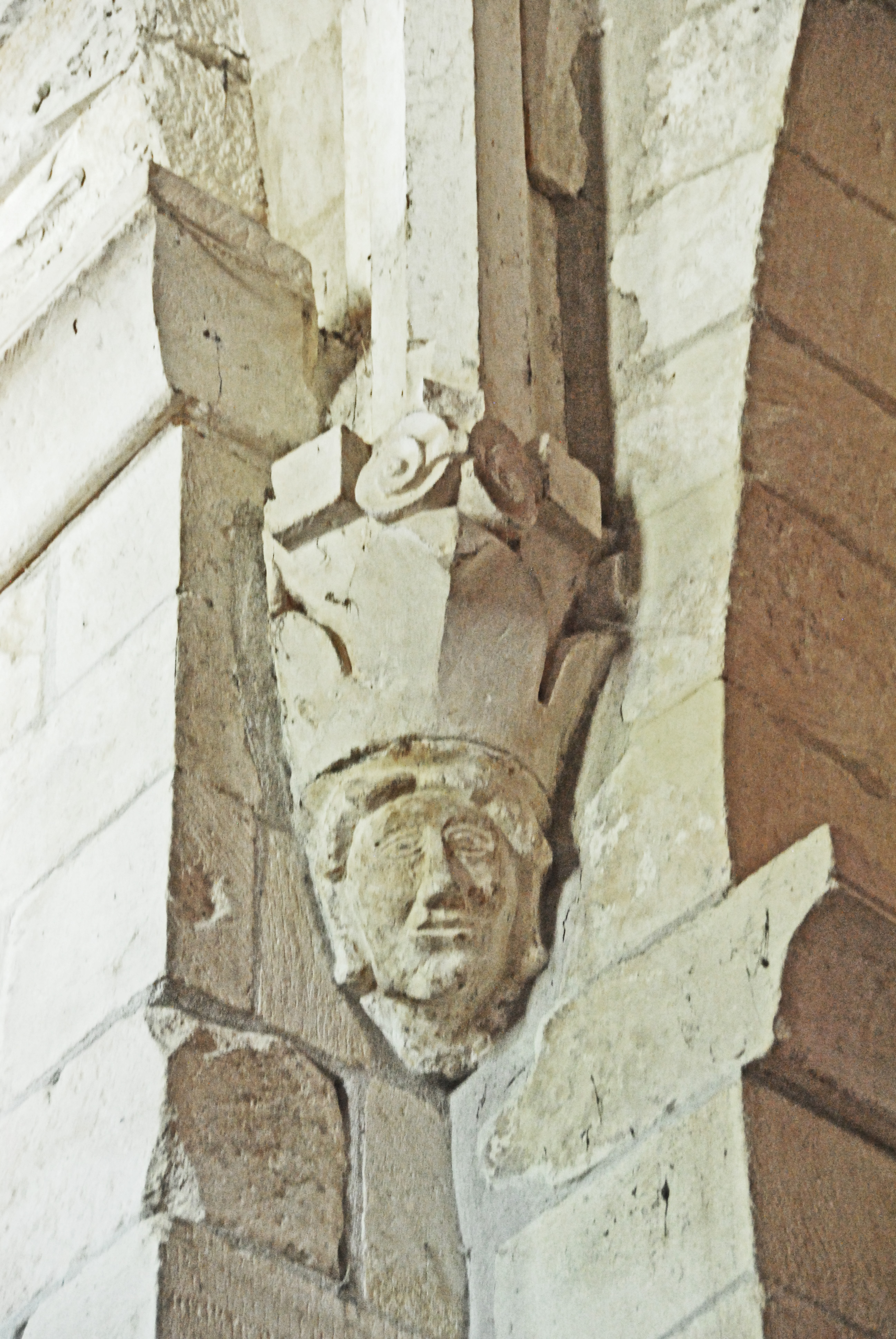
Kapitell Kreuzrippengewölbe
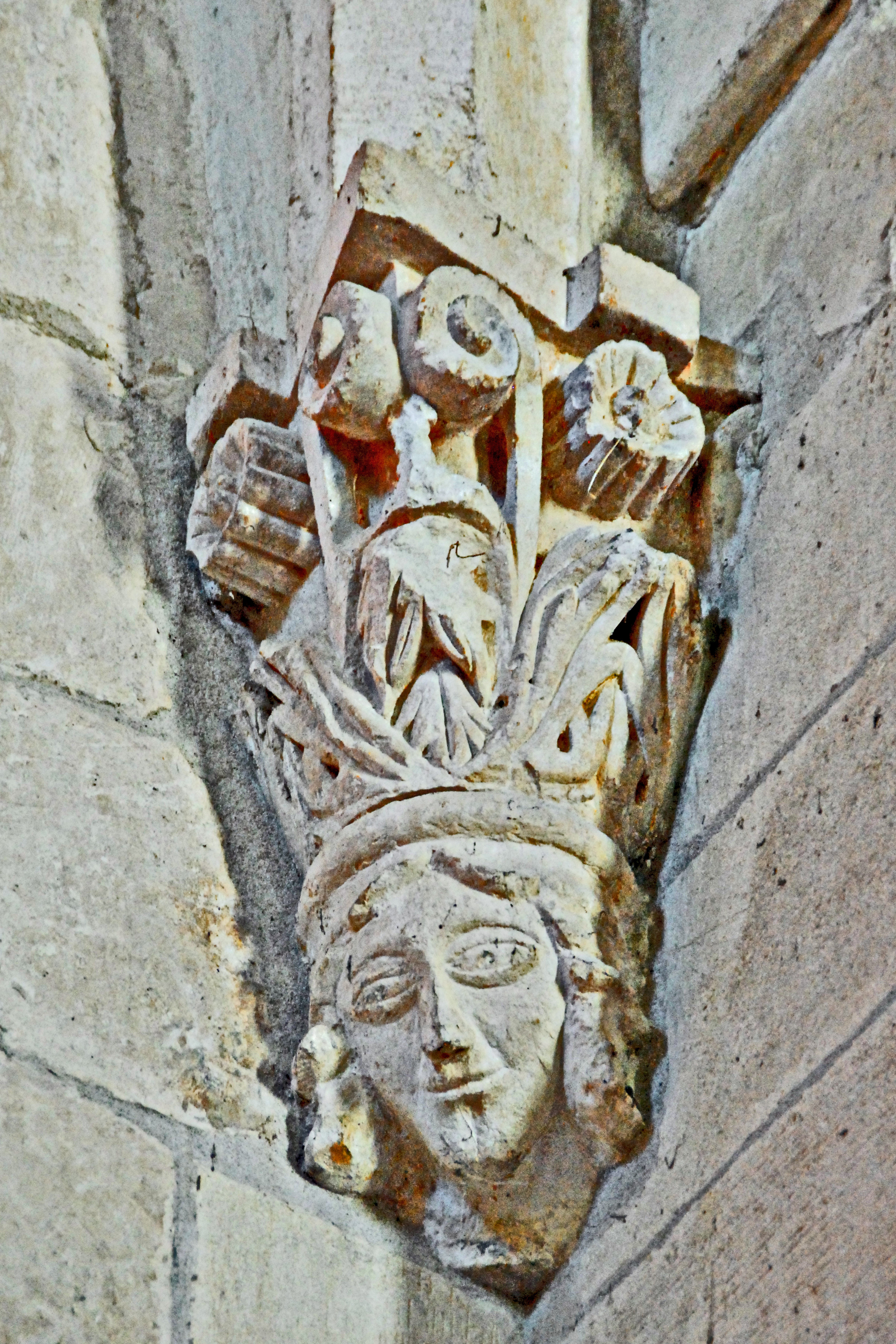
Kapitell Kreuzrippengewölbe
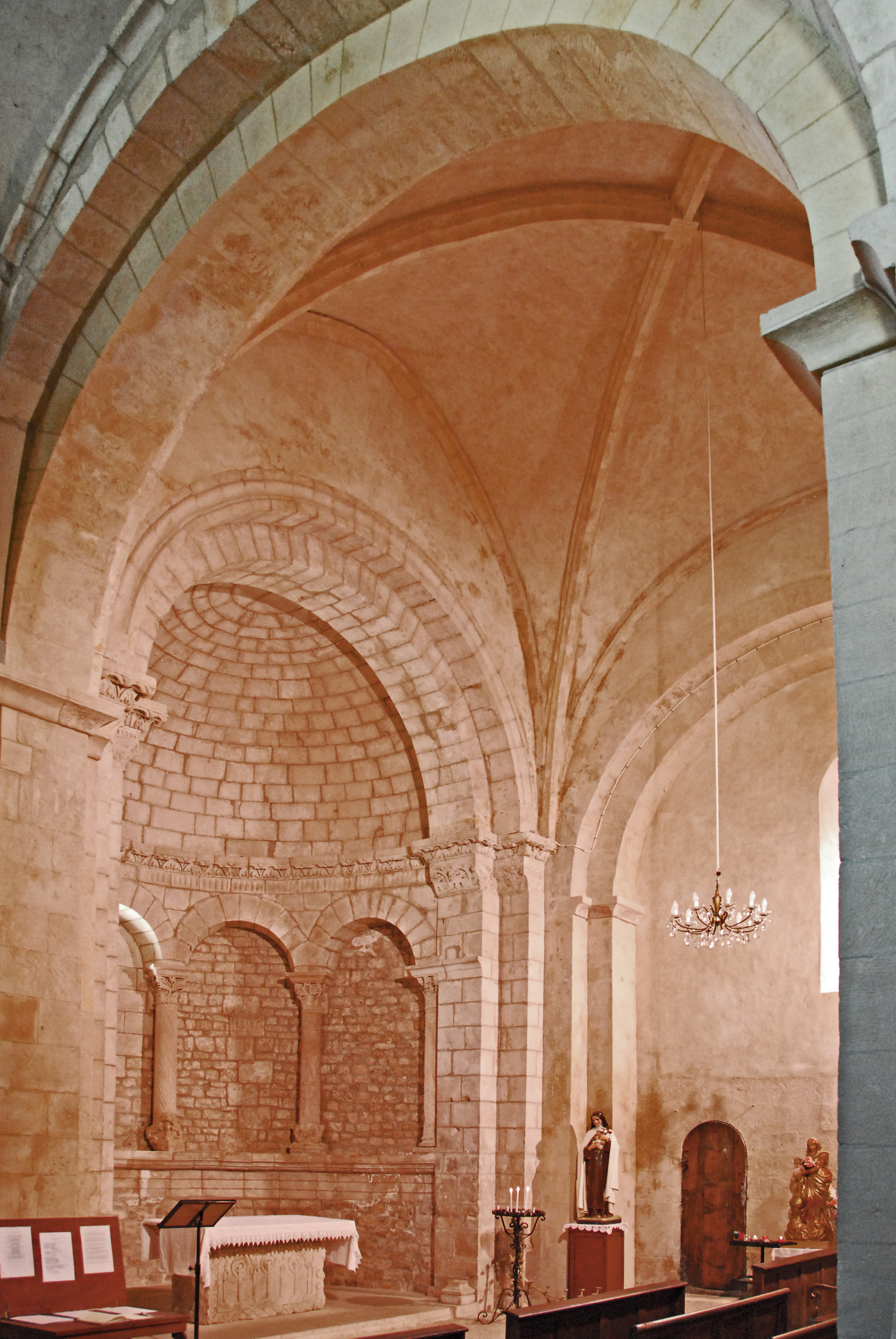
Hauptschiff Joch 3 aus Seitenschiff
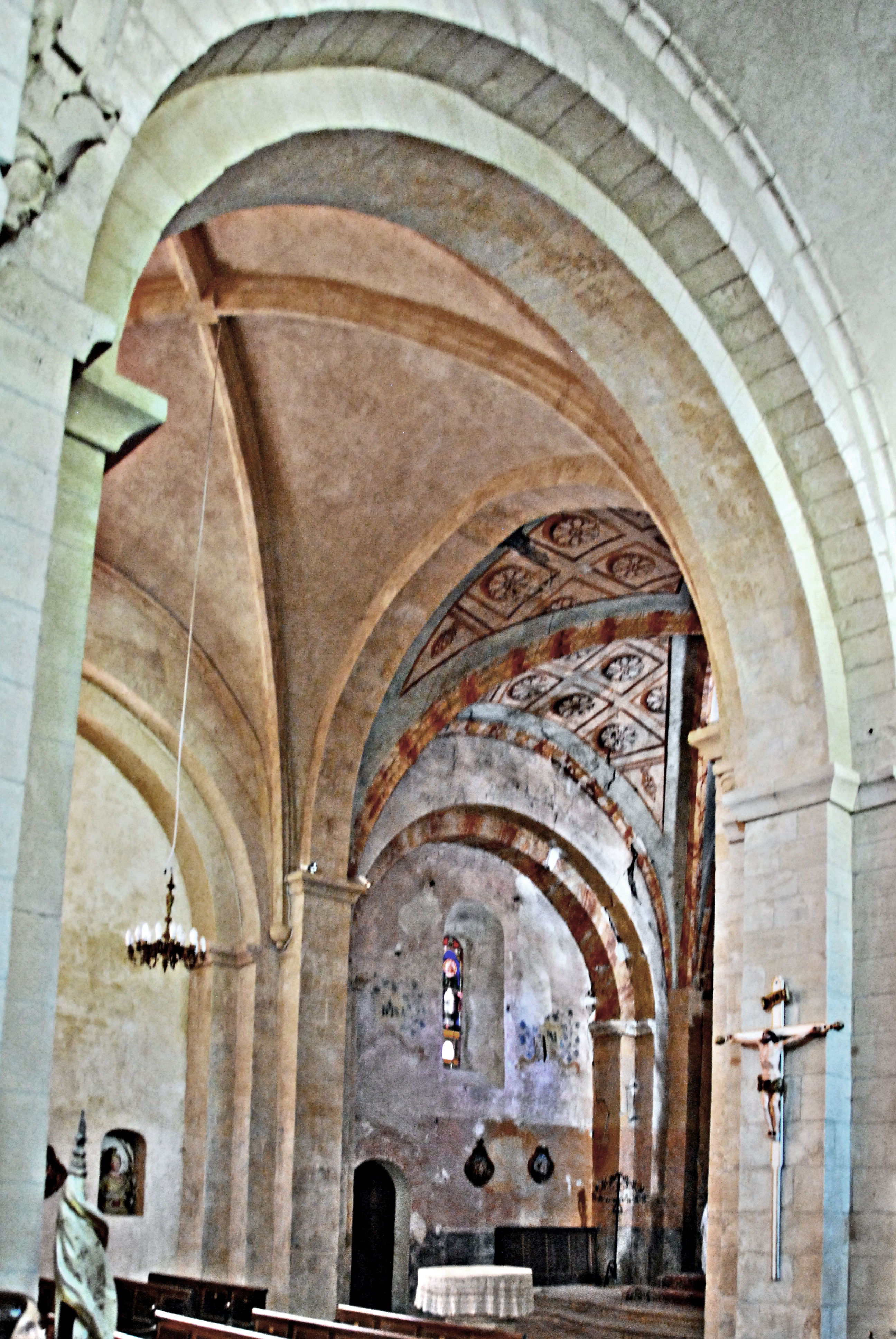
Hauptschiff Joche 1+2, aus Seitenschiff

Eine Inschrift erinnert an die Bauarbeiten:
„I.A. (Jean Aubert) 1688
vollendet 1690
I.A. Aus VILLEMUS“
Den Preis für die Erweiterung überliefert das vorstehen genannte Notariatsbüro. Denuis Barbier aus Sault bestätigt mit Datum von 8. Mai 1688 die Richtigkeit dieser Inschrift und macht gleichzeitig mit einigen Einzelheiten des Auftrages bekannt. Der Baumeister war „Jean Aubert, Maurer aus der Ortschaft Villemus“ Er sollte die Kirche ausbessern und nach Norden hin durch drei weitere Joche vergrößern.

### Äußeres

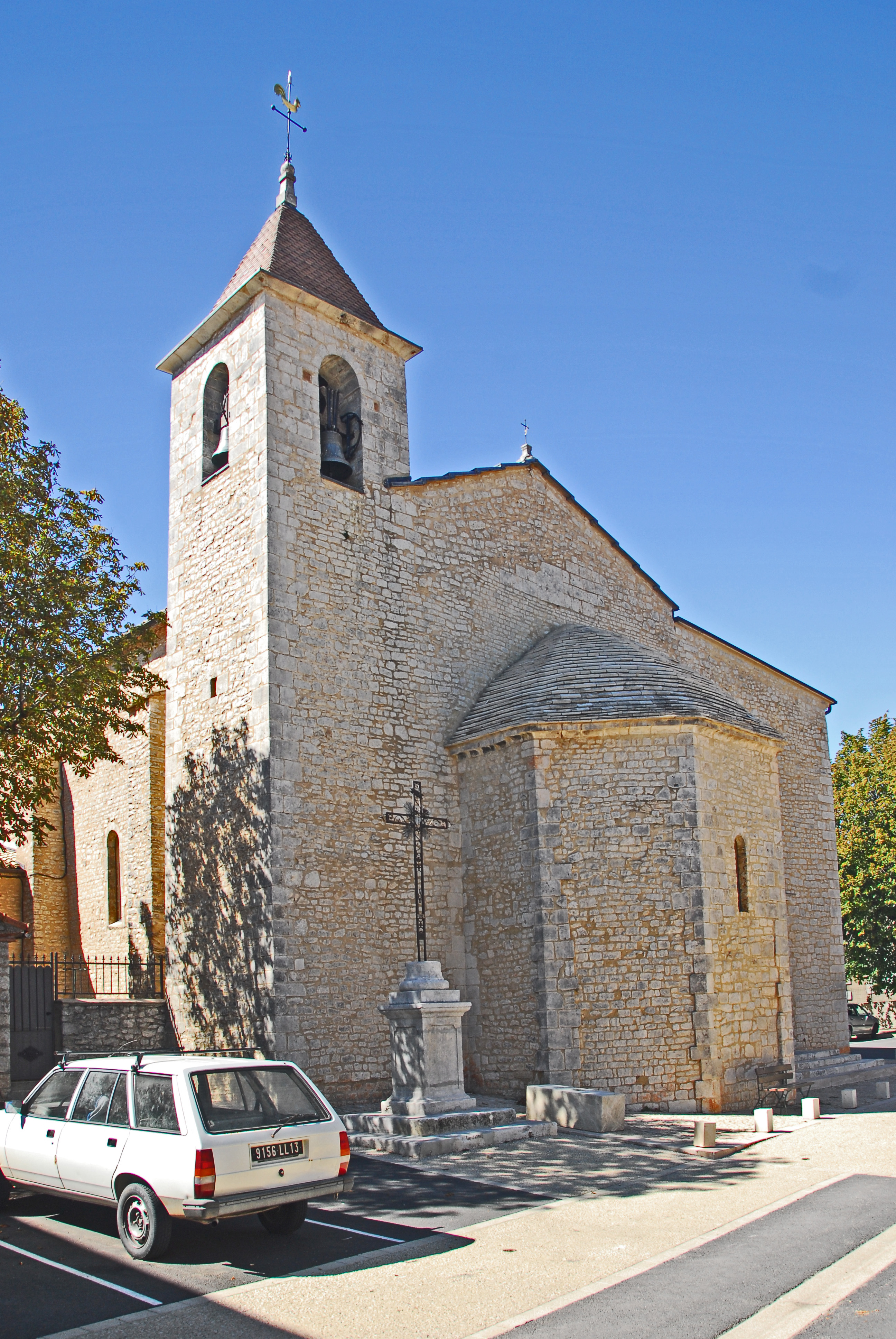
Ansicht von SW

Der äußere Aufriss der Kirche ist sehr schlicht und weist so gut wie keine Skulptur von künstlerischem Interesse auf.
Bemerkenswert ist allein das im Grundriss polygonale Chorhaupt auf einem halben Achteck aus fünf ebenen und kahlen Seiten, abgesehen von einem schlanken rundbogigen Fenster im Scheitel der Apsis. Die Wände des Chors werden oberseitig durch ein vorspringendes profiliertes Kranzgesims abgeschlossen. Darüber kragt die Kalksteineindeckung des halben achtseitigen Pyramidendachs leicht aus. Die stumpfwinkligen senkrechten Kanten des Chors sind aus sauber geglätteten mittelformatigen Werksteinquadern gefügt, deren Verzahnung gegenüber den Oberflächen des übrigen Mauerwerks aus überwiegend kleinformatigen, grob geglätteten Bruchsteinen, in regelmäßigem zum Teil auch unregelmäßigem Schichtenmauerwerk, geringfügig vorsteht.

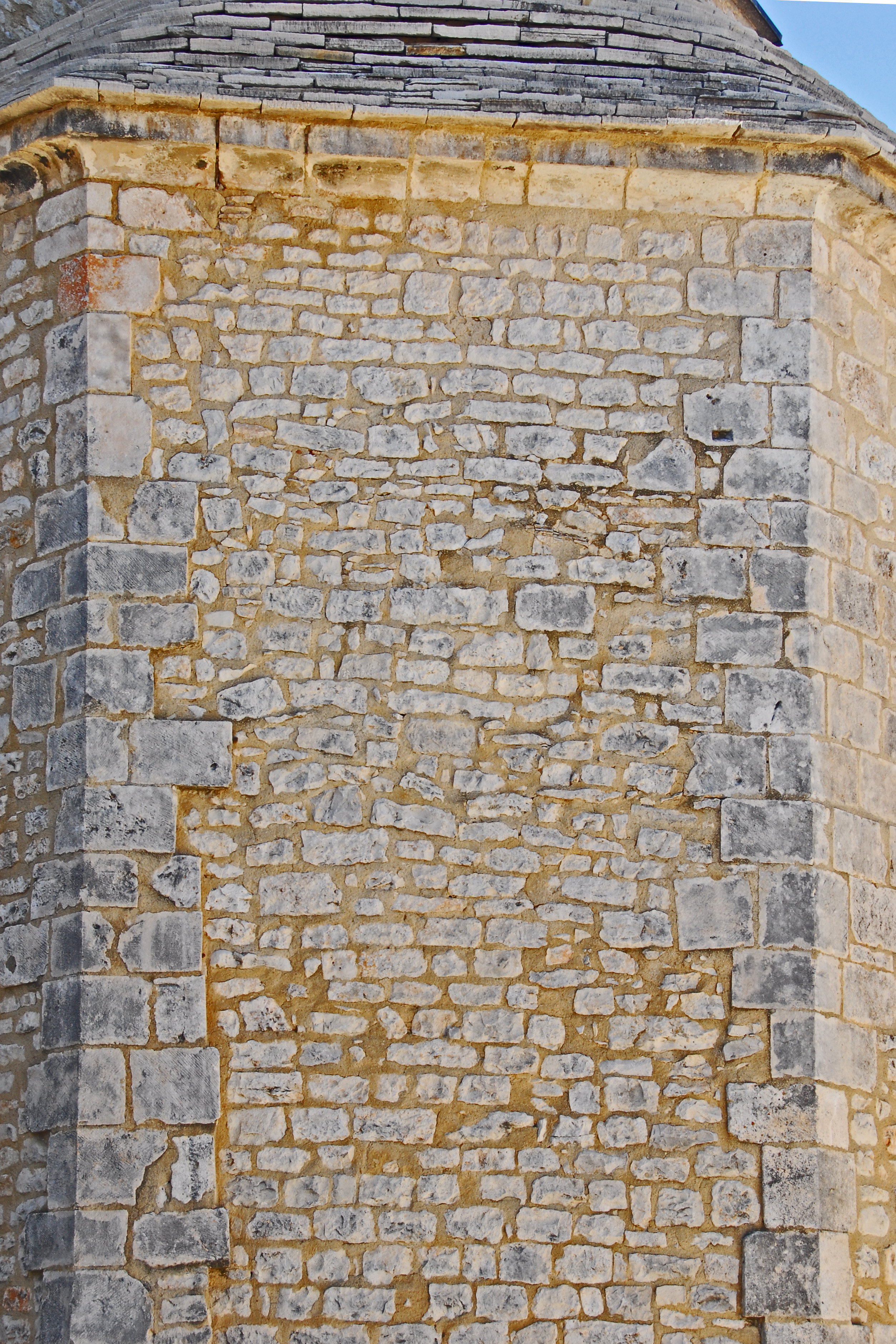
Wandabschnitt Chorapsis

Diese Erscheinung lässt eine Quelle vermuten, dass „ursprünglich wohl das gesamte Bauwerk daraus bestand“. Die Quelle berichtet weiter: „Die Giebelwand darüber trägt noch die Spuren seiner ursprünglichen Verkleidung in kleinem und mittleren Quaderwerk (Spuren einer zugemauerten Fensteröffnung in der Achse?)“
Dass das ganze romanische Bauwerk mit mittelgroßen Steinplatten bekleidet gewesen sein soll, erscheint eher unwahrscheinlich zu sein. Dazu müssten die vorhandenen Quadersteine an Bauteilkanten oder auch innerhalb von Wandflächen, wie auf dem Ostgiebel, deutlich stärker gegenüber den anschließenden Mauerwerksoberflächen hervortreten, als sie das hier tun. Von Spuren einer zugemauerten Fensteröffnung ist dort auch nicht zu erkennen. Letzteres trifft aber auf der westlichen Giebelwand zu, und zwar über dem vorhandenen Fenster.
Allerdings verunsichern die zahlreichen Ausbesserungen dieser Kirche die Beurteilungen des Mauerwerks. Jedenfalls führte man ursprünglich innen wie außen nur die Bauteil- und Öffnungskanten; Pfeiler, Bögen aus mittelformatigen und fein gefugtem Werksteinmauerwerk aus, während man die übrigen Wandflächen aus kleinformatigen Bruch- und Feldsteinen mit breiteren Fugen mauerte. Vereinzelt erscheinen auf den Quadersteinen Steinmetzzeichen, wie etwa im Chor zahlreiche A, auf einem Pfeiler des Schiffs ein E, ferner Spuren von Scharrierungen, besonders die bei den wiederverwendeten Steinblöcken bei den Pfeilern des Schiffs und den Kanten des Glockenturms.

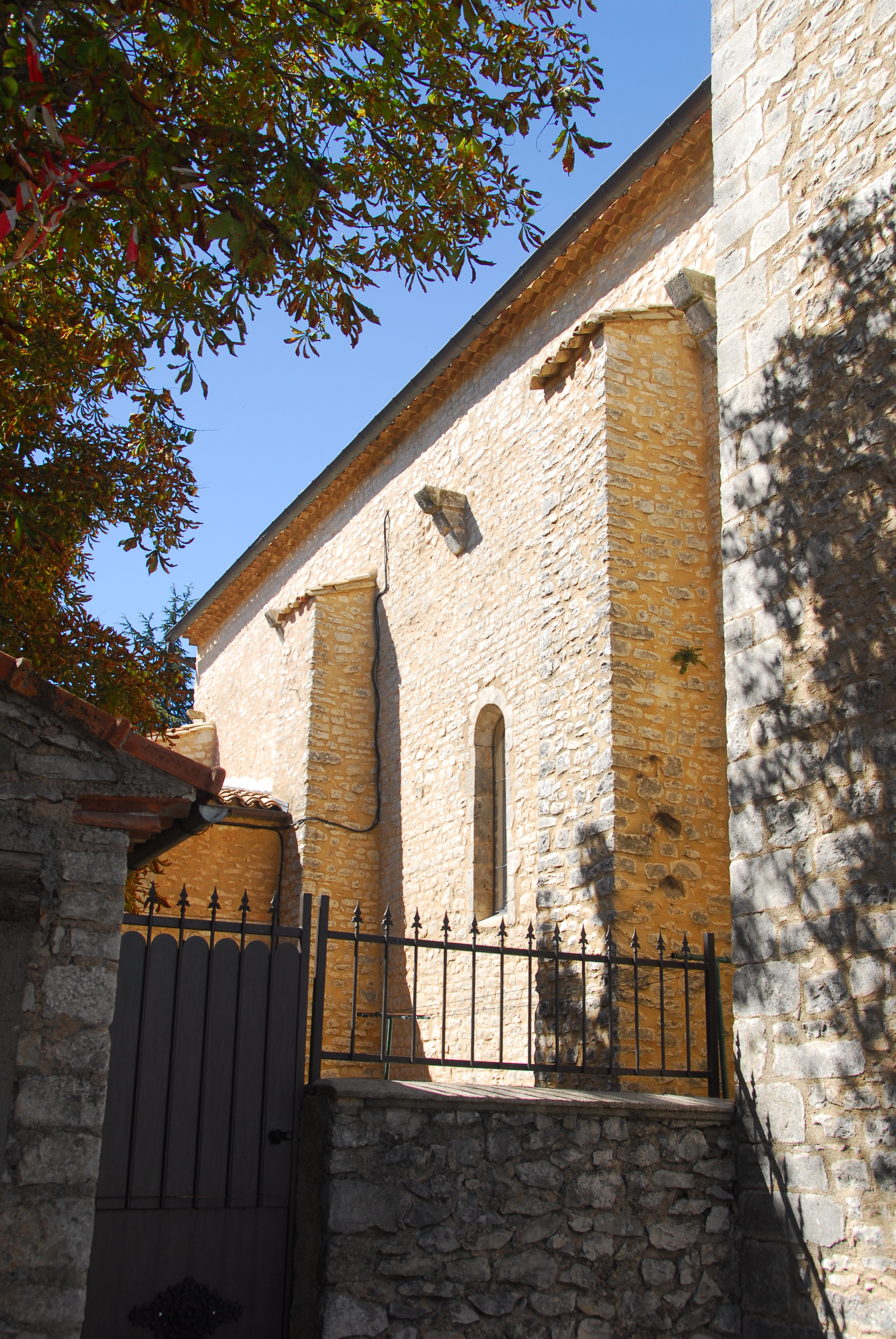
Südwand

Im oberen Bereich der Südwand gut 1,50 Meter unter der weit auskragenden Traufe markieren zwei etwa gleich weit ausladende dreifach gestufte Kragkonsolen die ursprünglichen Höhe der Traufwände. Auf ihnen und auf noch weiteren Konsolen lagen die ehemaligen Traufen auf, vielleicht auch von steinernen Traufgesimsen unterstützt. Erst bei der Erweiterung der Kirche im 17. Jahrhundert wollte man beide Schiffe mit einem gemeinsamen Dach auf einem hölzernen Dachstuhl überdecken. Dazu musste man die Traufwände auf die heutigen Höhen aufmauern und dementsprechend auch die Giebelwände erhöhen. So entstand die heute noch sichtbare Dachform, Über dem Hauptschiff ein symmetrisches Satteldach mit etwa 20 Grad Neigung, an das sich im Norden mit einem leichten Höhenversatz das Pultdach des Seitenschiffs mit deutlich geringerer Neigung anschließt. Das Dach des Hauptschiffs ist mit Hohlziegeln in römischem Format eingedeckt und das Regenwasser tropft auf beiden Seiten frei ab, auf der Nordseite läuft es auf die knapp darunter anschließende Pultdachfläche wird an deren Traufe von einer kupfernen Hängedachrinne aufgefangen und kontrolliert abgeleitet. Die Art der Dacheindeckung des Seitenschiffs kann aus näherer Umgebung nicht eingesehen und damit nicht festgestellt werden. Wegen der geringen Dachneigung hat man vermutlich eine aus Kupferblech gewählt. Die dreistufige Auskragung der nördliche Traufe wird durch zwei Reihen von übereinander gestaffelten Hohlziegeln mit entsprechender Vermörtelung geschaffen.
Äußere Strebepfeiler besaß das romanische Schiff anscheinend nicht. Auf der Südseite stehen etwa in Verlängerung der jochteilenden Gurtbögen zwei im Grundriss rechteckige Strebepfeiler, deren nach außen abgeschrägte Oberseiten bis auf etwa 1,50 Meter unter die Traufe hinaufreichen. In Verlängerung der Westfassade steht ein ähnlicher Pfeiler, der jedoch in doppelter Tiefe. Am Ostende der Wand übernimmt die Aufgabe der Aussteifung der angebaute Glockenturm.
Der Glockenturm wird oberhalb der Traufe des Schiffs fast quadratisch und reicht mit seinen weit ausladenden Traufen noch knapp einen Meter über dessen First. Sein Turmhelm hat die Form einer Pyramide mit etwa 50 Grad Dachneigung, deren untere Ränder nur noch flach geneigt sind. Seine Holzkonstruktion ist mit Schieferschindeln eingedeckt. Auf seiner Spitze thront ein kurzer in Querschnitt quadratischer Pfeiler mit ebensolchen Verdickungen an beiden Enden und einer Kugel obenauf. Daraus wächst ein metallisches Kreuz mit fein gearbeiteter Wetterfahne und einem Wetterhahn. Auf der West-, Süd- und Ostseite des Turms ist je eine schlanke rundbogige Öffnung ausgespart, deren Scheitel gut einen halben Meter unter den Turmtraufen liegen. Es handelt sich um die Klangarkaden, zwischen deren Laibungen je eine Glocke aufgehängt ist, die quer zu den Wänden nach außen und innen schwingen.
Das Seitenschiff weist auf der Nordwand zwei kräftige Strebepfeiler auf, die denen am Hauptschiff gleichen. Sie enden etwa einen Meter unter der Traufe. Die nordwestliche Ecke dieses Schiffs ist in beiden Richtungen nur leicht verdickt. Die Verdickungen nehmen von unten bis fast über die ganze Wandhöhe reichend gleichmäßig bis auf Null ab.

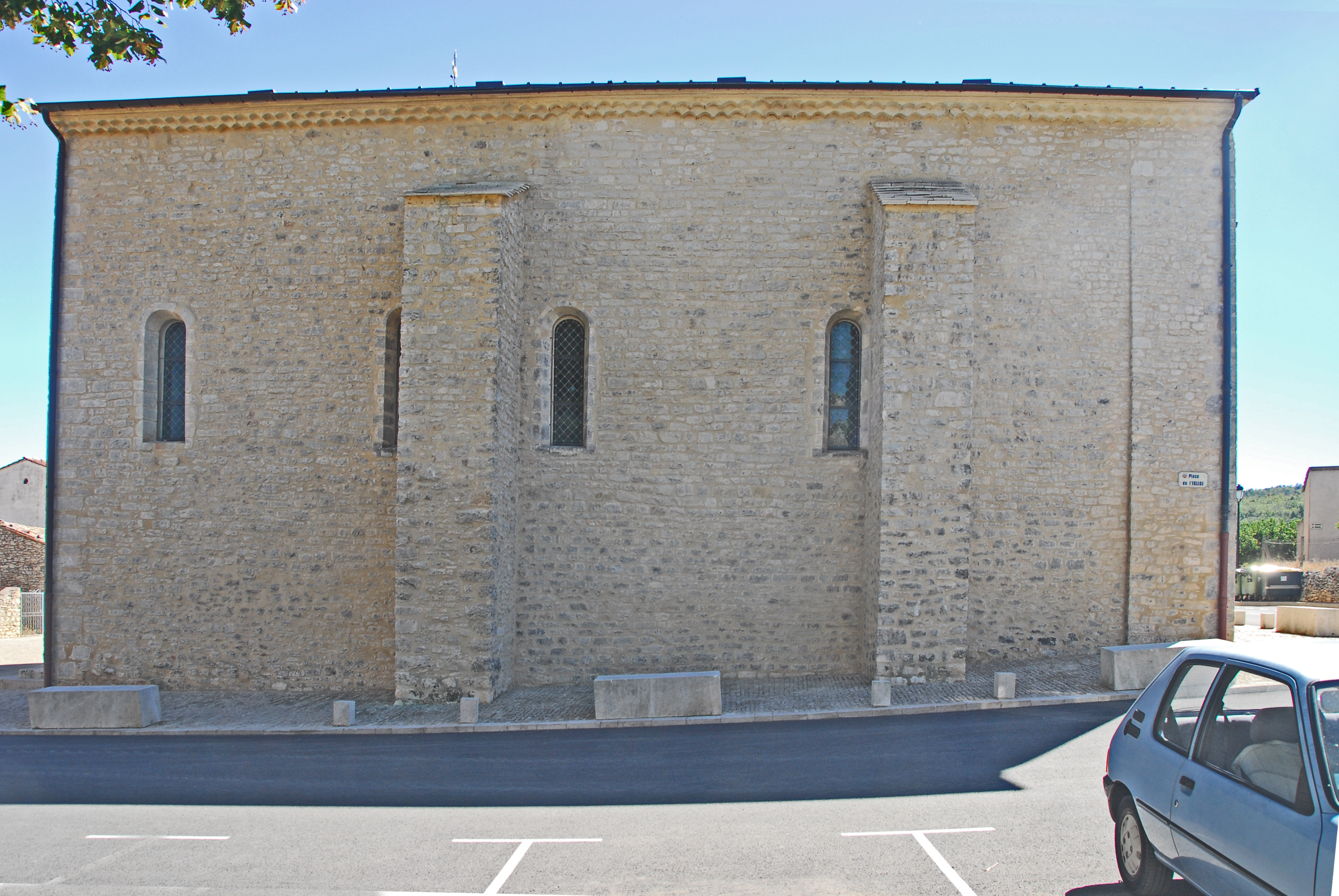
Nordansicht
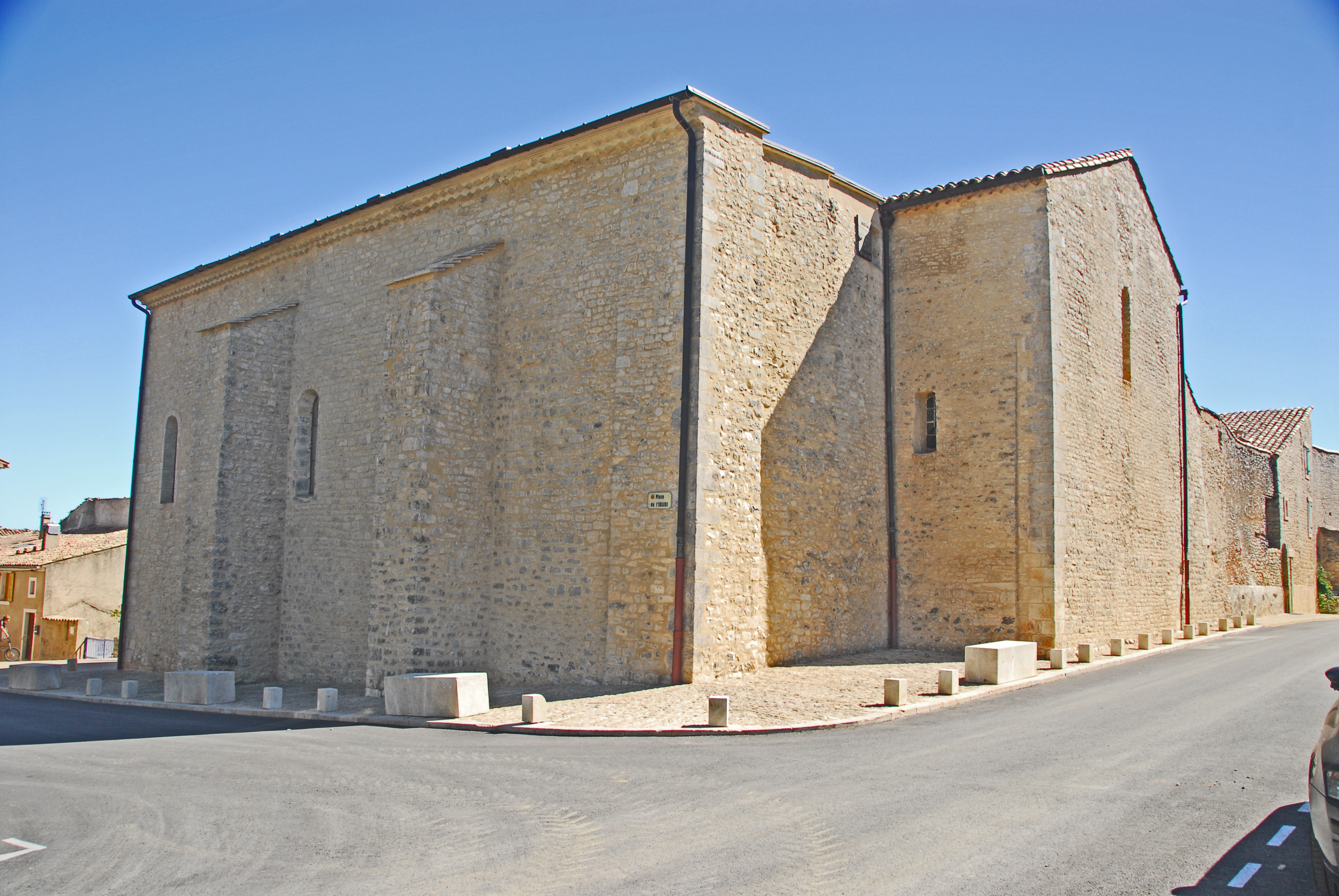
Ansicht von NW
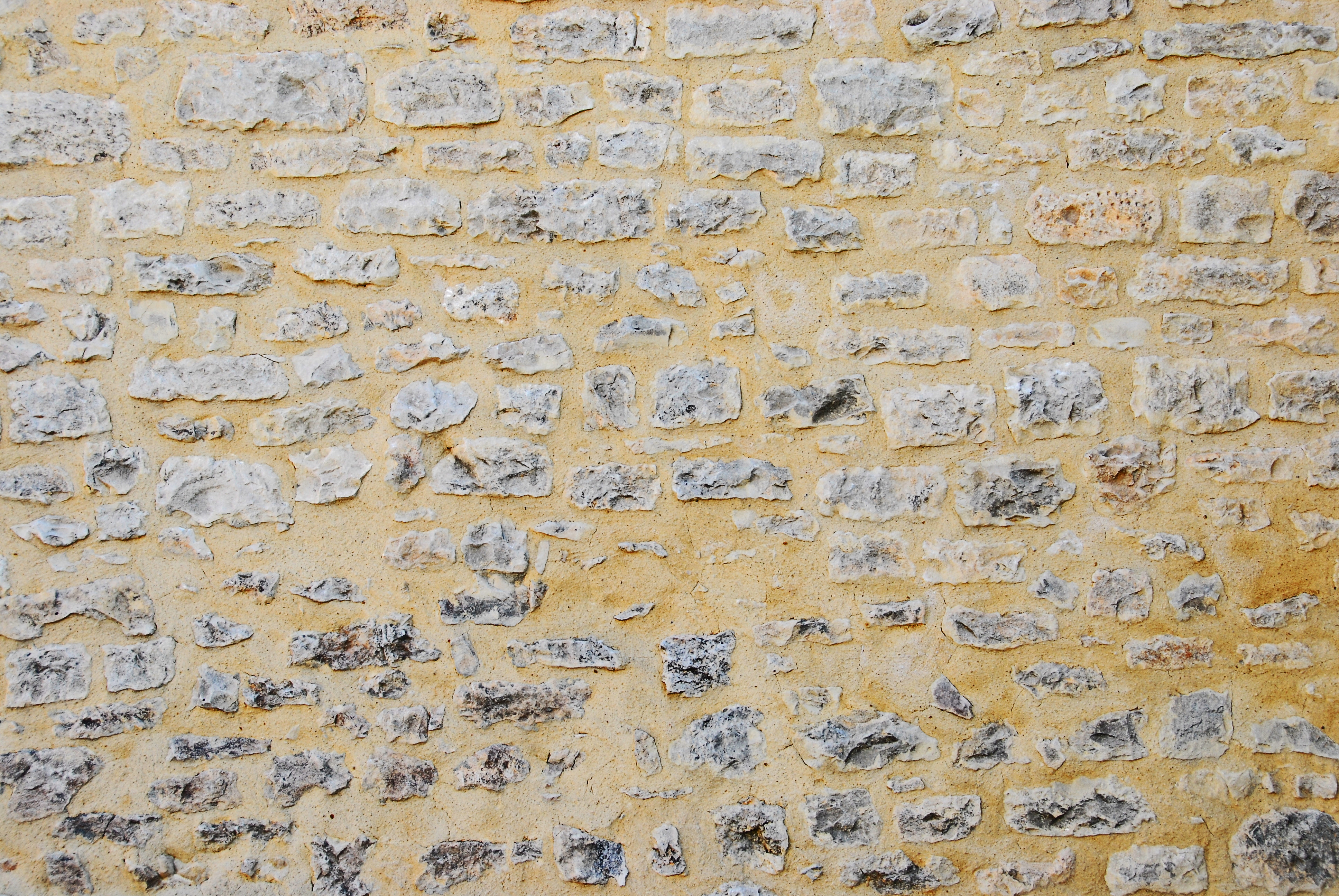
Mauerwerksverband
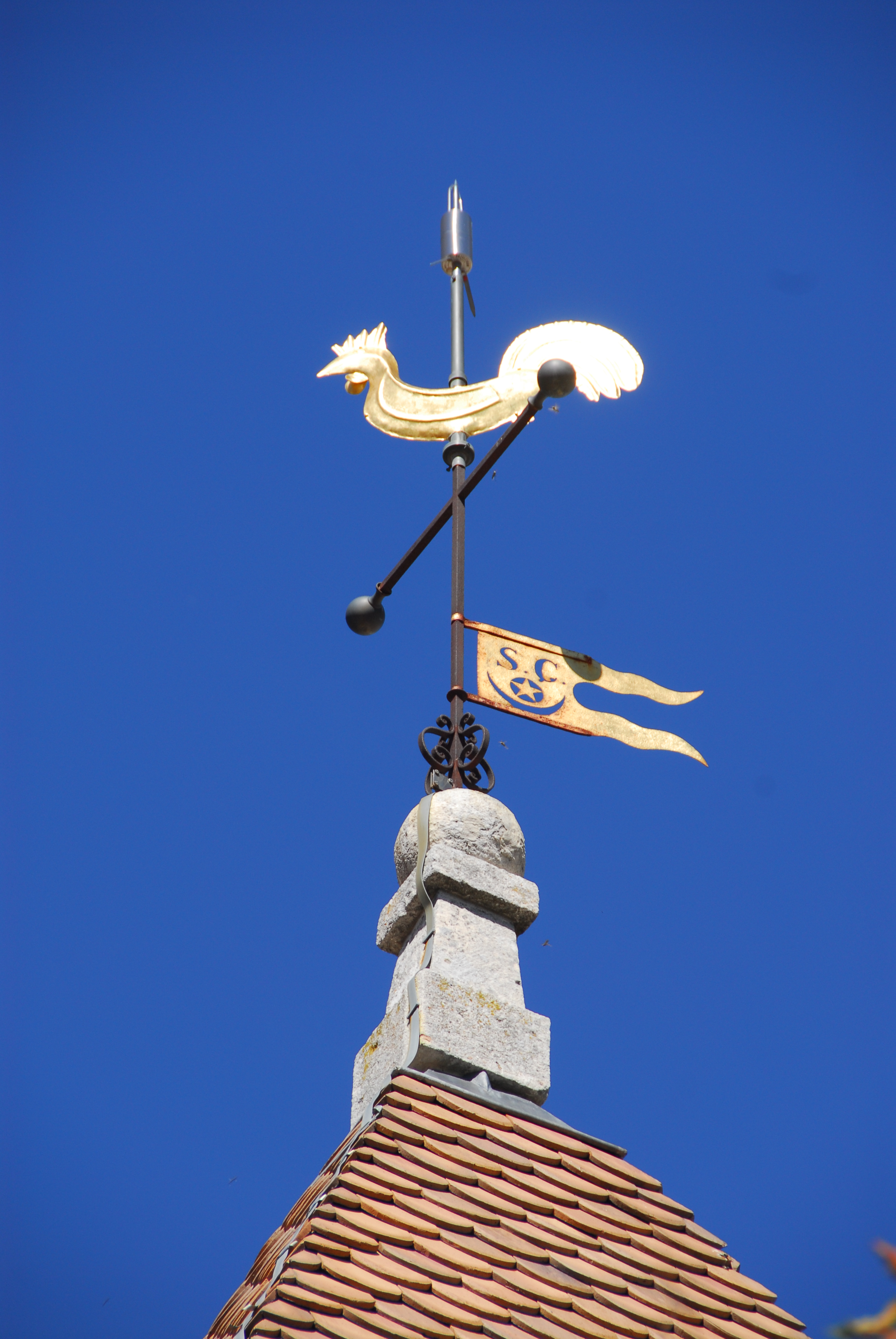
Turmspitze

Die Südwand weist in jedem Joch etwa mittig in halber Wandhöhe ein schlankes rundbogiges Fenster auf. Ein solches ist auch mittig in der Westfassade ausgespart, liegt aber deutlich höher. In dem kurzen Reststück der ehemaligen Nordwand des Hauptschiffs an ihrem Westende ist noch ein kleineres rundbogiges Fenster eingelassen. In der Nordwand des Seitenschiffs sind in den Jochen 2 und 3 je zwei schlanke rundbogigen Fenster ausgespart. Sie liegen etwa in halber Wandhöhe und im Grundriss knapp neben den jochteilenden Strebepfeilern der Nordwand.
In der Ostwand des Seitenschiffs öffnet sich das zweiflügelige rechteckige Hauptportal mit einer klassizistischen Einrahmung. Beide Seiten des dreiseitigen Portalrahmens werden flankiert von je einem flachen Pilaster, der mit einem schwach skulptiertem Kapitell und entsprechende Basis ausgestattet ist. Diese scheinen einen mächtigen mehrfach waagerecht abgestuften Türsturz zu tagen, den oberseitig eine dreiseitig auskragenden Platte abdeckt. Mittig über dem Portal ist ein kreisrundes Ochsenauge ausgespart, das von einem schlichten zylindrischen Rahmen eingefasst wird.

## Dekor

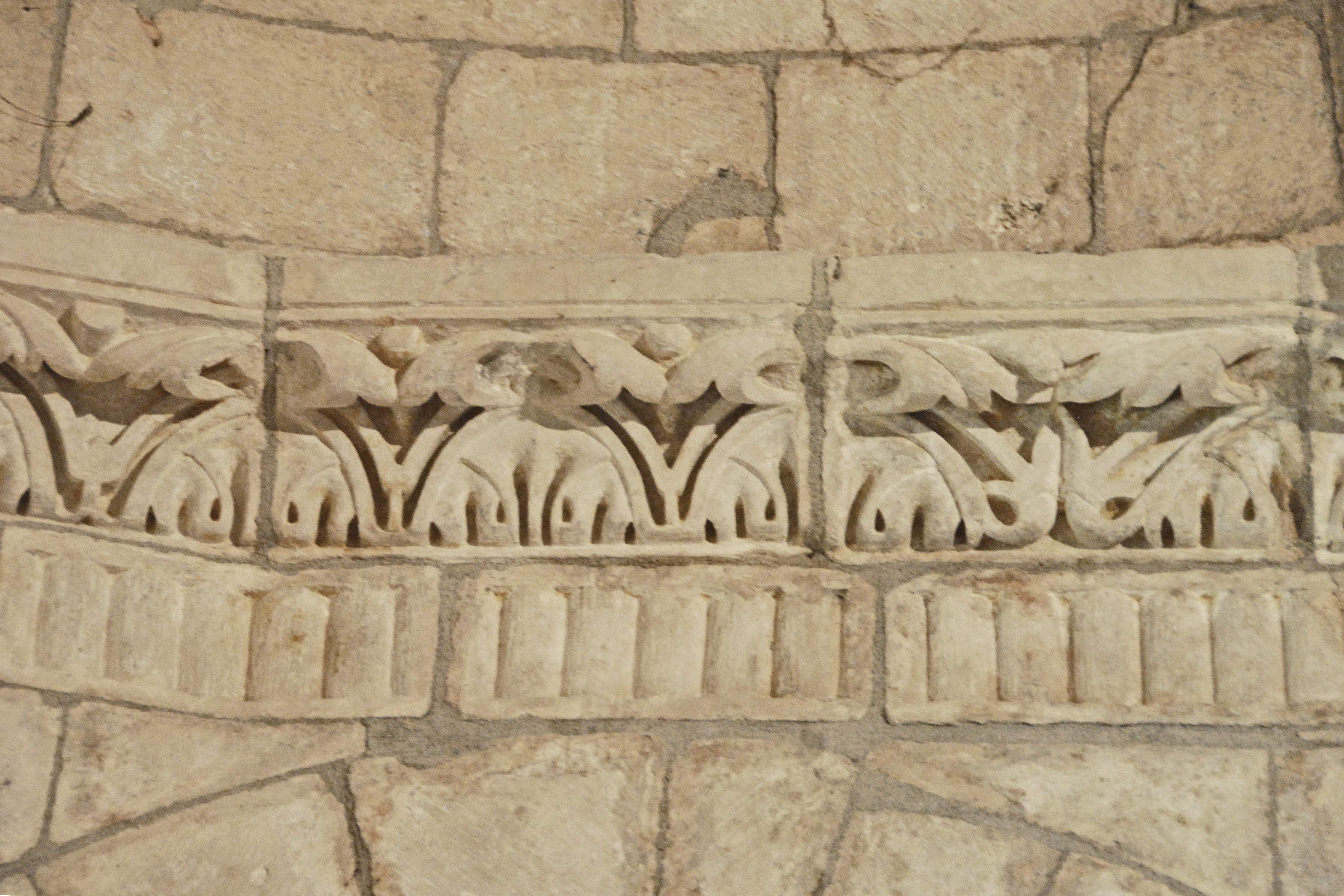
Chorapsis, Kranzgesims

### Chorapsis
Die Kirche von Saint-Christol bliebe ein bescheidenes Bauwerk, wäre ihre Chorapsis, der Altarraum, nicht so außergewöhnlich kunstvoll ausgestattet. Das überrascht bei einem so einfachen ländlichen Priorat, vor allem aber in einer Region, in der man romanischer Skulptur eher selten begegnet. Der Dekor breitet sich gleichmäßig auf der halbrunden Apsiswand aus, ohne überladen zu wirken. Er bildet so einen ungewöhnlich symbolischen Hintergrund für den Altar.

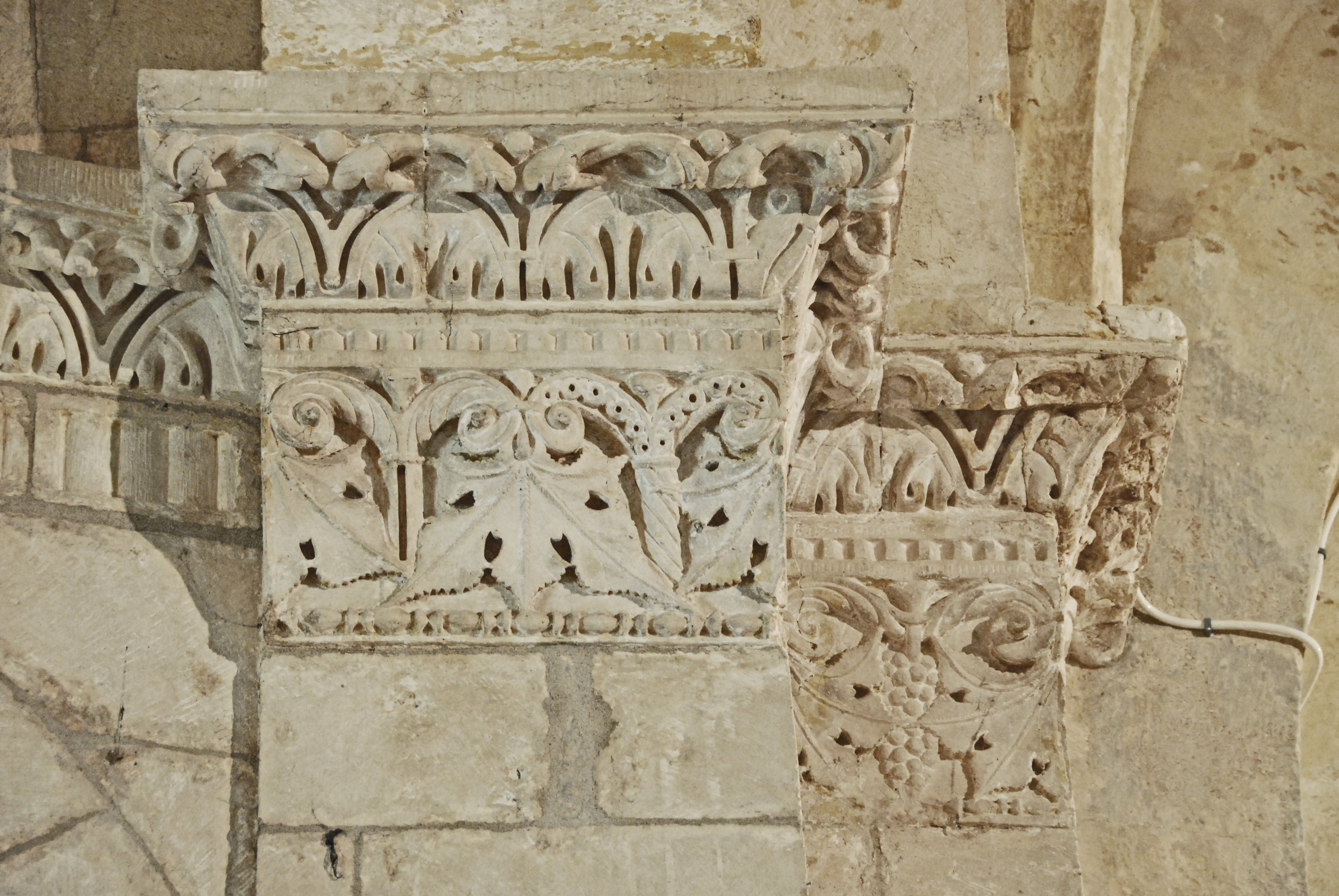
Chorapsis, Kapitelldries am Triumphbogen

Auch die verschiedenen architektonischen Gestaltungselemente der Chorapsis verhalten sich sehr ausgewogen. Die recht hohe Arkatur steht auf einer umlaufenden gut eineinhalb Meter hohen Brüstung und trägt die sorgfältig gefügte Halbkugelkalotte der Apsiswölbung, deren Ansatz von einem mit stilisierten Akanthusblättern zart dekorierten Kranzgesims markiert wird. Unter dem Kranzgesims befindet sich noch ein Wellenlinienfries. Am Triumphbogen der Chorapsis geht das Kranzgesims in Höhe der Bogenansätze in Kapitellfriese über. Diese zeigen zwischen einem Motiv ganz kleiner Wellenlinien (im Süden) oder Sägezahnmuster (im Norden) eine Perlen- und Pirouettenleiste und einen eleganten Blütendekor. Bei diesem sieht man rechts zu beiden Seiten korinthisch gearbeitete Schnecken mit großen Weinblättern in den Ecken, die entweder ein anderes breites Weinblatt oder eine fleischige Weinrebe umgeben. Ein kleiner halbmondförmiger Ring hält die schön geformten, gerippten und gezackten Blätter an ihrem Stiel. Auf der Nordseite entwickelt sich ein Dekor von Akanthusblättern und Schnecken. Der Akanthus ähnelt hier stark der in mannigfachen Arten auf dem Albion-Plateau und in den Lure-Bergen wachsenden spitzblättrigen Distel. Auf der Pfeilerrückseite in Richtung Schiff sieht man stilisierte Wasserpflanzenblätter in einem Krug, ein prächtige Gefäß zur Aufnahme von Trauben.
Die Brüstung wird in ganzer Länge von einer kräftigen leicht auskragenden vorderseitig mehrfach profilierten Platte abgedeckt, die nach antikem Vorbild auf einem breiten Band aus großformatigen fast quadratischen Werksteinquadern ruht, die in ihrer Höhe zweimal waagerecht leicht abgestuft sind. An ihren Stoßfugen knicken die Quadersteine geringfügig ab und folgen so der Apsisrundung.

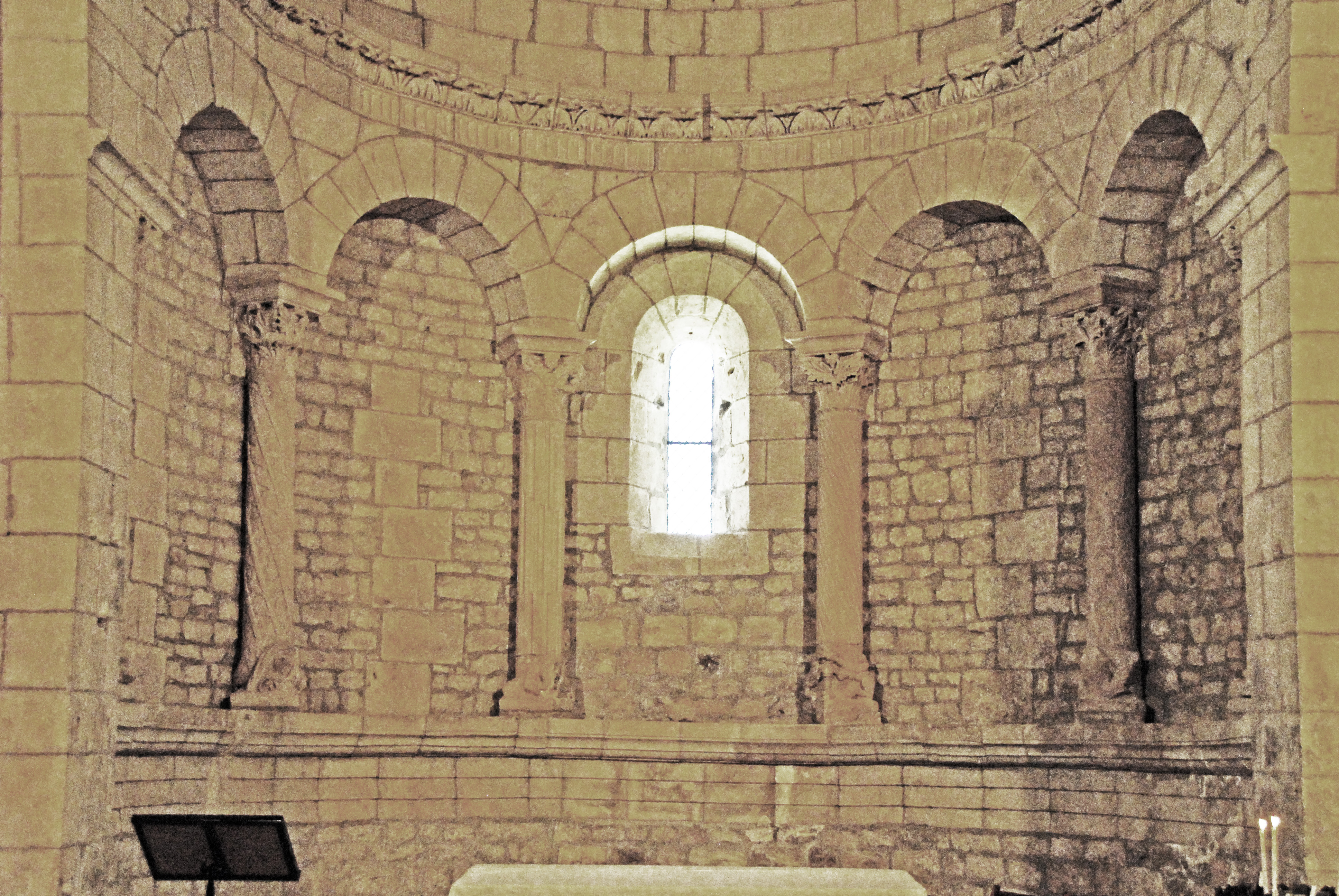
Chorapsis, Blendarkatur

Die Hintergründe der Arkadennischen und der untere Bereich der Brüstung bestehen aus überwiegend kleinformatigem Bruchsteinen in regelmäßigem Schichtenmauerwerk. Etwa mittig in der ersten, zweiten und vierten Arkade sieht man im Mauerwerksverband unregelmäßig aufeinander getürmte großformatige Werksteinquadern, die von der Brüstung bis in Höhe der Kapitelle reichen. In der oberen Hälfte der zentralen Arkade ist ein den Altarraum erhellendes, schlankes, rundbogiges Fenster ausgespart mit nach innen aufgeweiteten Gewänden, die rundum aus mittel- bis großformatigen Werksteinen bestehen, der Bogen aus Keilsteinen.
Sechs schlanke freistehende fein ziselierte Säulen tragen die fünf Arkadenbögen aus Keilsteinen. Die Keilsteinbögen treffen sich jeweils über den Kämpferplatten in einem gemeinsamen Formstein. Die Säulenschäfte sind mit skulptierten Kapitellen und profilierten Kämpfern ausgerüstet. Die vier inneren Schäfte stehen auf mit Hochreliefs skulptierten Basen und die beiden äußeren auf schlicht profilierten Basen. Alle Basen sind mit kantigen Plinthen unterfüttert. Die Säulenschäfte weisen besonders reichen Pflanzen- und Tierdekor in Flachreliefs auf. Davon sind die beiden Säulen neben dem Mittelfenster ausgenommen, die einfacher dekoriert sind.

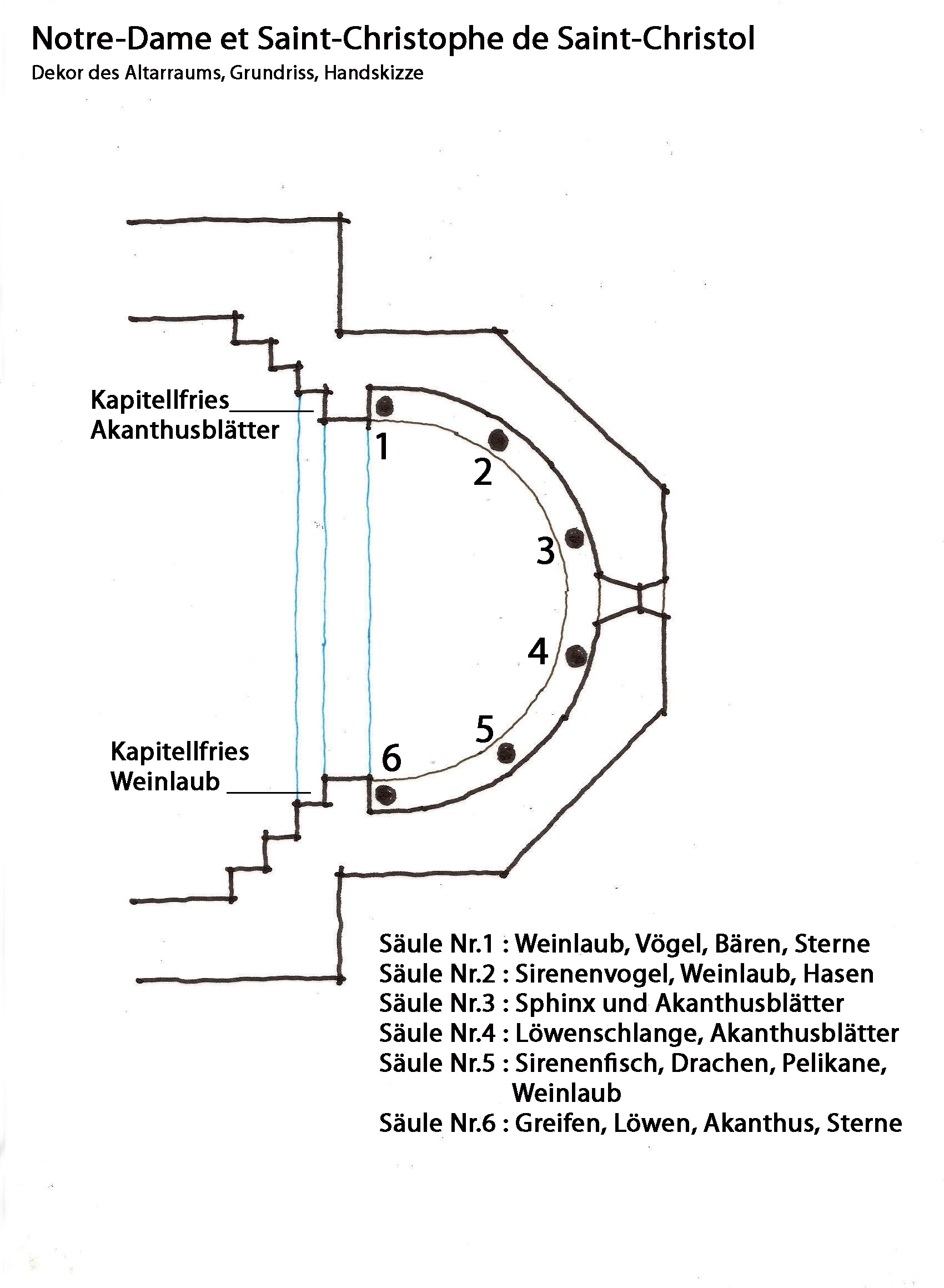

Den außergewöhnlichsten Dekor tragen die Säulen der Arkaturen, die es verdienen, dass man ihre Kapitelle, Schäfte und Basen eingehend beschreibt und interpretiert (Nummerierung von links nach rechts, siehe beigefügteSä Handskizze)
Galerie Blendarkatur

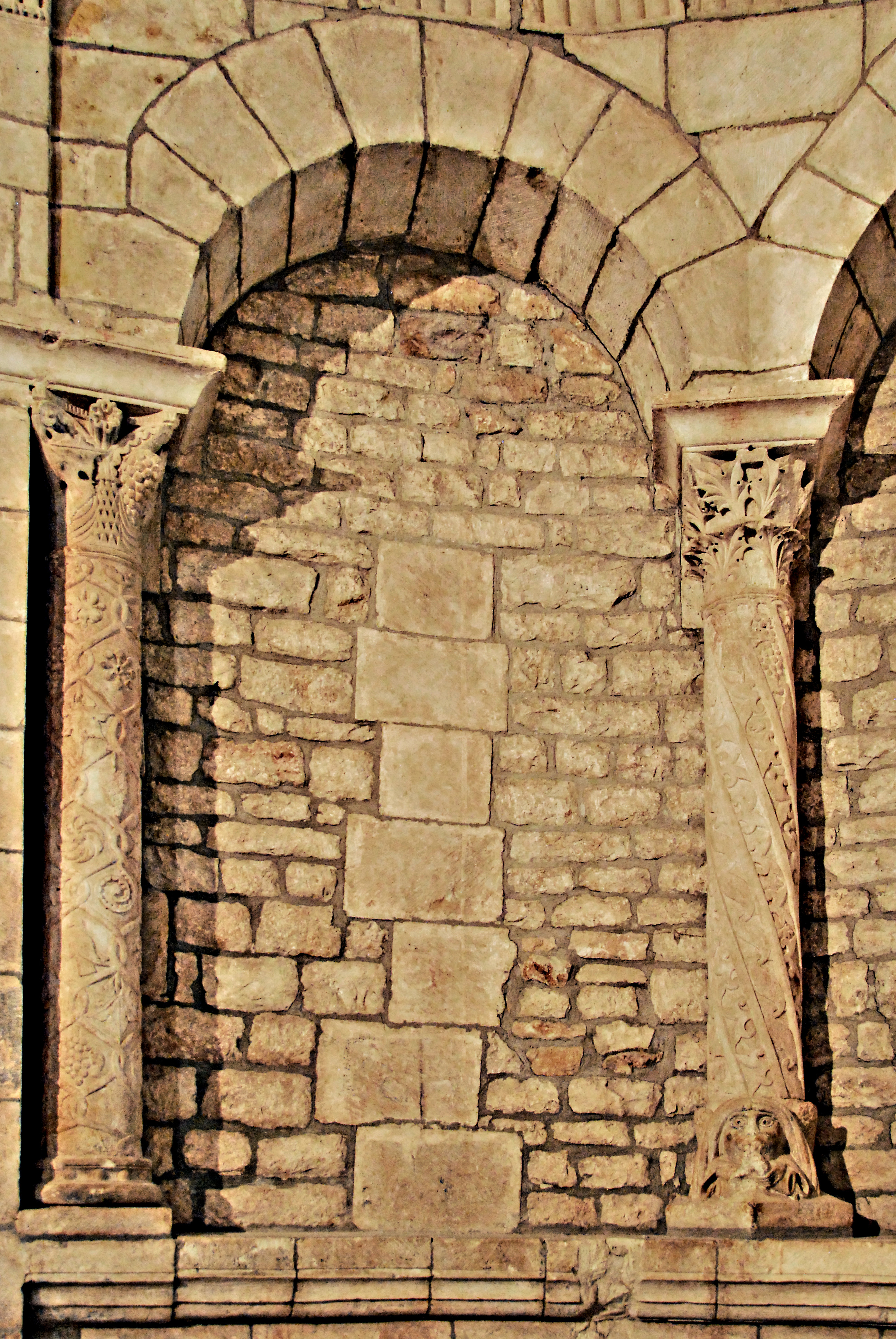
Arkade 1–2
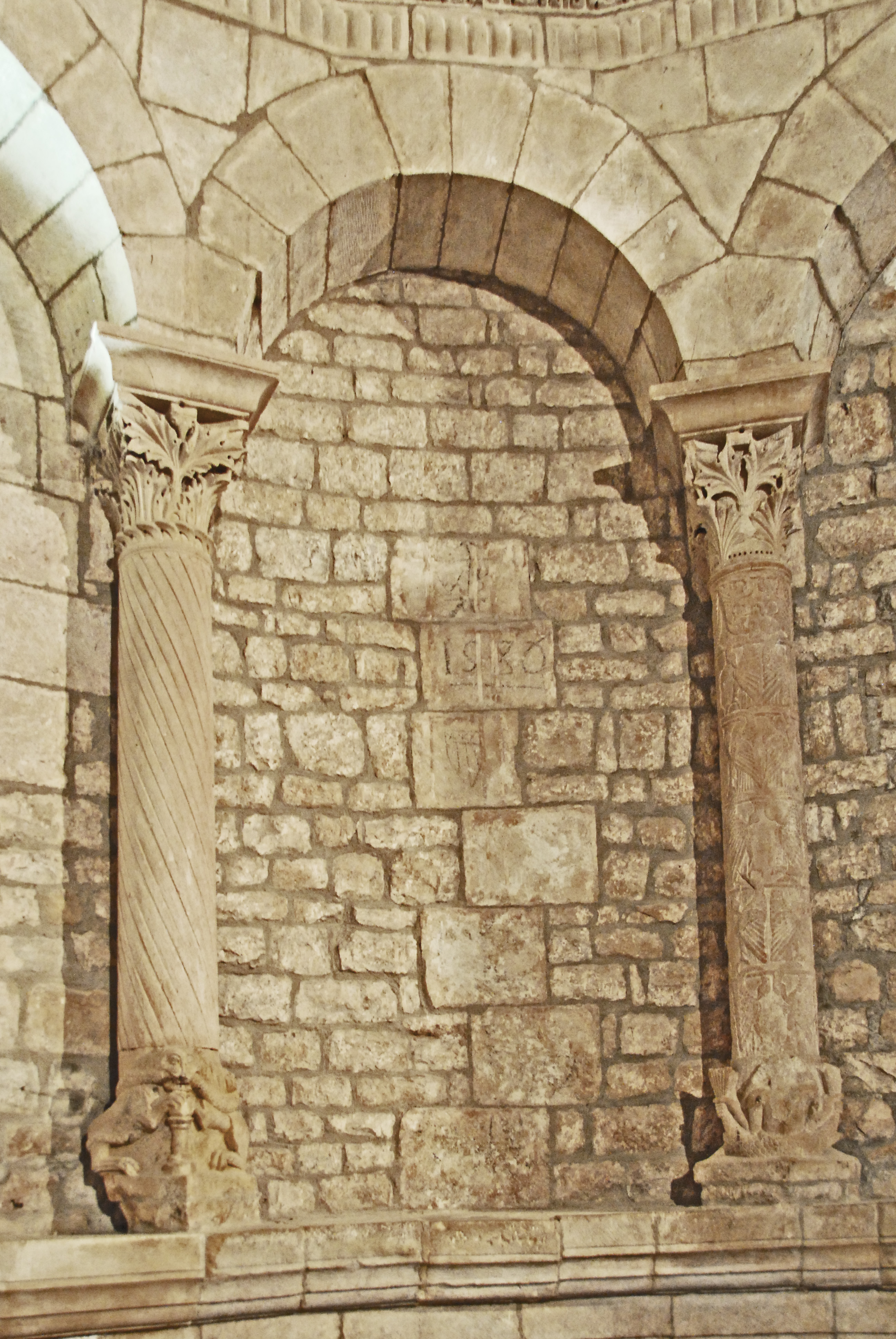
Arkade 2–3
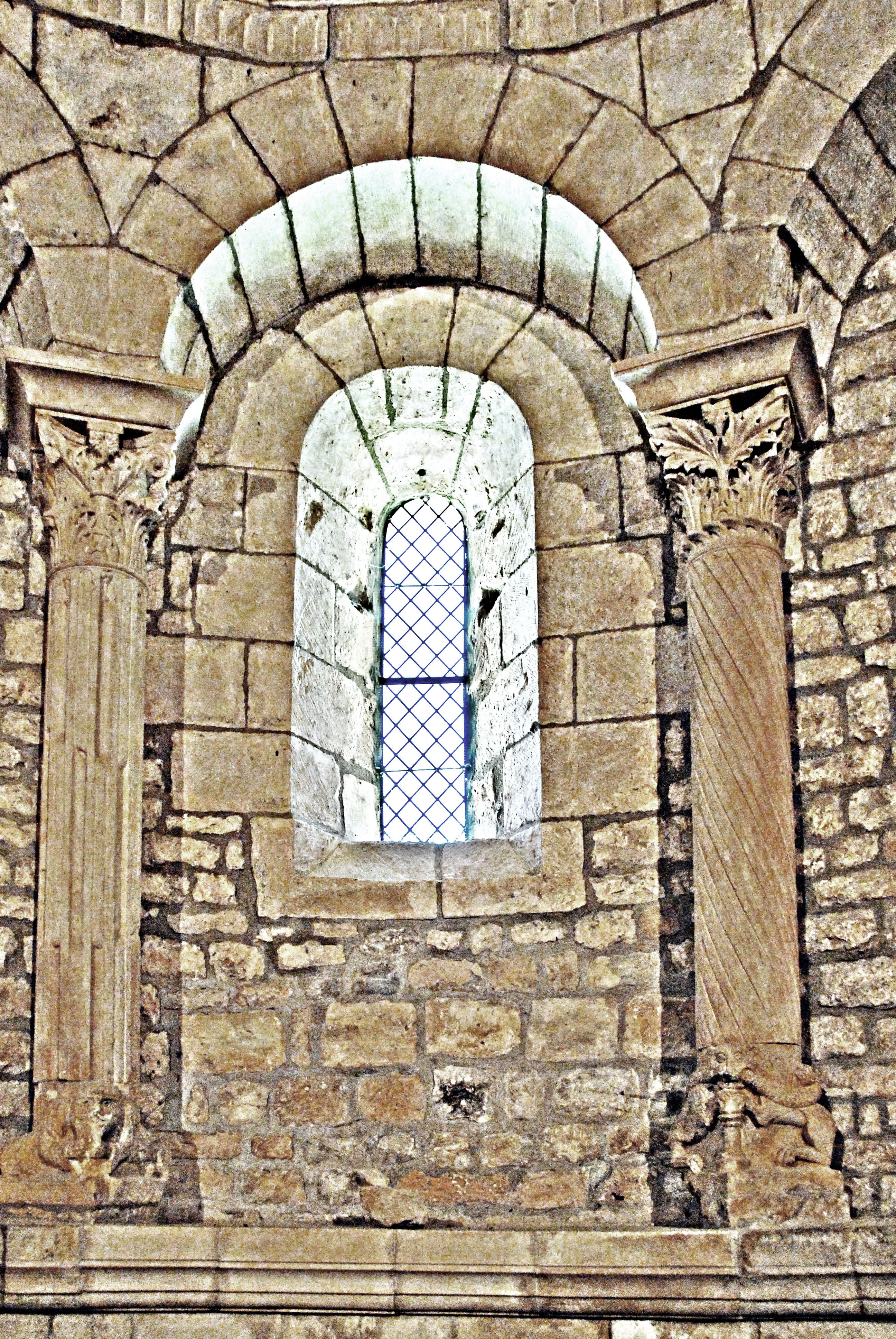
Arkade 3–4
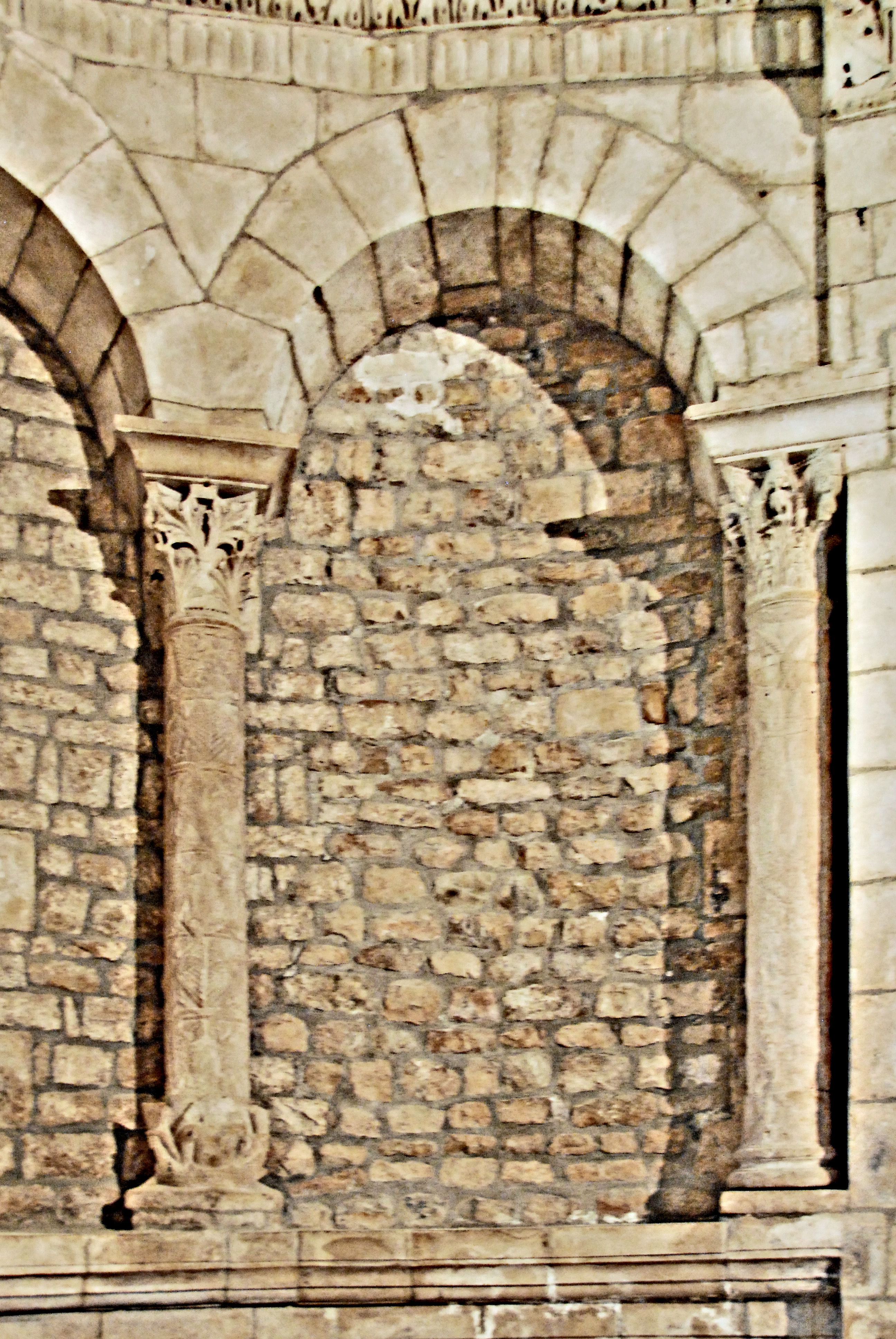
Arkade 5–6

#### Säule Nr. 1

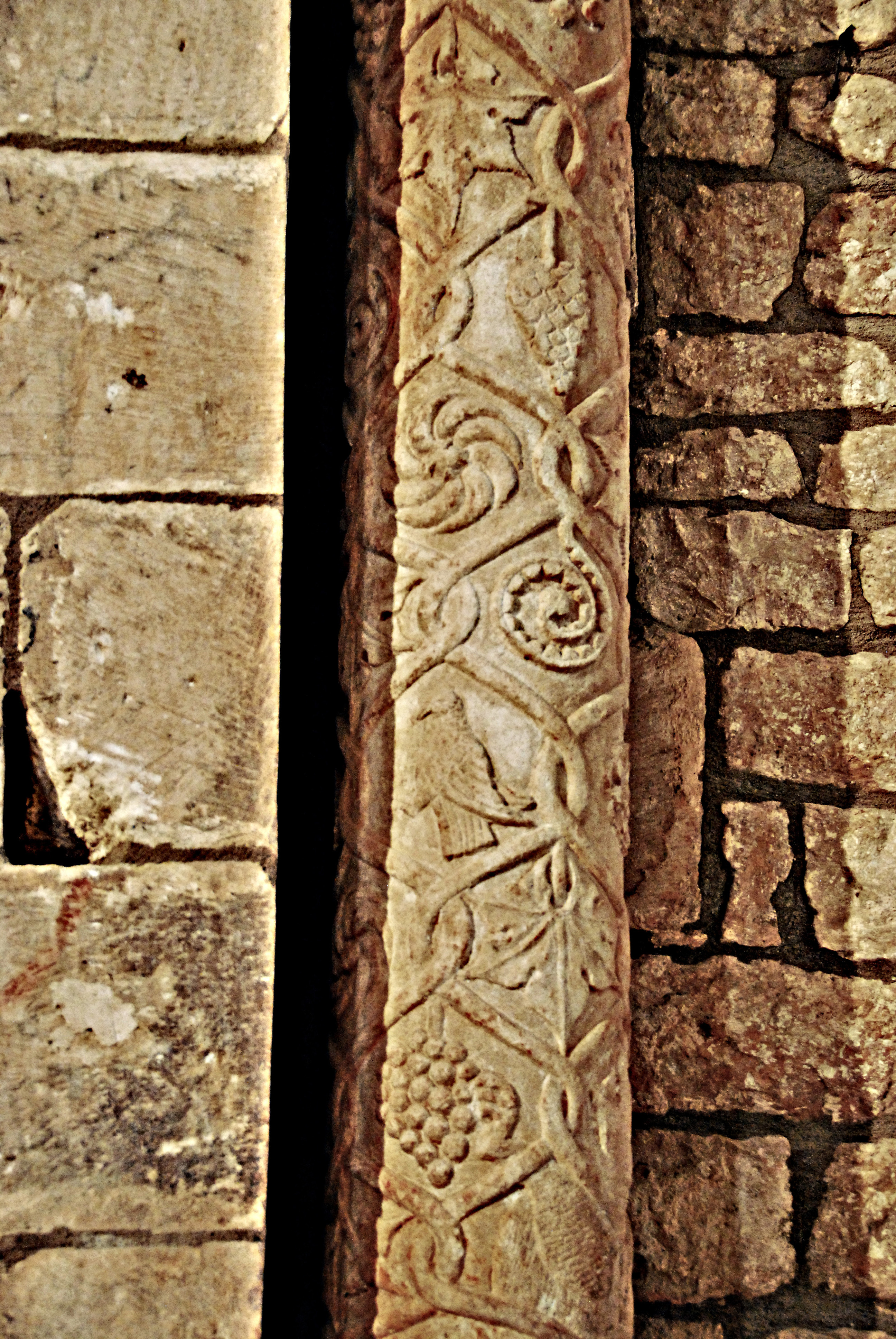
Chorapsis, Säulenschaft Nr. 1
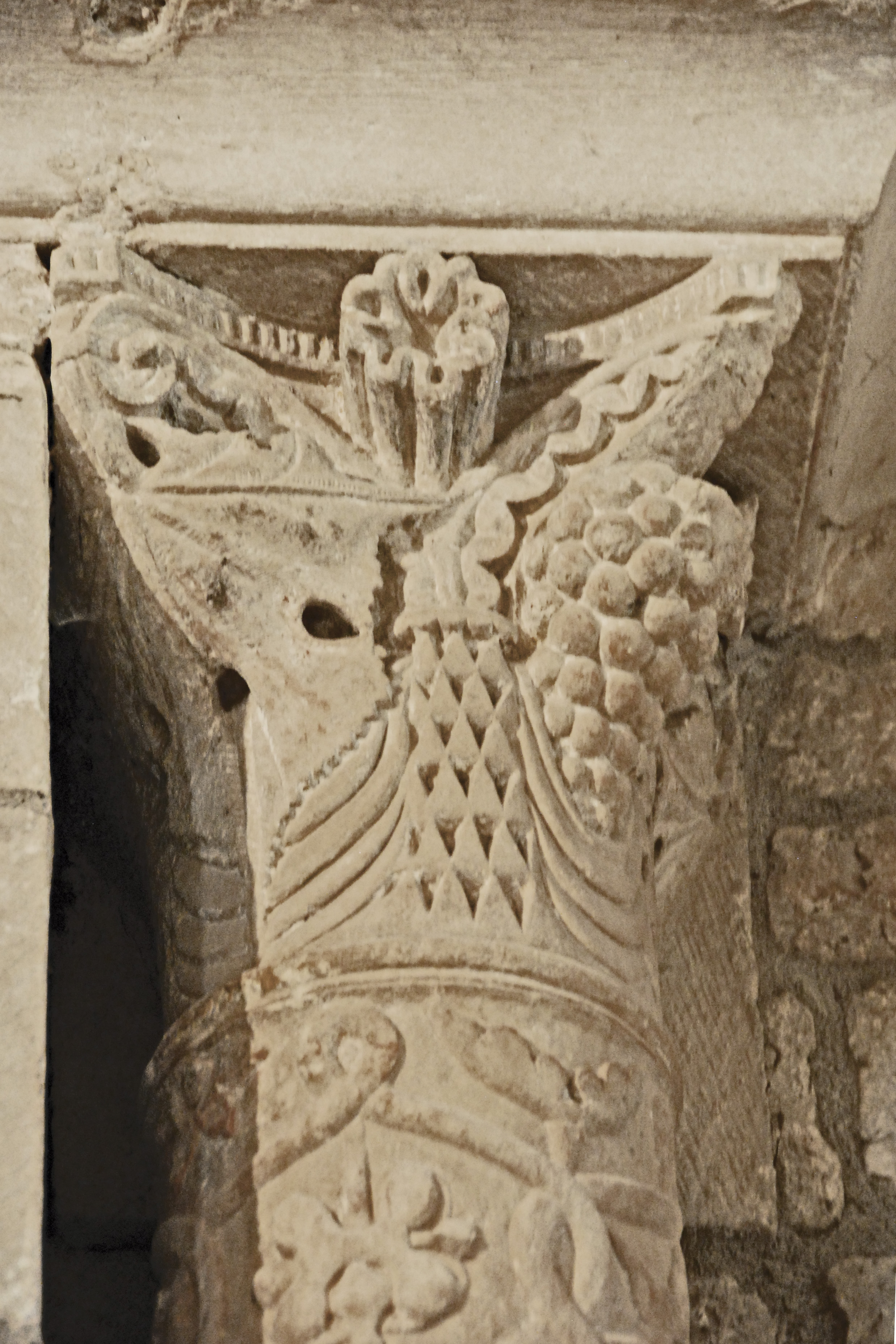
Chorapsis, Kapitell Nr. 1
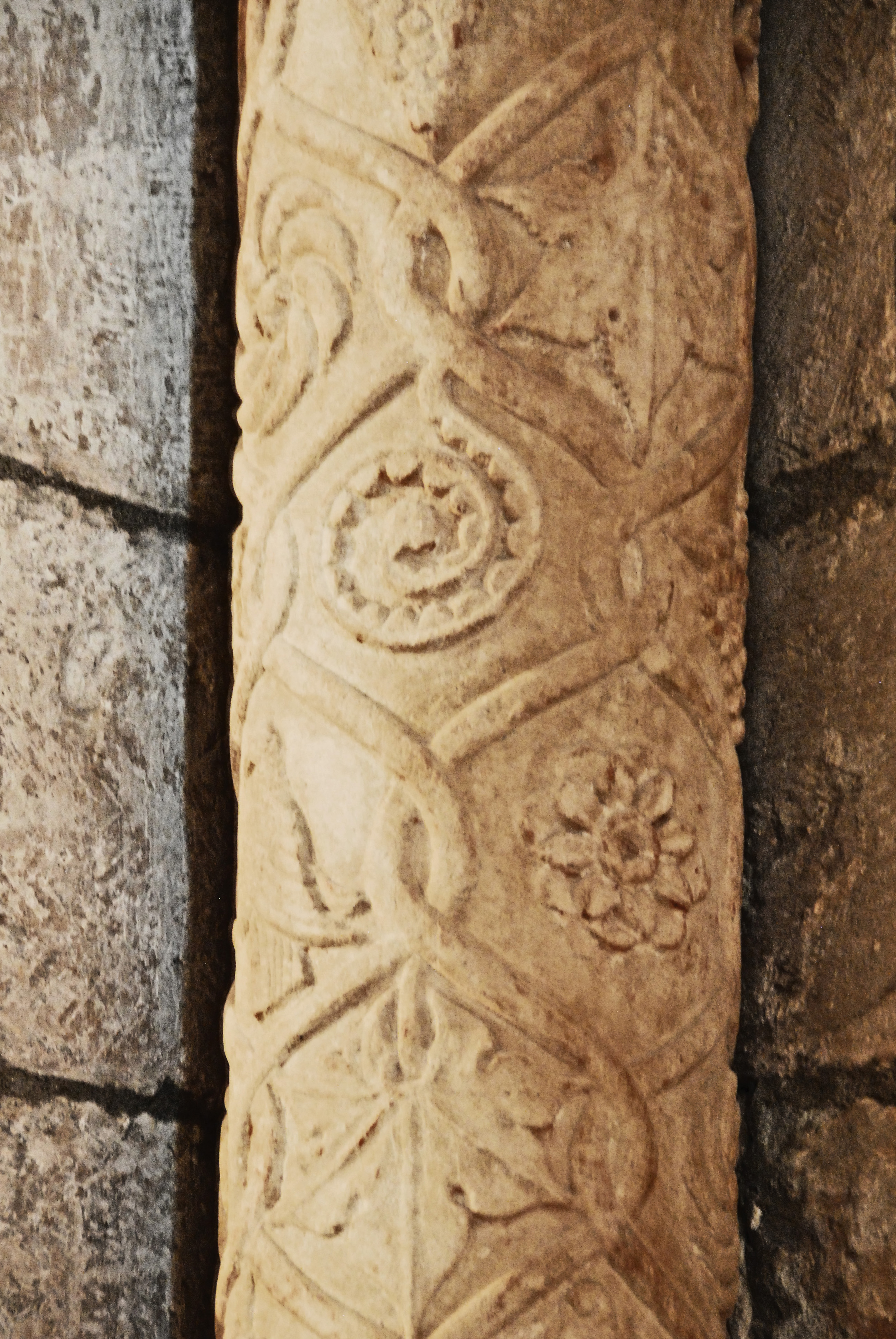
Chorapsis, Säulenschaft Nr. 1
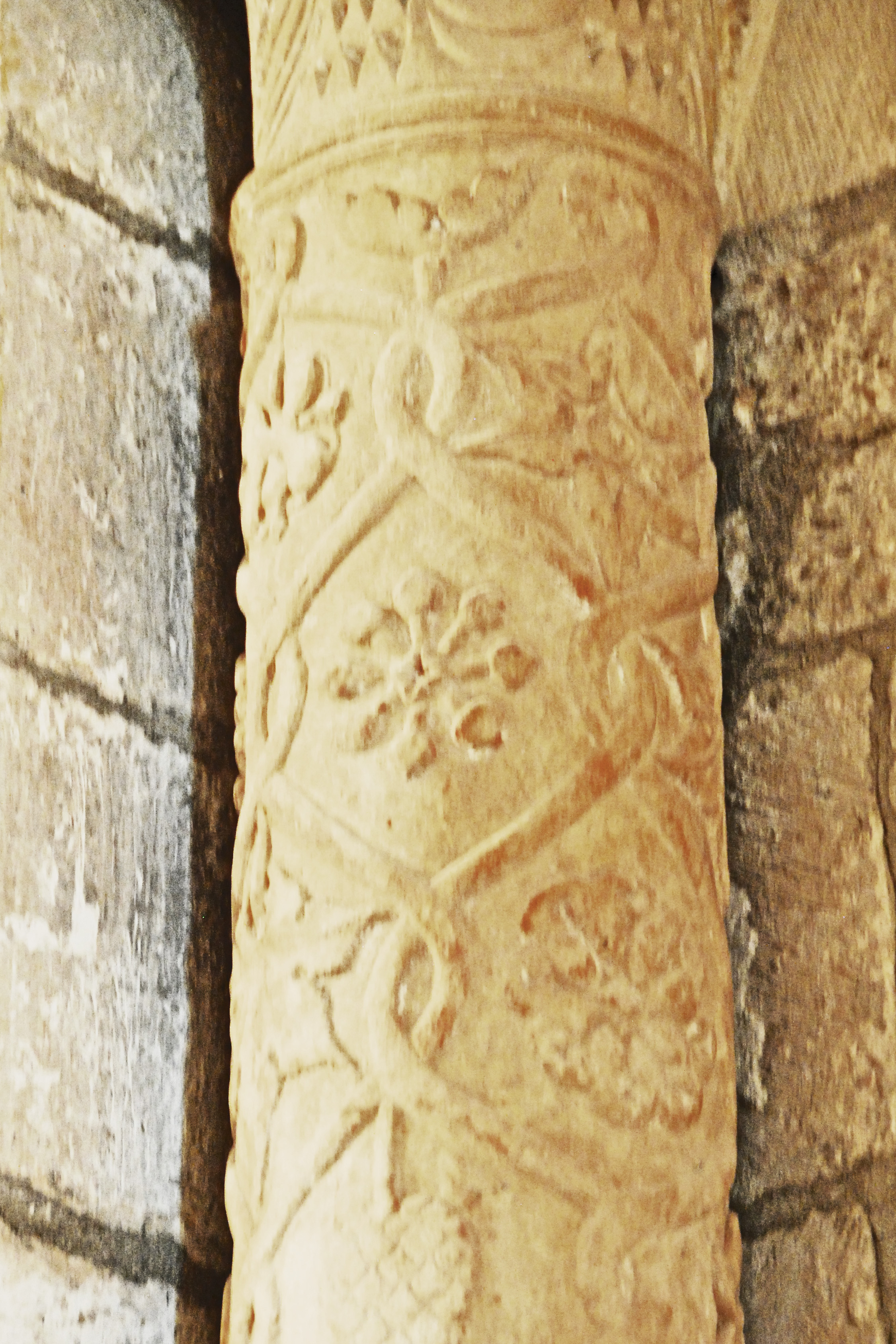
Chorapsis, Säulenschaft Nr. 1

Diese Säule steht unmittelbar hinter dem nördlichen Wandpfeiler des Triumphbogens und wird von diesem, vom Schiff aus gesehen, fast gänzlich verdeckt. Sie steht auf einer eher schlichten Basis aus einem dickeren und einem dünneren Rundprofil, die untereinander durch eine mit Kugeln dekorierte Hohlkehle getrennt werden.
Den Säulenschaft ziert rundum Weinlaub bei dem sich die Ranken etwa in Form von Achten umeinander winden. Sie umschließen netzartig eine Art von Medaillons etwa in Form von auf die Ecken gestellten Quadraten. Die Medaillons enthalten Weinblätter, Weinreben, gedrehte Ranken, stilisierte Blüten, Rosetten, Sterne und Vögel in Seitenansicht. Im unteren Abschnitt des Schafts, sieht man den Vorderkörper eines Bären im Profil, der eine Pranke auf eine Weinrebe legt und hat eine Frucht (?) in seinem geöffneten Maul. Das Auge wurde ursprünglich von einem verloren gegangenen schwarzen Stein gebildet.
Das Kapitell dieser Säule ist mit der Wand verbunden. Die fleischigen Trauben einerseits und das Weinblatt andererseits unter den Ecken des Kapitells an von Rosetten getrennten Trieben des Weinstocks zu hängen. Trauben und Blätter in stariken Reliefs gleichen denen am Säulenschaft, aber auch denen der Frieskapitelle am Triumphbogen, sowohl in ihrer Zeichnung als auch in ihrer Technik.
Die erste Säule erläutert das Thema „Weinstock“. Seine gewundenen Ranken, Blättern und Fruchtständen entwickeln sich um den Schaft, sie blühen und bieten ihre prächtigen Früchte an. Das Thema „Weinstock“ entwickelt sich in diesem Altarraum breit, fast überschwänglich. Es wird gar zu einem märchenhaften Garten, ein Bild des Paradieses, mit Laubengängen, Früchte pickenden Vögeln, diebischen Bären, Flügelwesen und ganz besonders Phantasietieren.
Auf dem Hochplateau von Albion war Wein weitgehend unbekannt. Wenn er wie in Saint-André de Rosans, wo ebenfalls Blätter und Trauben zusammen mit Monstern dargestellt sind, dennoch dargestellt wird, hat dieses aus der antiken und vorchristlichen Zeit überlieferte Thema dekorative Bedeutung und gleichzeitig mystischen Gehalt. Im Alten Testament symbolisiert der Weinberg das Paradies. Im Neuen Testament vergleicht sich Christus selber mit dem Weinstock, dessen Frucht die Eucharistie des Neuen Bundes ist.
Der Bär liebt wie auch der Fuchs Früchte. So könnte man in dieser Szene die Erinnerung an antike Fabeln sehen. Außerdem war der Bär im Tal von Ubaye (Barcelonnette) bis gegen Ende des 18. Jahrhunderts sehr verbreitet und im Lure-Gebirge und in den Albion-Bergen noch im 19. Jahrhundert. 1784 schrieb Darluc in seiner Historie naturelle de Provence über den Bären in den provenzalischen Bergen: „Wenn gleich schwer und gewichtig, klettert der Bär doch auf Bäume, und bedient sich geschickt seiner Pranken, um Früchte zu pflücken.“ Man sollte daher im Bären, der auf der Säule sorgfältig mit einem Pelz dargestellt worden ist, nicht nur das Symbol der Gefräßigkeit, sondern mehr noch die realistische Darstellung sehen, die sich auch auf den folgenden Säulen mit den Kaninchen fortsetzt.

#### Säule Nr. 2

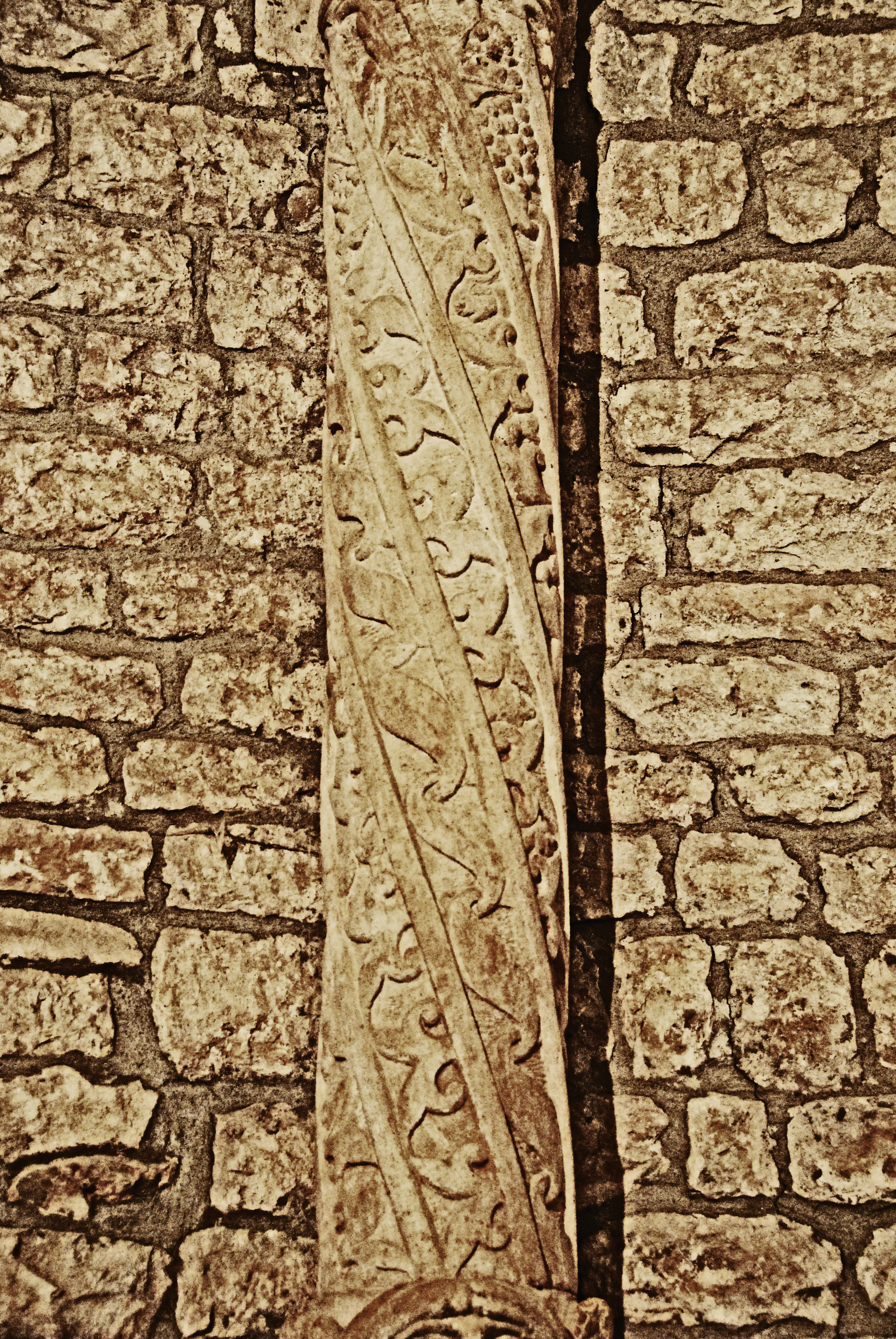
Chorapsis, Säulenschaft Nr. 2
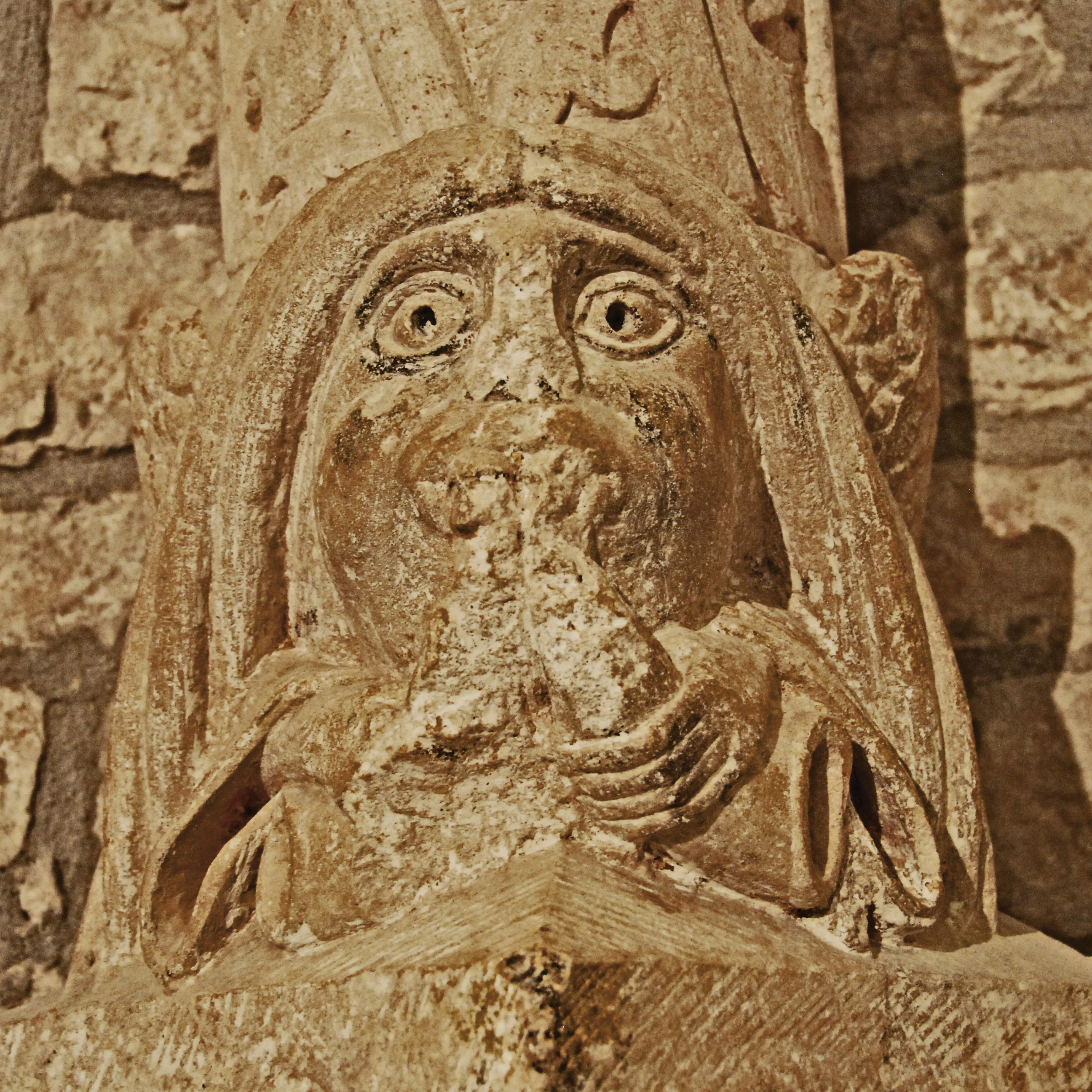
Chorapsis, Basis Nr. 2

Dieser Säulenschaft wird von spiralenförmig gedrehten glatten Bändern umschlossen zwischen denen sich ein stilisiertes Blatt- und Laubgeflecht ausbreitet, dessen Motive in jedem der Zwischenräume anders sind aber sich übereinander laufend wiederholen, mit nur geringen Abweichungen. Unter dem Kapitell ist ein Fruchtstand saftiger Weintrauben dargestellt und daneben Weinblätter.
Das Kapitell ist ein wahrer Strauß von fein geschnittenen, eckigen, fast übergenau reproduzierten Weinblättern, deren Schatten von den Steinbohrerlöchern stark betont wird, und so der Darstellung große Kraft verleiht. Möglicherweise muss man hier, wie auf der vorherigen Säule ein Weinspalier sehen.
Eine Quelle will auf dem Schaft „in dessen Mitte zwei herausragende Vorderkörper von Kaninchen und drei Vogelköpfe“ erkennen. Das ist allerdings kaum nachzuvollziehen. Wenn man aber das Foto des Schaftes um 45 Grad nach links verdreht, könnte man durchaus in einem der Zwischenräume mehrere Köpfe von Hasen oder Kaninchen erkennen die den Betrachter frontal ansehen, deren Löffelohren aber schon vom oberen Band halb verdeckt werden. Diese Deutung scheint hier aber schwach begründet, wie auch das Erkennen von Vogelköpfen.
Wie auch bei den folgenden drei Säulen steht auch diese auf einer Basis, ein Hochrelief eines Fabelwesens oder Bastardungeheuers, das sich aus Elementen von Mensch und verschiedener Tieren zusammensetzt. Die bereits oben genannte Quelle sieht hier eine Sirene mit übergroßem Menschenkopf mit nur angedeuteten Flügeln im Nacken. Das Gesicht der Sirene mit durchaus weiblichen Zügen zeigt weit aufgerissene und hervorquellende Mandelaugen und eine schulterlange Frisur. Mit den Händen, die aus weiten Ärmeln vortreten wird etwas zum Munde geführt, was durch Beschädigungen kaum noch genau zu identifizieren ist. Beide Hände scheinen aber zwei Olifanten an die fleischigen Lippen zu führen, in die mit kräftig aufgeblasenen Wangen geblasen wird. Die gedrängte Komposition liegt symmetrisch um die Achse des Schaftes. Auch hier betonten verlorene schwarze Steine die Pupillen des Monsters.
Die Sirene kommt häufig in der mittelalterlichen Ikonographie vor, die Vogelsirene seltener als die Fischsirene. Langes Haar, hier etwas derb durch zwei Streifen steifer, leicht spiralenförmig gedrehter Locken, charakterisiert die Fallstricke der Wollust, welche die Prediger gerne mit dem Netze der Aphrodite verglichen. Verführerisch, furchterregend, aber zugleich bezaubernd zieht die Sirene die Menschen an, um sie durch ihre Liebeskünste und ihre melodischen, aber trügerischen Klänge, hier mit Olifanten, in ihren Untergang zu stürzen, wenn sie nicht, wie der kluge Odysseus aus Vorsicht „ihre Ohren verstopfen“. Unwillkürlich erinnert diese Gestalt an den homerischen Text (Odyssee XII 439f): „Verloren ist, wer aus Unklugheit das Lied der Sirenen hört; nie werden seine Frau und seine Kinder ihn zu Hause wiedersehen; die Sirenen verzaubern ihn durch ihr harmonisches Lied.“ Die Sirene war für den Menschen des Mittelalters ein Bild der Verführung, des weiblichen Dämons, das Symbol der Versuchung und der Unzucht.

#### Säule Nr. 3

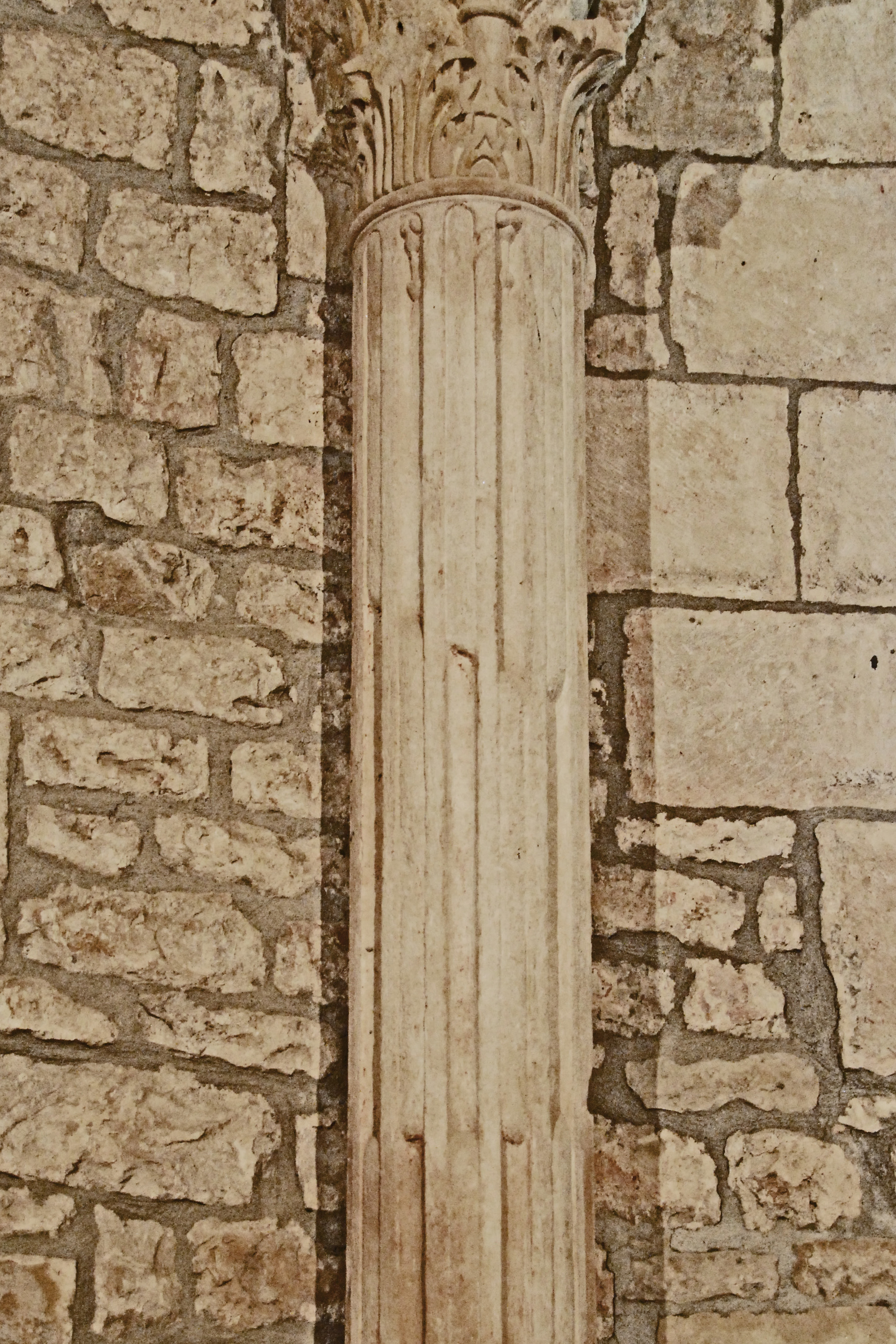
Chorapsis, Säulenschaft Nr. 3
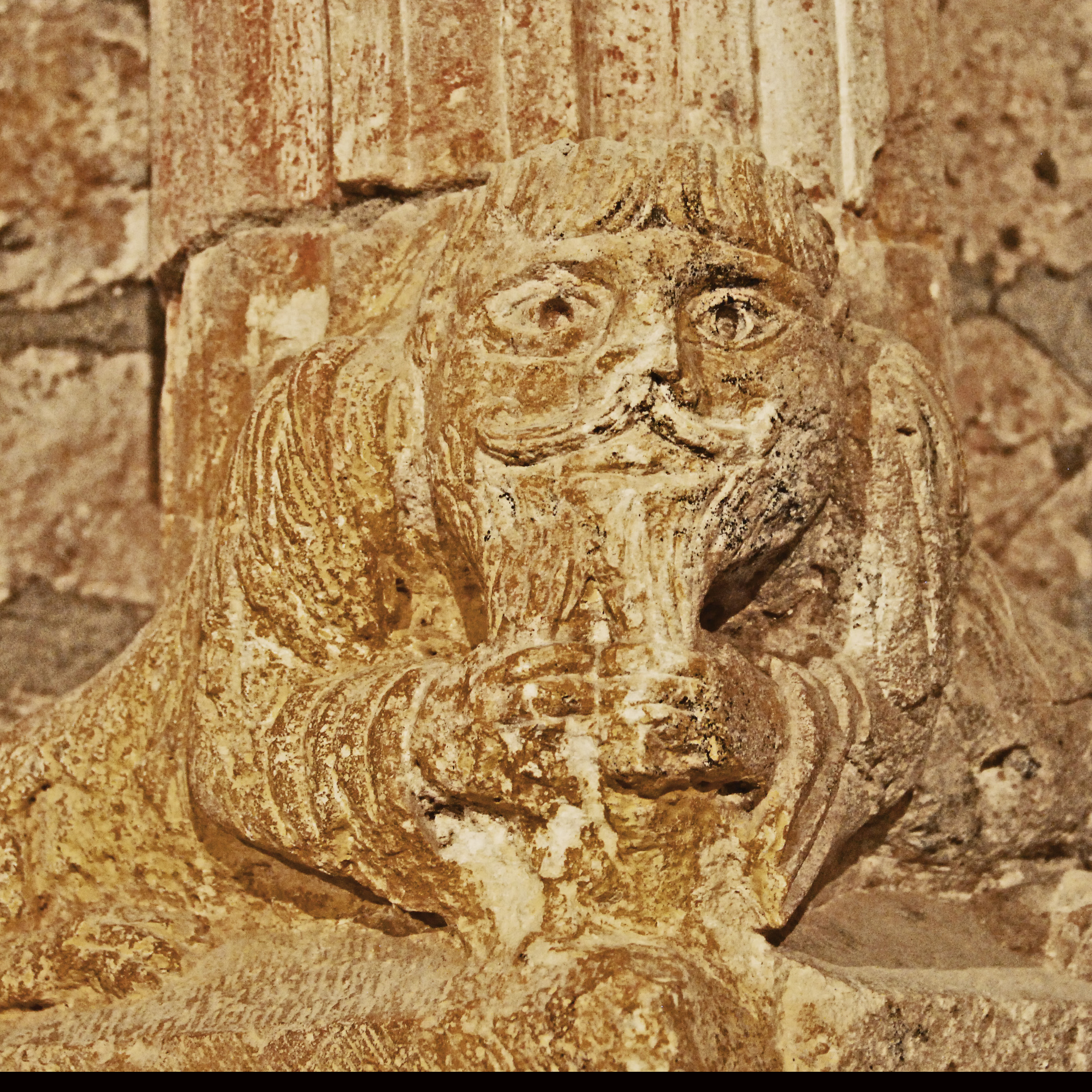
Chorapsis, Basis Nr. 3
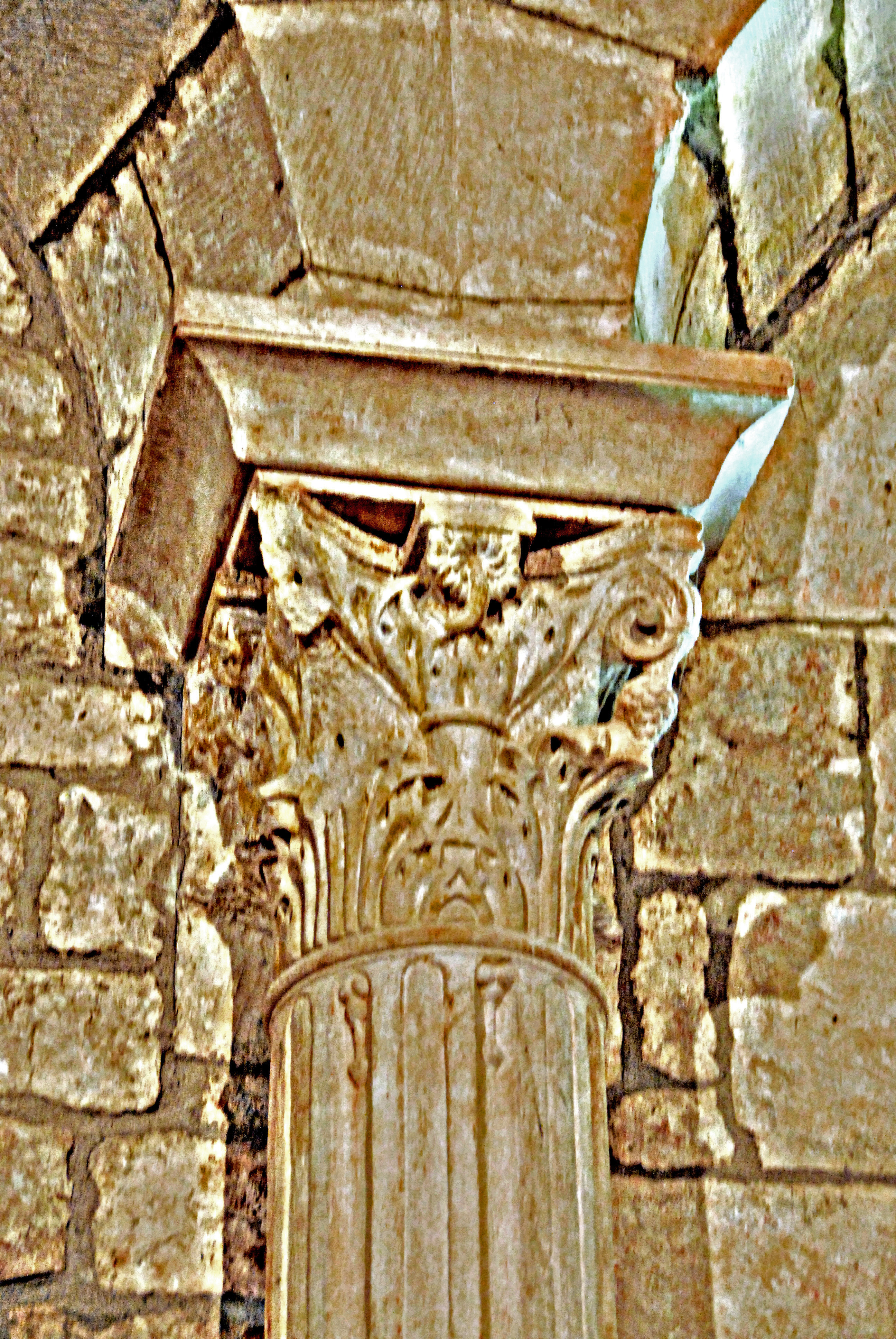
Chorapsis, Kapitell Nr. 3

Ihren Schaft zieren über die ganze Länge verlaufende gleich breite Hohlkehlen einer Kannelierung, deren große und kleine Tiefen aber in zwei Drittel und in einem Drittel ihrer Länge deutlich wechseln, und das abwechselnd von Kehle zu Kehle. Die Kehlen werden von schmaleren Stegen getrennt. Die oberen Enden der Kehlen werden halbrund abgeschlossen. In den tieferen hängen oben kleine Troddeln. Schaft und Kapitell trennt ein Ring aus einem Rundprofil.
Das Kapitell trägt gut geschnittene Akanthusblätter und aufgelockerte Eckknospen mit spiralförmigen Ranken und Fruchtständen.
Ohne ein Profilabschluss steht der Schaft stumpf auf der Basis aus einem Hochrelief eines Bastardungeheuers mit zwei Körpern ruhender Löwen und einem gemeinsamen menschlichen Kopf eines Seniors mit starrem frontalen Blick zum Betrachter und geschlossenem Mund. Seine Oberlippe ziert ein gezwirbelter Schnurrbart, sein Kinn bedeckt ein langer geteilter Vollbart, dessen Enden von beiden Händen des Phantasiewesens ergriffen und abwärts gezogen werden. Seine Arme sind von weiten Gewandärmeln bedeckt. Die Schultern des Monsters werden vom langen Haar seines Hinterkopfes bedeckt, das in die Mähnen der Löwenkörper übergeht. Die Stirn wird von einer geradlinig gestutzten Ponyfrisur bedeckt. Wie bei den anderen Skulpturen fehlen auch hier die ehemals in den tiefen Löchern der Pupillen befindlichen schwarzen oder farbigen polierten Steine.
Dieses seltsame Fabelwesen halb Mensch und halb Löwe, das an eine ägyptische Sphinx erinnert, ist schwer zu deuten. Der stechende Blick dieses noch von einer primitiven Animalität geprägten Wesens flößt zunächst Furcht ein. Der kräftige Haar- und Bartwuchs sind Zeichen von Männlichkeit und Stärke. Indes können die Ruhe und die Weisheit, die vom vornehmen Gesicht des Alten ausströmen, in Verbindung mit der Kraft des Löwen ein Symbol der Macht und des Schutzes werden. In dieser Sphinx und dem Löwen den folgenden symmetrischen Säule in Nähe der Chorachse darf man zweifellos Wächter des Allerheiligsten sehen.

#### Säule Nr. 4

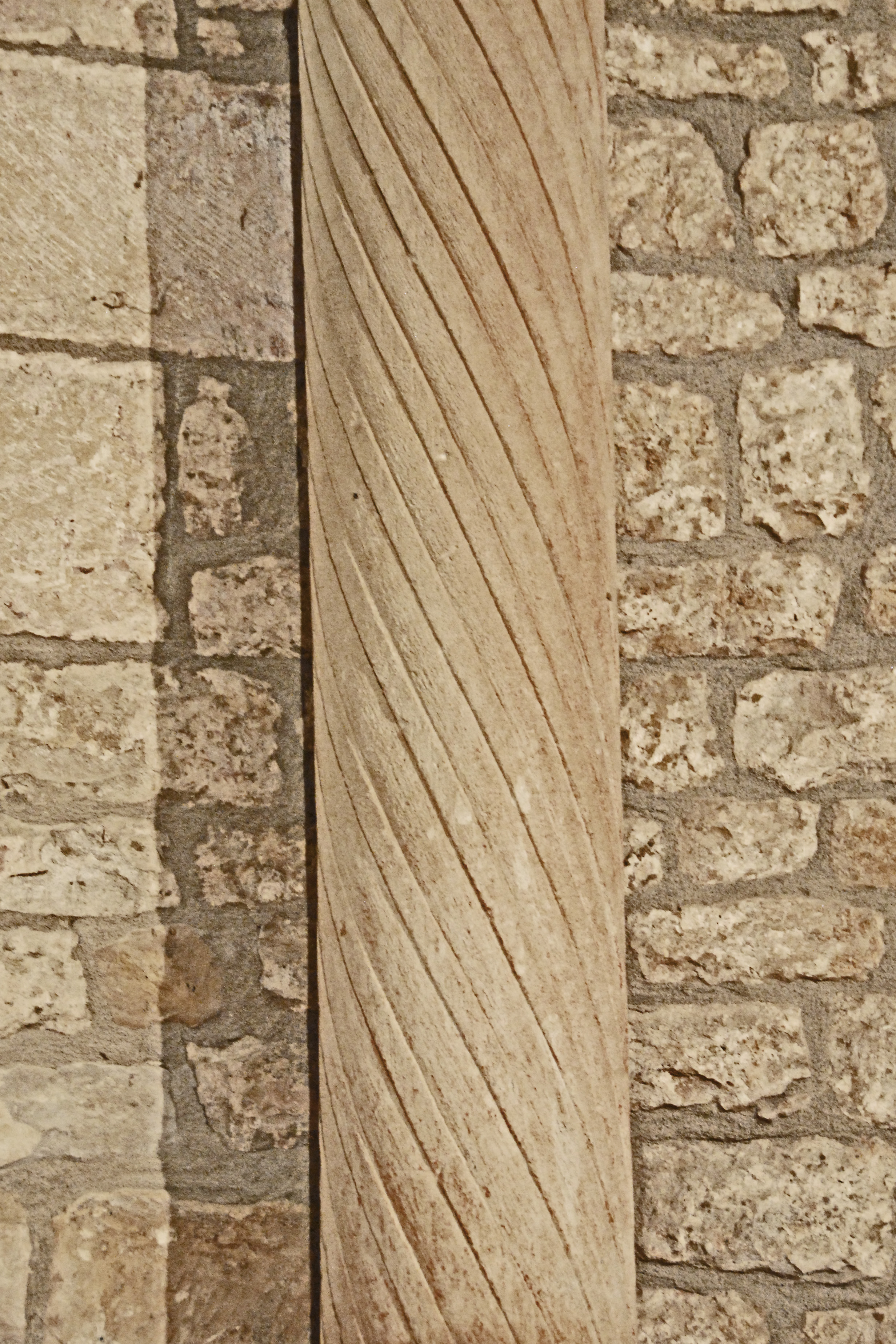
Chorapsis, Säulenschaft Nr. 4
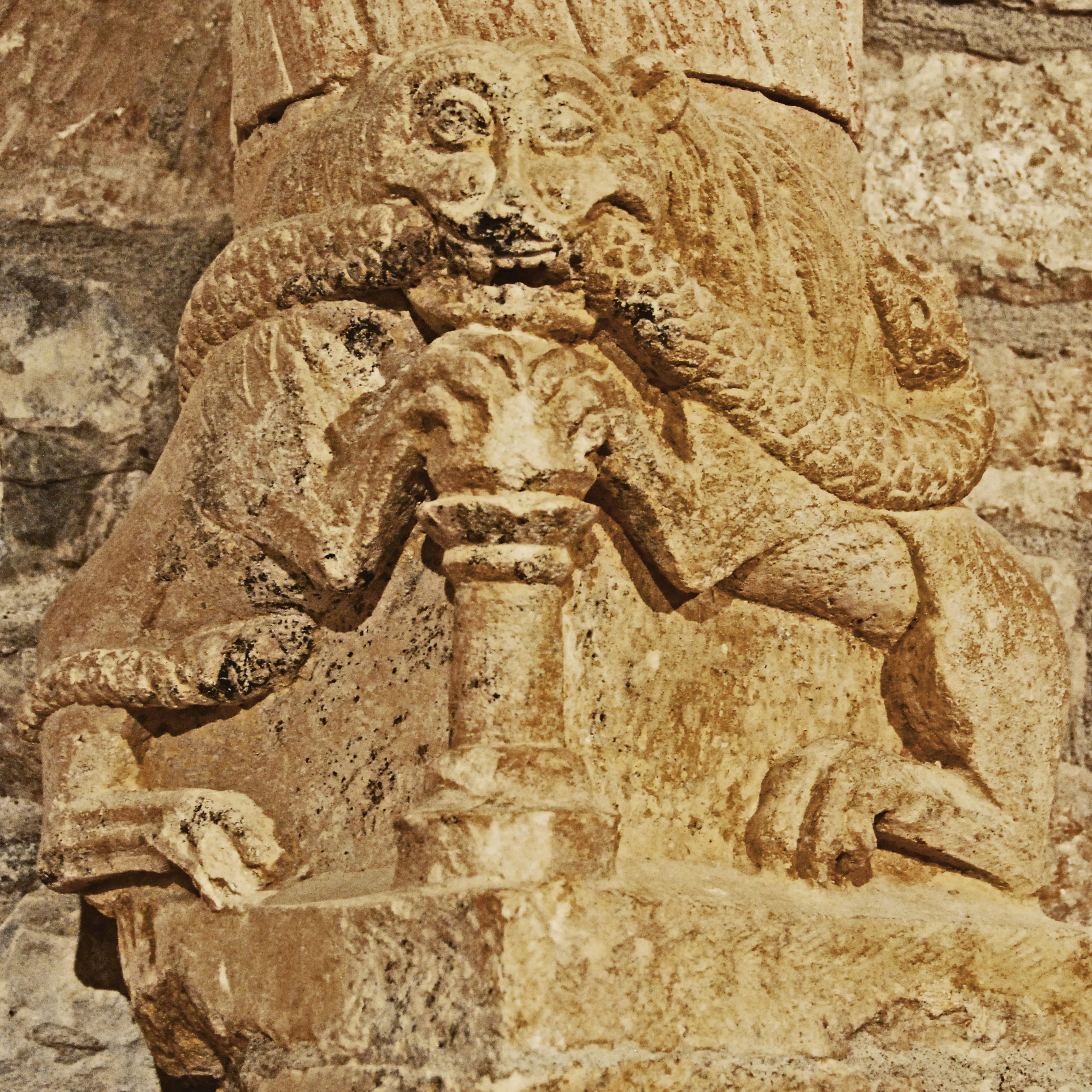
Chorapsis, Basis Nr. 4
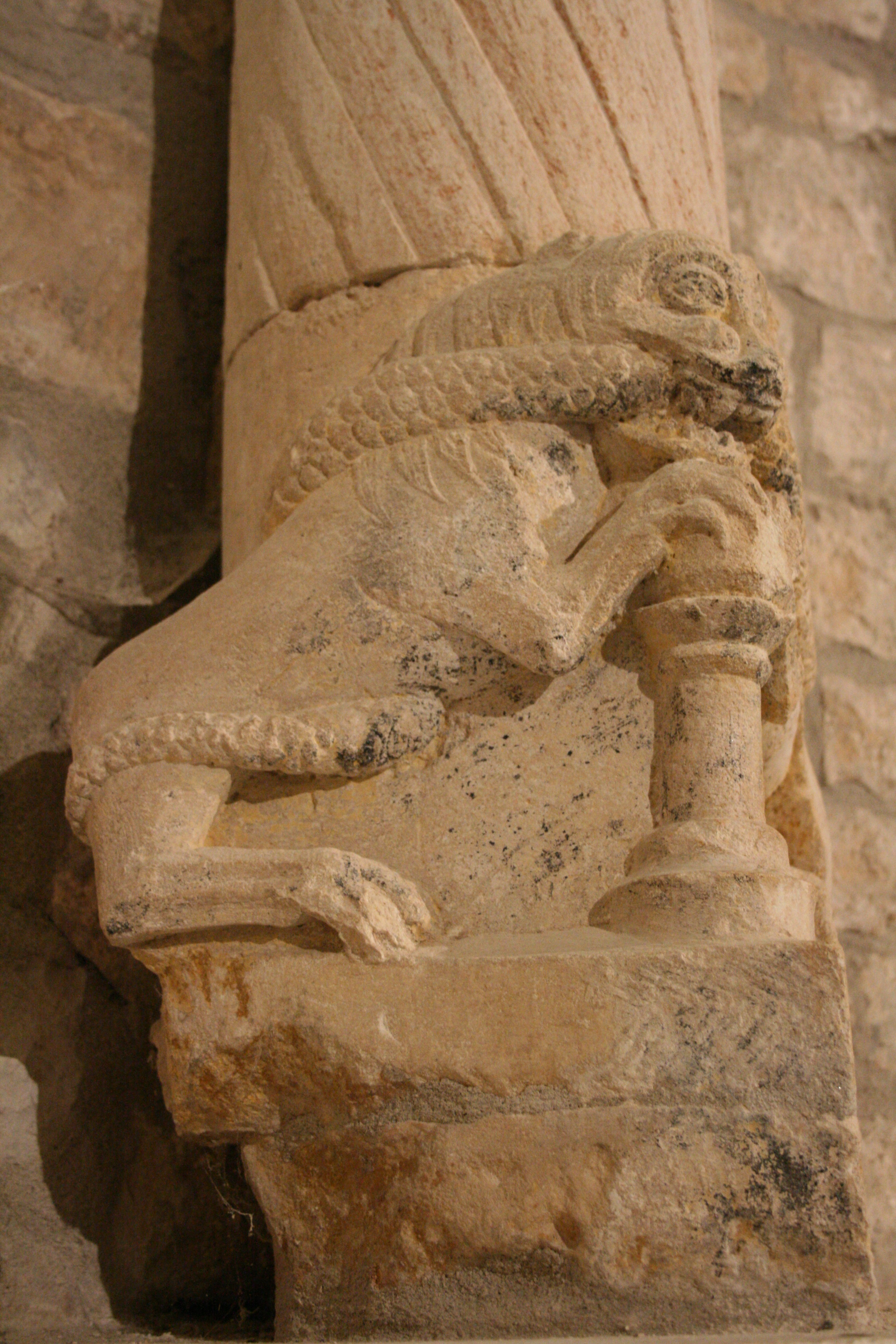
Chorapsis, Basis Nr. 4 von links

Ihr Kapitell zieren allein sich breit entfaltende Akanthusblätter, deren Grund mit dem Steinbohrer bearbeitet ist. Kapitell und Schaft trennt ebenso ein Ring aus einem schmalen Rundprofil.
Der Schaft zeigt flache und konvexe Bänder in schwachem Relief, die sich sehr eng nebeneinander in Spiralen um den Schaft herum winden. Der Schaft endet unten ohne Profilierung unmittelbar auf dem Hochrelief der Basis.
Die Achse der überwiegend symmetrischen Konstruktion der Basis verläuft wie bei den vorhergehenden genau radial zum Mittelpunkt des halbkreisförmigen Grundrisses des Altarraumes. Das Ungeheuer, ein Löwe aus zwei Körpern und einem gemeinsamen Kopf, hockt mit seinem Hinterteil auf dem Boden, in den sich seine Pranken krallen. Die Vorderkörper erheben sich zur Mitte hin und hält seine Pranken schützend über eine Kugel, die auf einer zentralen gedrungenen Säule mit rundem profilierten Kämpfer und ebensolcher Basis ruht. Der weiter aufragenden Hals und die Schultern decken strähnige Mähnen ab. Der übergroße Kopf des Löwen erhebt sich zentral über der Säule mit Kugel, mit weit aufgerissenen Augen und kleinen abstehenden Ohren. Der Löwe beißt mit seinem Maul zwischen den vorspringenden Backenknochen und gebleckten Vorderzähnen in den kräftigen Mittelkörper einer riesigen Schlange, die der einzige nicht symmetrische Teil der Komposition darstellt. Auf der rechten Seite der Basis schlingt sich der Vorderkörper der Schlange um die Mähne des Löwen herum und beißt ihn von hinten in den oberen Hals. Auf der linken Seite schlingt sich der ganze hintere Teil der Schlange um den ganzen Körper des Löwen herum und weiter unten um dessen Hinterteil. Das Fell, die muskulösen Tatzen, die Krallen und die Schwänze der Katzenkörper sind sorgfältig gestaltet, ebenso die Schuppen der Schlange, deren instinktiv nach hinten zurückgeworfener Kopf ein teuflisches Gesicht zeigt: große Augen, kleine abstehende Ohren und eine Katzennase.
Wie bei den vorherigen Motiven herrscht auch hier eine fast vollständige Symmetrie der Komposition: nur der Schlangenleib ist mit einer gewissen Freiheit geformt, so dass die vollendete Symmetrie weniger störend wirkt. Die Deutung dieses Hochreliefs, ein Nahkampf des Löwen mit der Schlange, ein Kampf, bei dem die ruhige und heitere Stärke des Löwen sich einzigartig mit der List der Schlange misst, ist eindeutig. Aus diesem Symbol des Kampfes Christi gegen den Satan, dem Kampf des Guten gegen das Böse in all seinen Formen, gehen selbstverständlich, mit Gottes Hilfe, die Kraft des Guten siegreich hervor. Der Löwe als Sinnbild der göttlichen Macht ist hier in seiner majestätischen und triumphalen Haltung dargestellt. Er legt seine Tatzen vorn auf eine kleine Kugel, die nichts anderes ist als die Erdkugel (siehe dazu Artikel Flache Erde), die Schaubühne des ewigen Kampfes zwischen Gut und Böse. Die Kugel liegt auf einer Säule, der kosmische Pfeiler und Baum des Lebens. Die in Stein gehauene Szene spielt sich schweigend ab, wodurch das Symbol eine außergewöhnliche Dimension erhält. Das königliche und achtungsgebietende Tier ist zugleich der mächtige Schützer des Heiligtums. Nach romanischer Auffassung konnten diese Löwenungeheuer eine zweifache Bedeutung haben, ihre Kraft als unheilvolles Ungeheuer und die als Beschützer.
Die symmetrische Gliederung in zwei Körper und einen gemeinsamen Kopf findet sich sehr häufig bei romanischen Hochreliefs von Kapitellen, seltener wie hier bei Hochreliefs von Säulenbasen. Sie wollen aber keineswegs ein phantastisches Wesen mit einem Kopf und zwei anhängenden Körpern darstellen. Sie haben offensichtlich nur die Aufgabe, dass die eine Szene nicht nur frontal, sondern auch von verschiedenen seitlichen Blickrichtungen in gleichem Sinne verständlich betrachtet werden kann. Es soll dabei theoretisch nur ein Wesen mit einem Kopf und einem Körper dargestellt sein. Der Blick von einer Seite, bei dem man den zweiten Körper nicht mehr sehen kann wäre dementsprechend realistischer als der frontale.

#### Säule Nr. 5

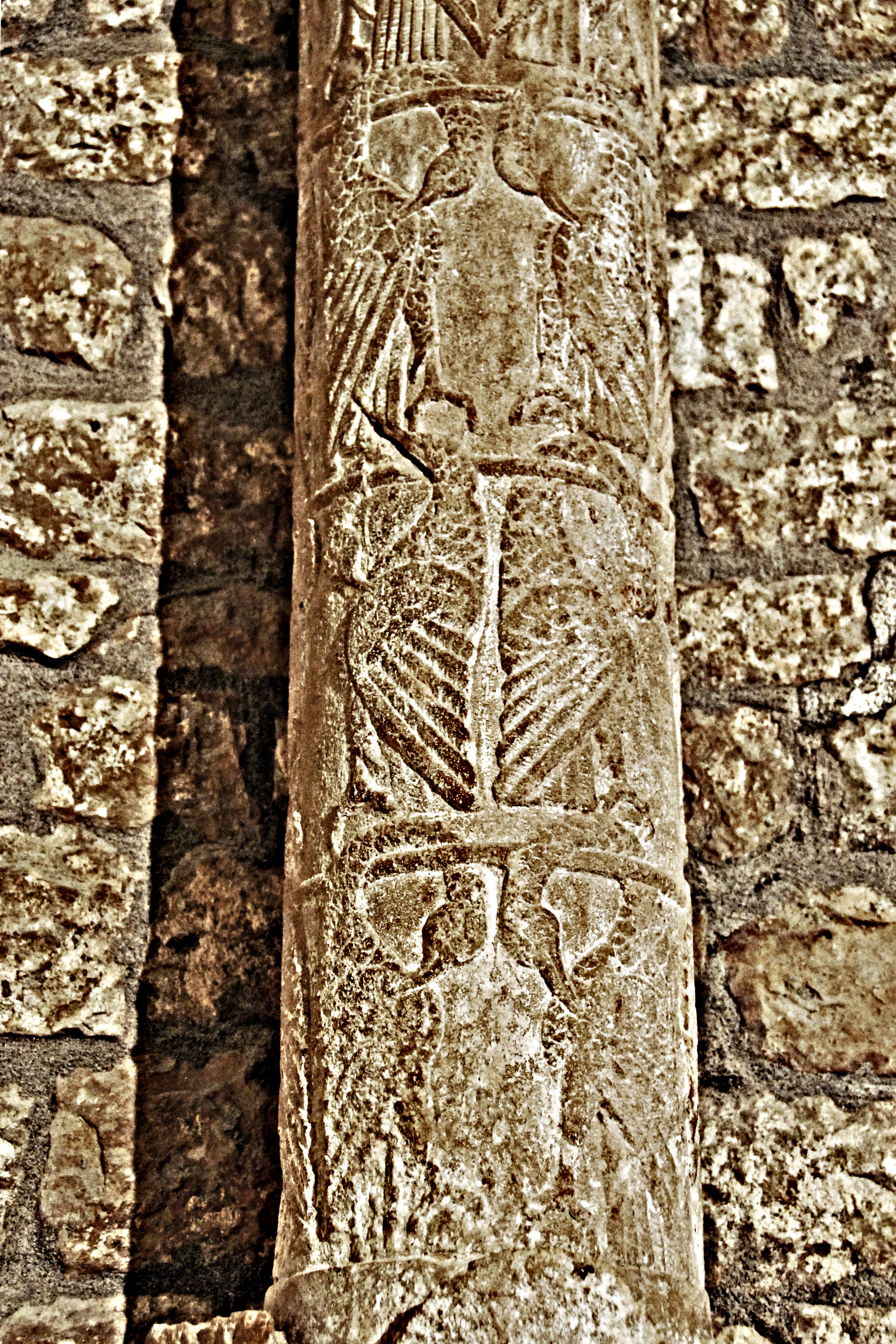
Chorapsis, Säulenschaft Nr. 5 unten
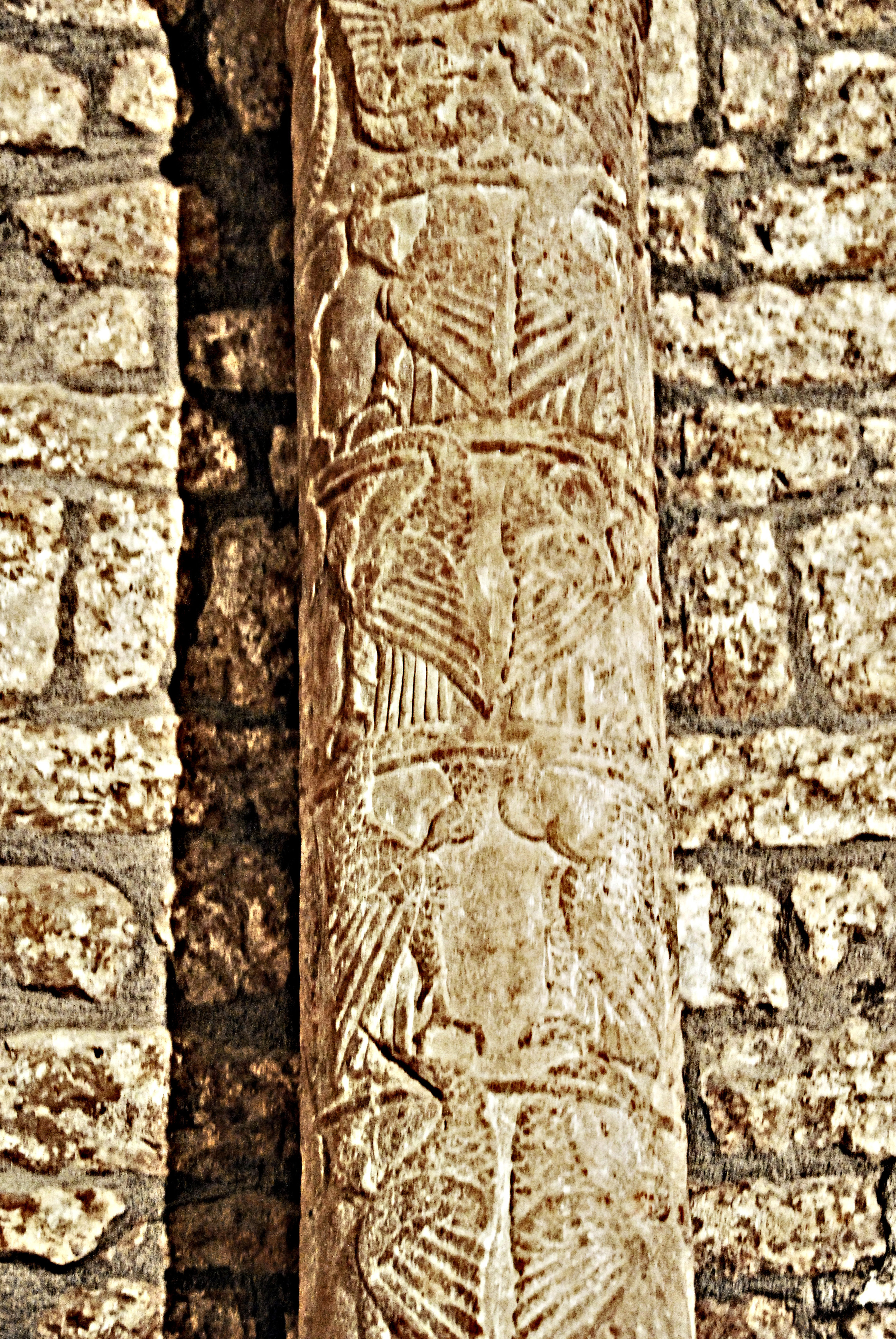
Chorapsis, Säulenschaft Nr. 5 oben
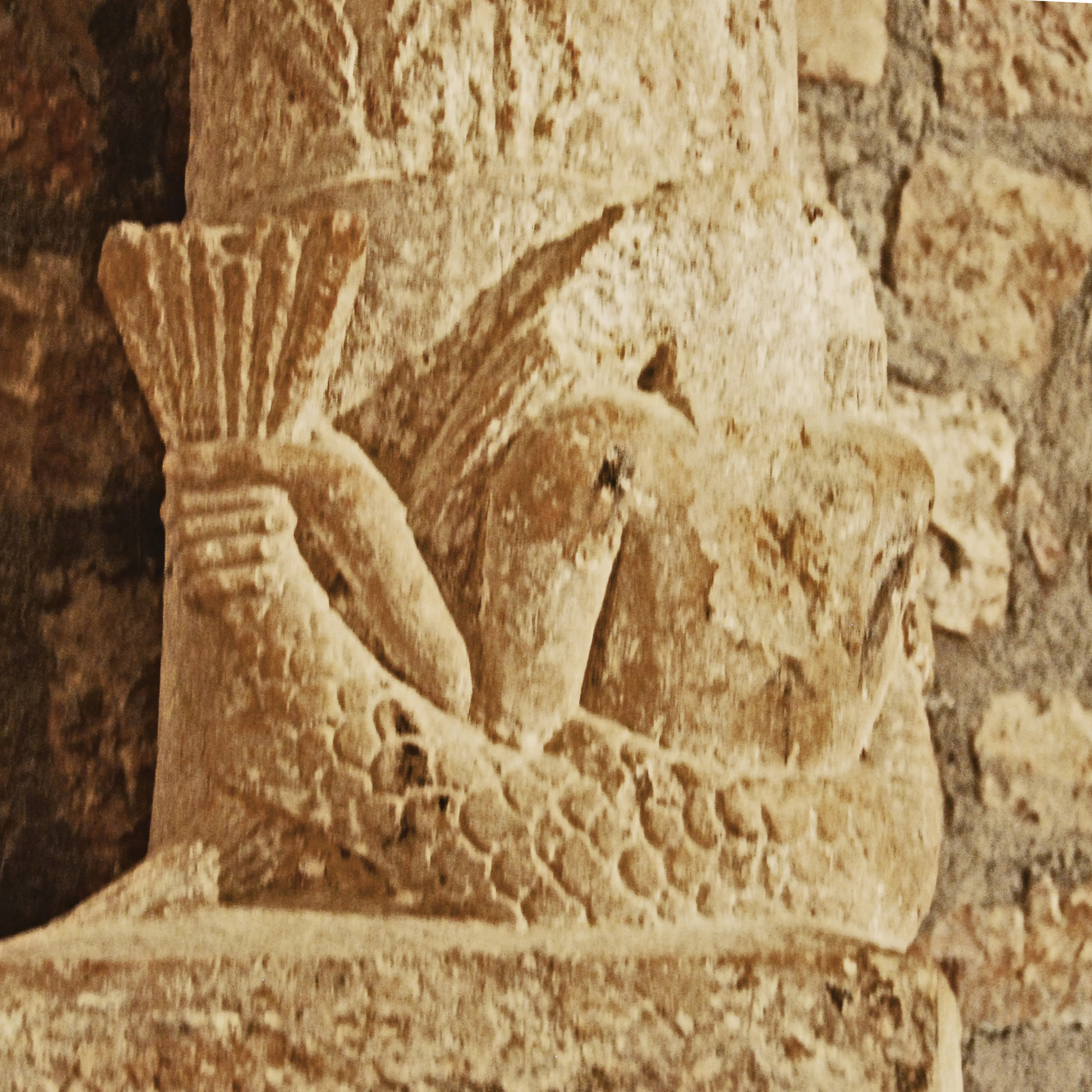
Chorapsis, Basis Nr. 5
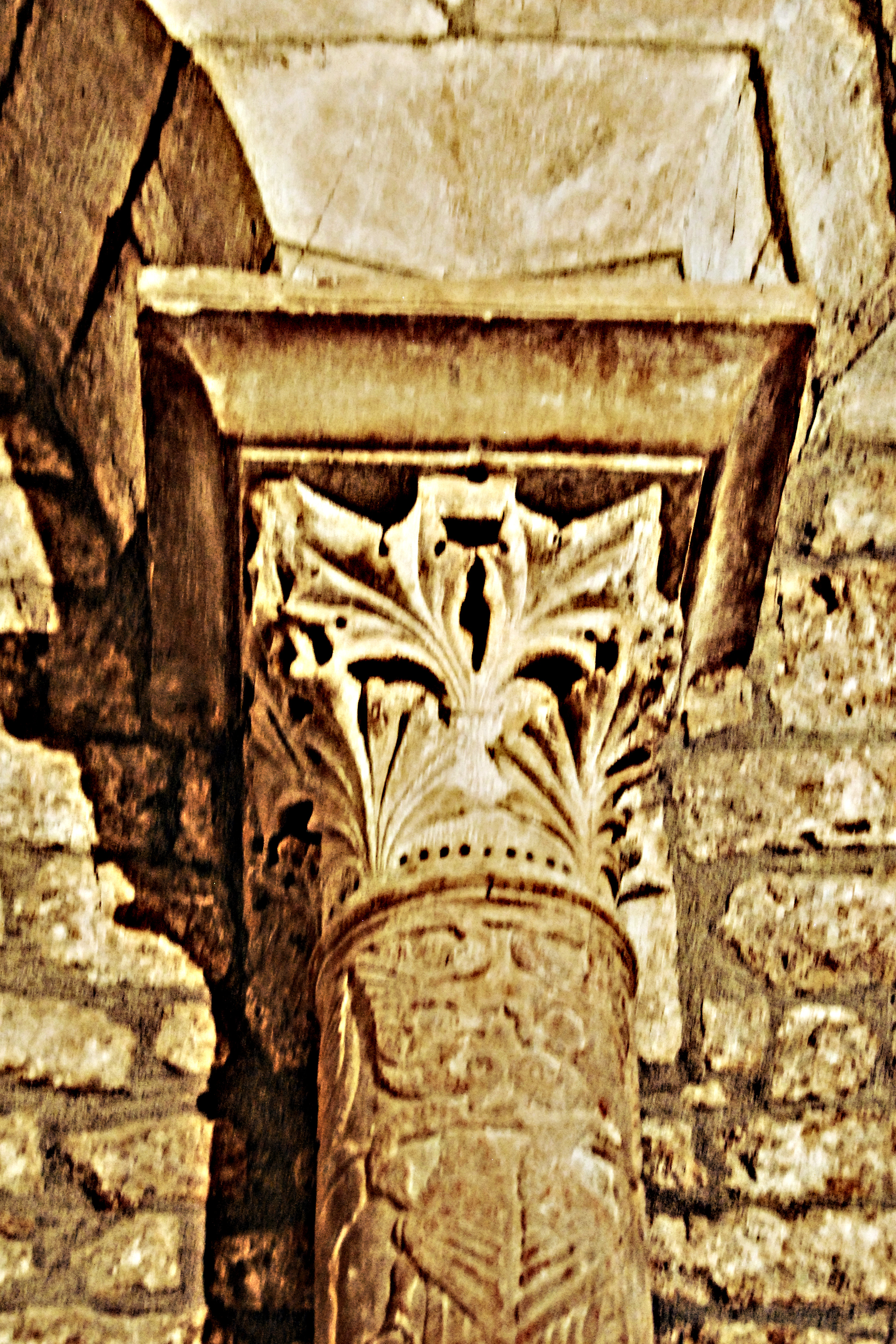
Chorapsis, Kapitell Nr. 5

Diese Säule besitzt wiederum ein Kapitell mit gut geschnittenen breit gefächerten Akanthusblättern, ähnlich dem der vorstehenden Säule. Eine Schnurreihe von Steinbohrerlöchern trennt es von dem abschließenden Ring eines Rundprofils, der den Schaft oberseitig abschließt.
Der Säulenschaft ist dekoriert mit einem Flachrelief in Art der ersten Säule. Der Schaft ist in sechs Etagen waagerecht unterteilt, die von geflochtenen Schnüren getrennt sind. In den unteren fünf Etagen sind jeweils vier – vielleicht auch 6? – aufrecht stehende Vögel dargestellt, die sich wechselnd einander die Rücken zukehren oder sich zugewandt sind. In einer Bewegung voller Gelassenheit und Anmut greift ihr langer Hals jeweils über die geschossteilenden Schnüre, jeweils wechselnd von hinten nach vorne oder von vorne nach hinten. Mit langen und gekrümmten Schnäbeln scheinen sie sich die Brust aufreißen, eine Geste, die bei romanischer Ikonographie eher an Pelikane denken lässt, als etwa an Ibisse, denen diese Vögel hier gleichen. Ihre langen „Zehen“ tragen stark gekrümmte Krallen. Das vollendet gezeichnete Gefieder jedes Tieres besteht aus zart übereinander geschichteten Federn. Die Schwingen liegen in Form einer Lyra längs abwärts des Körpers an.
In der obersten Etage werden aus den Vögeln mit ebenso geschlungenen Hälsen und Schnäbeln, die ihre Brust aufreißen, sich zugewandte Flugdrachen, Fabelwesen mit gespreizten Flügeln, Beinen mit gekrümmten Krallen und gewundenen Schlangenschwänzen.
Der Pelikan war in der christlichen Kunst ein Symbol für Christus. Dieses geht auf den alten Glauben zurück, dass der Pelikan seine Jungen mit dem eigenen Blut füttert. Dieses Verhalten wurde mit Christus verglichen, der sein Blut und damit sein Leben für die Menschen hingab.
Ursprung dieser Deutung ist eine Naturbeobachtung aus der Antike. Pelikane schlingen ihre Nahrung herunter und würgen sie zur Fütterung der Jungen wieder hervor. Dabei kann man auch sehen, dass die Brust des Pelikans mit Fischblut verschmutzt wird. Dieses wurde von Beobachtern in der Antike so gedeutet, dass der Pelikan seine Jungen mit eigenem Blut füttert.
Aus mangelnder Kenntnis der Gestalt von Pelikanen wurden diese im Mittelalter sehr häufig falsch dargestellt, so wie auch bei Darstellungen von Elefanten und anderen tropischen oder orientalischen Tieren.
Die Fabel-Vögel dieses Schaftes, wie auch die der anderen, bilden ein Schmuckmotiv, das man aus dem Orient kennt. Man findet es häufig auf Textilien oder Teppichen, die sich im ganzen Abendland nach den Kreuzzügen verbreiteten, die dann von Bildhauern und Mosaizisten als Vorbild für Muster dienten, wie zum Beispiel in der Klosterkirche von Ganagobie.
Die Basis der Säule bildet ein Hochrelief einer Fischsirene, die mit ihrer Hand das Ende ihres schuppigen Schwanzes mit der Schwanzflosse empor hält. Die Büste der Sirene mit zwei langen Streifen steifer Locken, die vom Gesicht abstehen, reichen hinter dem Schwanz zur Erde oder bis in die Wellen hinab. Ihre Hände sind ähnlich gearbeitet, wie die der Vogelsirene, zu der sie eine Art Gegenstück bietet. Leider ist ihre Skulptur im Bereich des Oberkörpers stark beschädigt.
Mehr als die Vogelsirene war die Fischsirene ein im Mittelalter weit verbreitetes Motiv, ein Symbol weiblicher Verführungskünste. In der Kirche von Saint-Christo hat man die Büste der Sirene rau gestaltet, mit kleinen Brüsten, zu großen und zu dicken Händen, trotz der bewusst fein gezeichneten Finger und Nägel. Rau, aufgedunsen und eher männlich wirkt auch das Gesicht des Sirenenvogels von Säule Nr. 2, hier nicht mit klassisch jugendlichem Gesicht, sondern eher mit dem des reifen Alters.

#### Säule Nr. 6

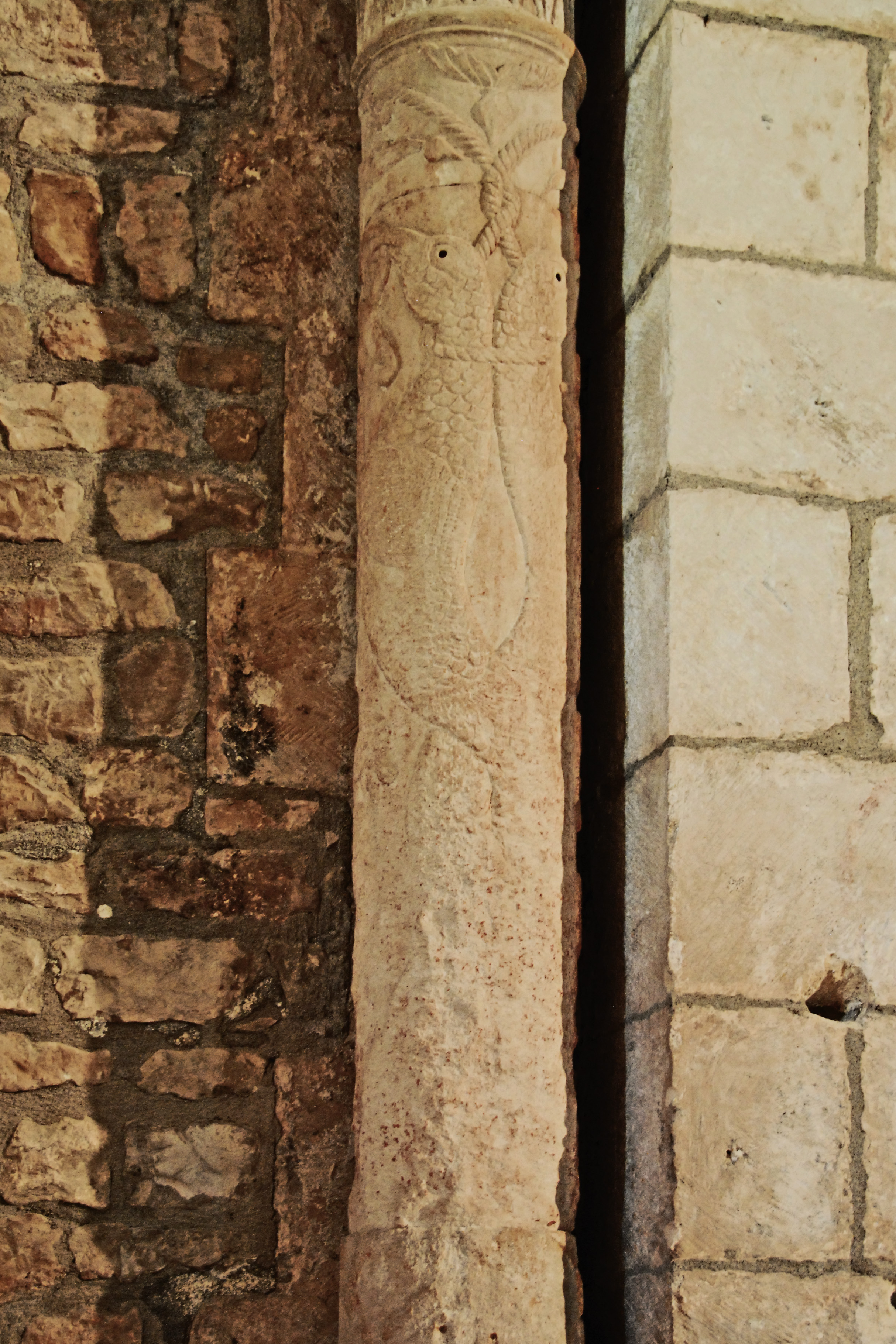
Chorapsis, Säulenschaft Nr. 6
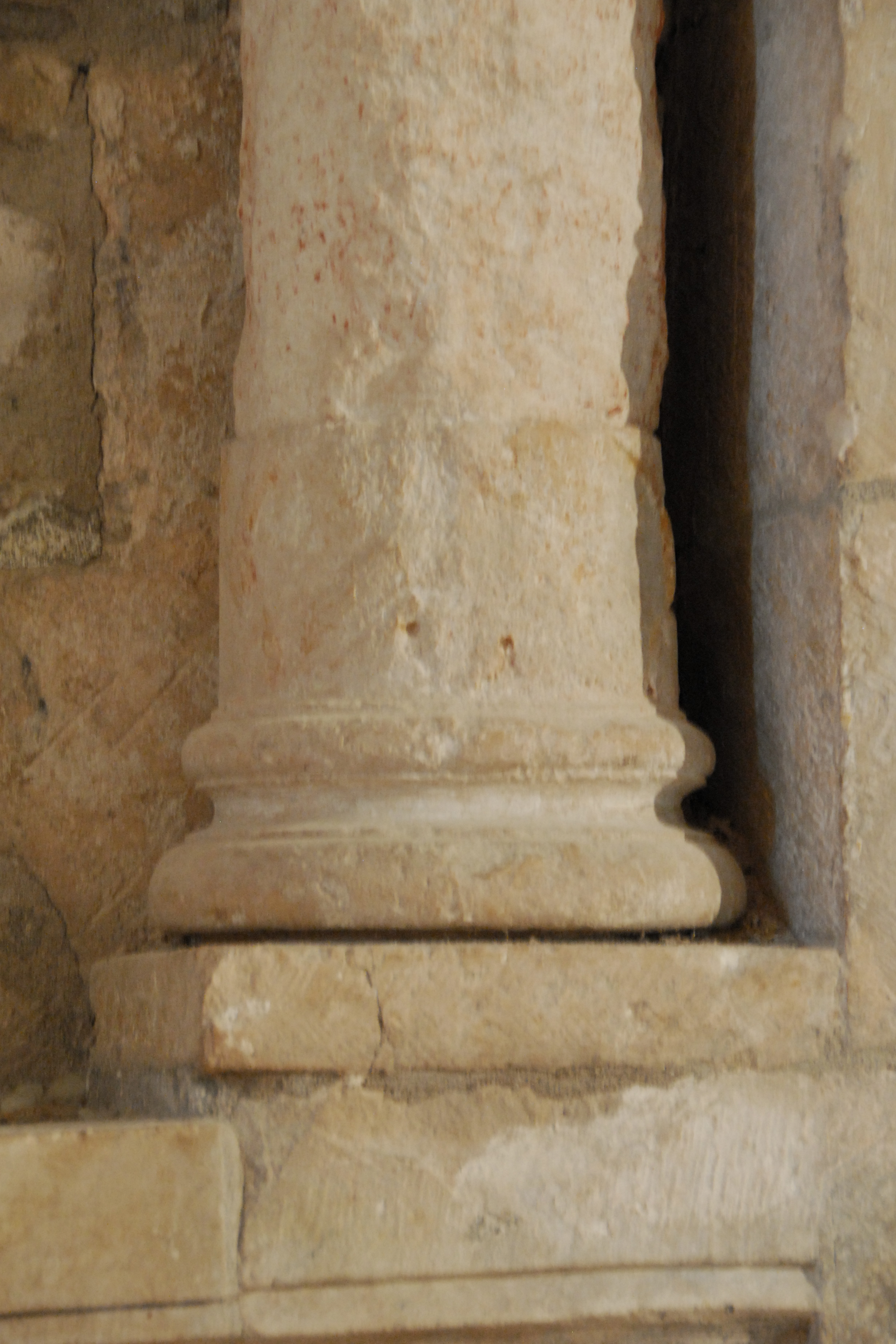
Chorapsis, Basis Nr. 6
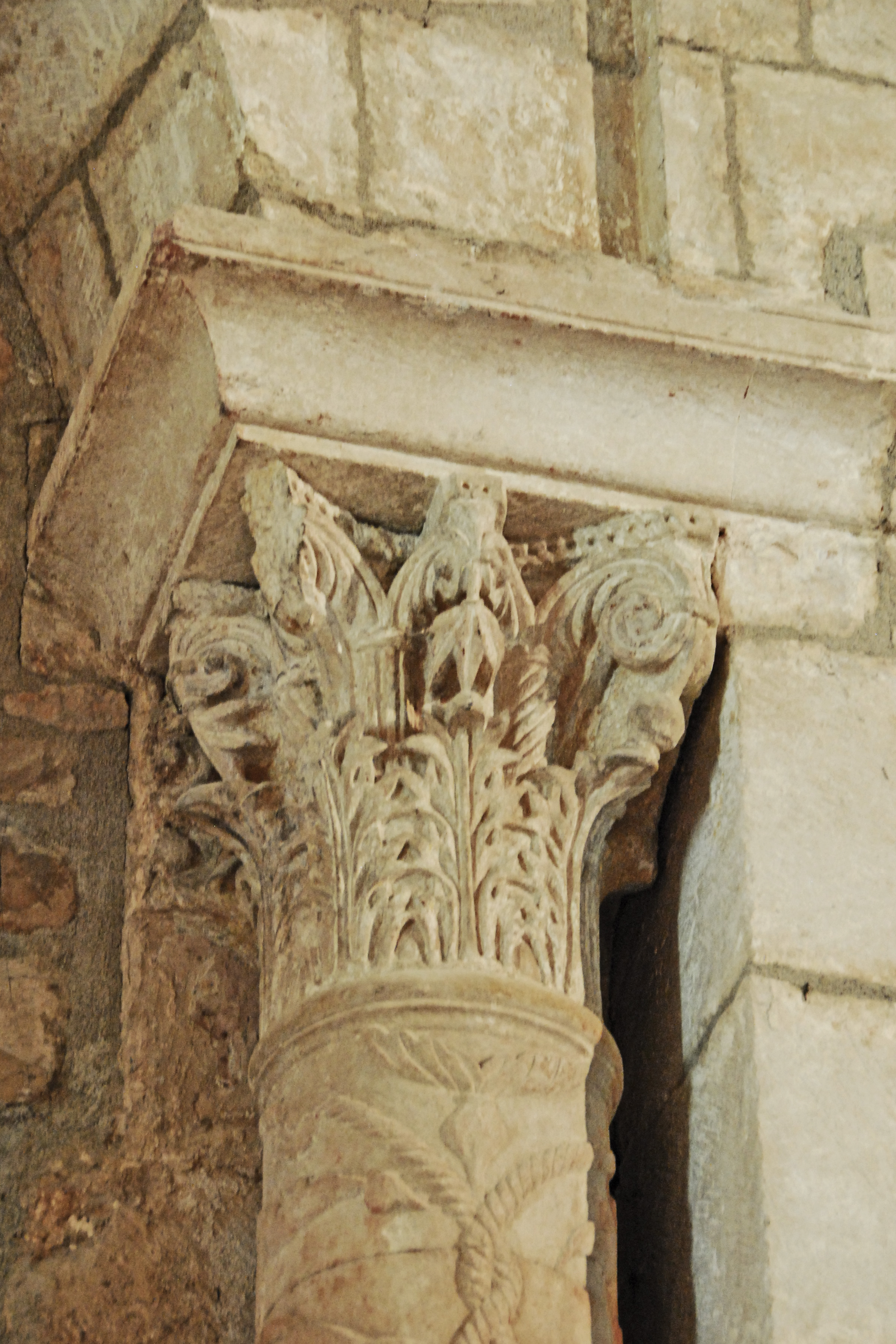
Chorapsis, Kapitell Nr. 6

Die letzte Säule steht wie die erste unmittelbar hinter dem Wandpfeiler des Triumphbogens, allerdings hinter dem südlichen, und wird von diesem, vom Schiff aus gesehen, fast gänzlich verdeckt.
Die Säule wird bekrönt von einem schönen klassischen Akanthusblattkapitell, das vom Schaft durch einen Ring aus einem Rundprofil getrennt wird, das von einem ganz schmalen Profil begleitet wird.
Der Schaft wird von einem Flachrelief dekoriert, das im unteren Bereich erheblich beschädigt und weitgehend nicht mehr erkennbar ist. Im oberen Bereich sind auf der Sichtseite zwei Monster zu erkennen, die mit ihren Rücken gegeneinander gekehrt auf gleicher Höhe mit einer gemeinsamen Schlinge eines gedrehten Seiles um ihre Hälse geschlungen und am oberen Ende des Schaftes aufgeknüpft sind. Sie besitzen Unterkörper von Löwen deren Hinterbeine weit hinunterreichen, von denen sich jeweils eins mit dem Bein des Gegenüber kreuzt. Ihre Oberkörper deren Köpfe mit Krummschnäbeln leicht aufwärts gerichtet sind, erinnern an solche von Greifvögeln, etwa an den von Adlern. Jeder von ihnen hält eine Art Seestern im Schnabel. Ihre Schultern oder verstümmelte Flügel weisen seitwärts. Das Federkleid dieses Unwesens ist schuppenförmig, der Pelz ist punktiert, auch teilweise streifig strukturiert und vermitteln dem Flachrelief eine gewisse Modellierung. In den gebohrten Löchern der Pupillen sind noch die schwarzen Steine erhalten. Kurz unter den Oberschenkeln der Löwenhinterbeine ist in wesentlich kleinerem Maßstab jeweils ein kleiner Löwenkopf mit aufgerissenem Maul in Seitenansicht zu erkennen. Nach einer der Quellen gehört dieser zu heraldischen Löwen, die aufrecht auf ihren Hinterbeinen stehen.
Ähnlich wie bei den Fabeltieren der Säule Nr. 5 Handelt es sich auch bei diesen Motiven um solche, die hauptsächlich eine dekorative Rolle spielen, die orientalischen Dekoren plastisch nachgebildet wurden.
Der Schaft steht auf einer eher schlichten Basis aus einem dickeren und einem dünneren Rundprofil, die untereinander durch eine Hohlkehle getrennt werden.

### Hauptaltar
Abmessungen
- Tisch: 1,83 × 0,83 × 0,17 m
- Sockel: 1,48 × 0,45 × 0,79 m

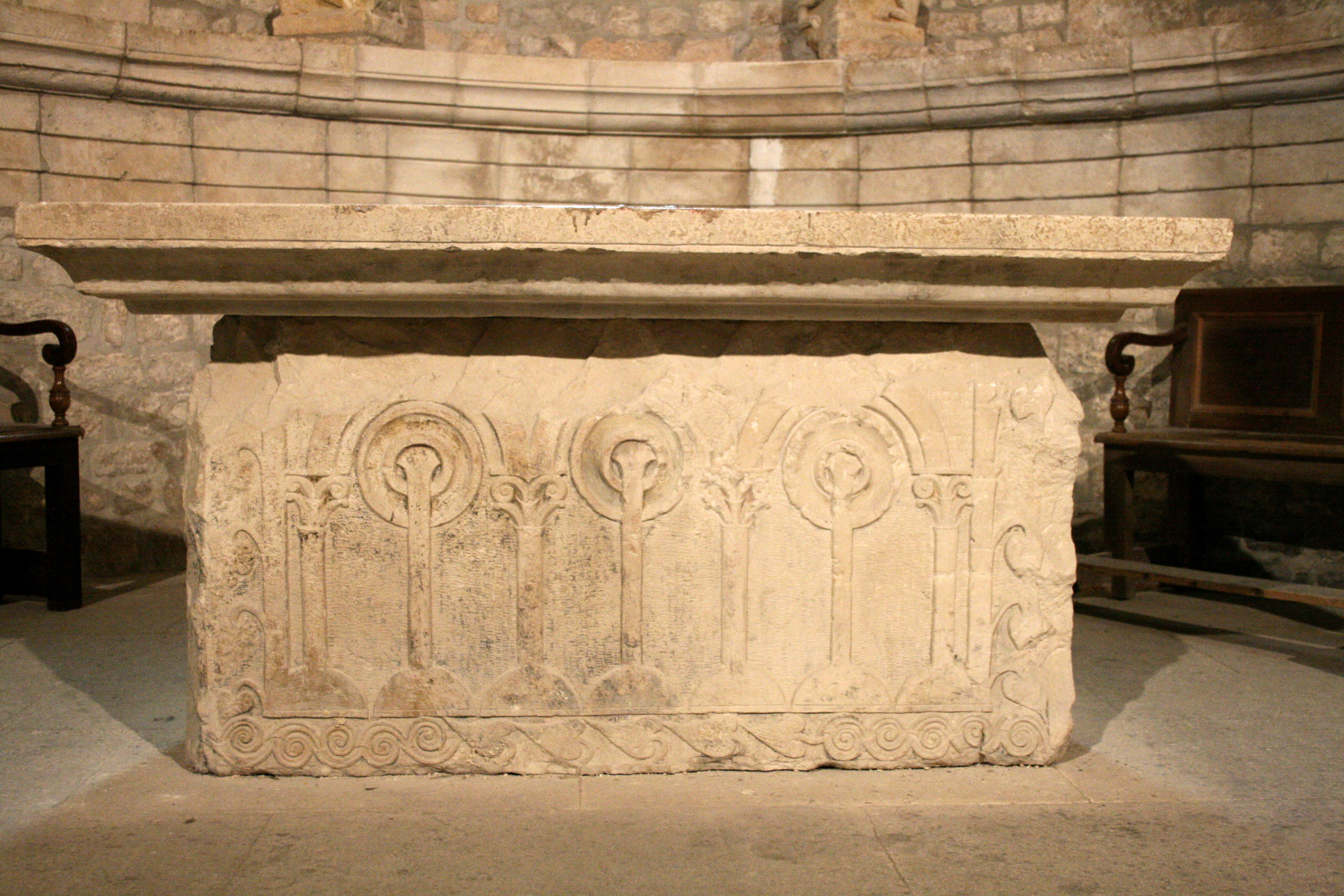
Hauptaltar

- Reliquienfach: 0,08 × 0,09 × 0,06 m

Den prächtigen und reichen Dekor rechtfertigt alleine schon der Hauptaltar in der Chorapsis, dem Brennpunkt der Kirche. Dieser wurde eigens für dieses Bauwerk geschaffen, was eher selten vorkommt, und dann noch vom gleichen Bildhauer, der auch die Dekoration der Chorapsis gestaltet hat. Glücklicherweise hat man ihn 1975 wieder an seinen ursprünglichen Standort in die Chorapsis des romanischen Schiffs zurückgebracht.
Der Hauptaltar besteht aus einer großen Mensa (Altarplatte) und einem kunstvoll dekorierten Sockel aus feinem Kalkstein. Beide Teile lagen getrennt voneinander in irgendwelchen dunklen Ecken der Kirche, wahrscheinlich seit 1763, vor etwa 250 Jahren, als man einen neuen Hauptaltar an der Westwand des Hauptschiffs errichtete.
Die Kante der Altarplatte ist rundum genauso profiliert wie die Kämpfer der Blendarkaturen im Hauptschiff oder die Kämpferplatten der Kapitelle in der Chorapsis.
Die Mensa trägt ein dreiseitig dekorierter Monolith, dessen ursprünglicher auskragender oberer Rand und seine senkrechten Kanten irgendwann abgeschlagen worden sind. Wahrscheinlich geschah das im 17. oder 18. Jahrhundert, als man den Altar mit Holz „umkleiden“ wollte. Die Fläche, auf der die Tischplatte aufliegt ist nur notdürtigvierkantig behauen. In ihrer Mitte ist ein kleiner rechteckiger „Loculus“ ausgespart, der an den Kanten einen Falz aufweist, in den ein Deckel oberflächenbündig eingelegt werden kann. Die Vorder- und Seitenflächen des Sockels sind mit Flachreliefs dekoriert.
Die Vorderseite ist ein lang gestrecktes Rechteck, das unten und seitlich von einem breiten Rahmen umschlossen wird der oberseitig aus einer etwa gleich breiten Auskragung bestand. Der seitliche Rahmen wurden durch die Abschlagung der Kanten stark beschädigt, die Auskragung gänzlich entfernt. Innerhalb des Rahmens sieht man ein kleineres Rechteck, dass mit einer Architektur, einer Blendarkatur aus drei halbrunden Bögen, die auf vier Säulen stehen ausgefüllt wird. Die Säulen sind mit stilisierten Kapitellen und sogar Kämpfern ausgerüstet. Sie stehen unten auf verhältnismäßig großen halbkugelförmigen Basen, in der Ansicht als Halbkreis. Die Nischenhintergründe und die Zwickel über den Bögen sind geschlossene Flächen, was durch eine feine Scharrierung erkennbar ist. Die Bögen überfangen jeweils einen großen Kreisring, der einen deutlich kleiner Kreisring umschließt. Es handelt sich wahrscheinlich um drei Brunnen, aus deren Rohren Wasser hervorquillt und als gleichmäßig breiter Strahl in Breite der Säulen zum Boden herabrinnt und dort halbkugelförmig aufschäumt, was hier wieder zur Halbkreisform in Größe der Säulenbasen wird. In dem inneren Kreisring verengt sich der zunächst breitere Wasserfluss, was den Abfluss recht geschickt veranschaulicht. Beidseitig dieser Darstellung ragt je ein senkrechter Baumstamm auf, an dessen gebogenen Zweigen auf der rechten Seite herzförmige Blätter des Efeus hängen, auf der linken könnten Fruchtstände von Weintrauben gemeint sein. Auf dem unteren Rand sind im inneren Drittel an gekrümmten Stängeln vier herzförmigen Blätter mit schuppigen und anderen Strukturen zu erkennen. In den beiden äußeren Dritteln sieht man jeweils fünf spiralförmige Pflanzenranken.
Die Seitenflächen des Sockels zeigen links Schnecken, Akanthus- oder Distelblätter, rechts zwei große, verflochtene Weinblätter in Art derer in der Chorapsis. Es sind stilisierte Blätter mit gezahntem Rand, Hauptrippen in Relief und eingeschnittene Nebenrippen.
Dieser Altar, der demjenigen in der Kathedrale von Apt ähnelt, entspricht mehr der klassischen Überlieferung, bei der die Blendarkaturen metallene Reliefs umgaben, die aber heute verschwunden sind. Seine interessante Symbolik stellt auf der Vorderseite unter den drei Arkaden, als den Himmel, die drei göttlichen Tugenden als sprudelnde Quellen dar: Glaube, Hoffnung und Liebe. Die symbolische Bedeutung der Quelle begegnet im Alten Testament in Hes 47,1.7  sowie Jes 12,3 : „Ihr werdet mit Freuden Wasser schöpfen aus den Quellen des Heils“, aber auch im Neuen Testament, zum Beispiel in Joh 7,37–38 : „Wen dürstet, der komme zu mir und er trinke, wer an mich glaubt; wie die Schrift sagt: Ströme lebendigen Wassers werden aus seinem Leibe fließen“. Das Wasser als Symbol des Heiligen Geistes erinnert auch an den Hymnus an die „Heiligste Dreifaltigkeit, die Quelle des Lebens“. Hier entspringen die Wasserquellen dem Steinwürfel – dem Felsen, nämlich Christus – dieses Altars, auf dem man die heiligste Eucharistie feiert, die oft als Lebensquell bezeichnet wird. Der Efeu, rund um diese Szene ist eine immergrüne Pflanze, Symbol der Unsterblichkeit und des Weiterlebens der Seele.
Außerdem scheint es beim Dekor dieses Altars eine Zahlensymbolik zu geben: die Zahl 3 entspricht im Taufritus der Dreifaltigkeit, die vielleicht für die drei göttlichen Tugenden stehen, vervollständigen vier halbrunde Basen der Säulen, die den vier Kardinaltugenden entsprechen: Tapferkeit, Gerechtigkeit, Klugheit und Mäßigkeit. Die aus der Addition von 3 und 4 sich ergebende Zahl 7 erinnert an die sieben Gaben de Heiligen Geistes und die Verbindung der Erde mit dem Himmel, ein Bund, der stets im Messopfer erneuert wird.

### Technische Überlegungen
Der gesamte Dekor der Chorapsis und des Altars von Notre-Dame et Saint-Christophe besteht aus feinem Kalkstein. Alle Kapitelle leiten sich mehr oder weniger vom korinthischen Vorbild ab. Die Auflockerungen und die kräftigen Schatten entstehen durch zahlreiche Steinbohrerlöcher, sowohl in den Hochreliefs, wie auch bei den Kapitellfriesen des Triumphbogens und auch der runden Hochreliefs der Basen. Die Säulenschäfte und der Altar bieten fein gearbeitete Basreliefs. Bei dem sorgfältig gestalteten Tier- und Pflanzendekor fällt die besondere Qualität der Wiedergabe auf, sei es ein Fell oder ein Federkleid von Monstern oder die äußerst detaillierte Formgebung des Blattwerks.
Der gesamte plastische Schmuck der Prioratskirche von Saint-Christol dürfte aber nicht nur das Werk derselben Gruppe von Bildhauern sein, sondern vielmehr die Arbeit eines einzelnen, besonders befähigten Künstlers, so außergewöhnlich das auch sein mag. Ganz gleich ob es sich um den Fries, die Säulen oder den Altar handelt, stets erkennt man denselben eigenen, persönlichen Stil. Überall zeigen die Reliefs die gleiche Schmuckform mit regelmäßigen Rillen, wie etwa beim Altar, der Basis Nr. 4 und dem Kapitell Nr. 5. Überall findet man auch die gleiche Art des Weinblatts, mit dem charakteristisch gezahnten Rand, ein entwickeltes Blatt, dessen Lappen deutlich geschnitten und ausgezackt sind – man könnte fast die Distel- oder Akanthusart bestimmen –, die ausgeprägten Rippen der Blätter sitzen am Stängel auf einem halbmondförmigen Ring. Stets verwandte der Bildhauer Schuppen für die Struktur des Schlangenleibes, den Schwanz der Sirene, den Hals des Pelikans, dem Vorder- und Hinterkörper der Vögel und mancher Blätter in dem Rahmen der Vorderseite des Altarunterbaus. Ebenso sind Felle meist punktiert oder gestrichelt, wie bei den Löwen und dem Vorderkörper des Bären. Diese Techniken und Strukturen weisen auf ein und dieselbe Hand hin. Hin und wieder findet man auf den Skulpturen auch Farbspuren, vor allem Rot, auch Schwarz um die Augen der Vogelsirene. Das deutet darauf hin, dass die Skulpturen ursprünglich gänzlich farbig gefasst waren, was die einzelnen Darstellungen deutlicher veranschaulichte, etwa den Pflanzenteilen in Grün, das fließende Wasser in Blau und die Architekturen in Beige.